# 内田真礼
内田 真礼（うちだ まあや、1989年〈平成元年〉12月27日 - ）は、日本の声優、女優、歌手。東京都出身。アイムエンタープライズ所属。レコードレーベルはポニーキャニオン。公式ファンクラブは「LIFE IS LIKE A SUNNY DAY」。声優の内田雄馬は実弟。
代表作に『中二病でも恋がしたい！』（小鳥遊六花）、『アイドルマスター シンデレラガールズ』（神崎蘭子）、『ご注文はうさぎですか?』（シャロ）、『ノラガミ』（壱岐ひより）、『約束のネバーランド』（ノーマン）、『乙女ゲームの破滅フラグしかない悪役令嬢に転生してしまった…』（カタリナ・クラエス）、『うる星やつら (2022)』（三宅しのぶ） などがある。

## 概要
声優としては2012年から本格的な活動を行い、『中二病でも恋がしたい！』のメインヒロイン・小鳥遊六花役でブレイクした。その後『ガッチャマン クラウズ』の一ノ瀬はじめ役での演技が評価され、2014年の第8回声優アワードにて新人女優賞を受賞した。『アオハライド』（吉岡双葉役。2014年）、『ノラガミ』（壱岐ひより。2014年 - 2015年）、『約束のネバーランド』（ノーマン役。2019年 - 2021年）、『乙女ゲームの破滅フラグしかない悪役令嬢に転生してしまった…』（カタリナ・クラエス役。2020年 - 2023年）など、安定的に主演、ヒロイン役やメインキャストを担当している。2021年以降吹き替えでの活動も多く、2025年の第19回声優アワードにて外国映画・ドラマ賞を受賞した。
演技力に加えて多面的な才能とキュートなルックスを併せ持ち、それを生かしてさまざまな活動を積極的に展開していることも、大きな特徴である。2014年4月23日、シングル『創傷イノセンス』にて歌手デビューを果たしたほか、女優（『非公認戦隊アキバレンジャー』〈2012年〉など）、写真集やグラビア（『内田真礼ファースト写真集「まあや」』〈2014年〉、『内田真礼1st photobook「まあやドキ」』〈2023年〉など）といった他分野での活動も行っており、2017年1月には三菱地所レジデンスのWeb CMに出演を果たして、2022年12月に人気音楽番組『ミュージックステーション ウルトラスーパーライブ2022』に登場 など、活動の幅を拡げている。

## 略歴
2008年、日本ナレーション演技研究所に入所し、2009年の研修科在籍中にOVA『ぼく、オタリーマン』で声優デビューを果たす。2010年4月1日、アイムエンタープライズ所属。
2011年発売のゲーム『ぎゃる☆がん』で初のテレビゲーム出演を果した。2012年4月、テレビアニメ『さんかれあ』の散華礼弥役で初主演し、特撮テレビドラマ『非公認戦隊アキバレンジャー』では葉加瀬博世役で実写女優デビューを果たす。2013年9月には、前年10月から出演したテレビアニメ『中二病でも恋がしたい！』の劇場アニメ『小鳥遊六花・改 〜劇場版 中二病でも恋がしたい！〜』の小鳥遊六花役で劇場アニメ初主演を果たす。
2014年3月1日、第8回声優アワード新人女優賞を受賞。
2014年4月23日、テレビアニメ『悪魔のリドル』オープニングテーマ「創傷イノセンス」をリリース、歌手として音楽活動を開始した。2014年9月11日発売の『週刊ヤングジャンプ』41号（集英社）にて表紙と巻頭グラビアを務め、さらに2014年12月11日発売の2号では巻頭グラビアを務めた。
2014年12月24日に初の写真集『内田真礼ファースト写真集「まあや」』を発売。
2015年8月30日、『Animelo Summer Live 2015 - THE GATE -』3日目において、ソロ歌手として初めてアニサマへの出場を果たす。同年12月2日、自身初めてのフルアルバム『PENKI』を発売。
2016年2月28日、中野サンプラザにて、自身初のワンマンライブ「Hello, 1st contact!」を開催。同年11月6日、自身の公式Twitterアカウントを開設した（それ以前は、いわゆるスタッフアカウントを使用していた）。12月14日、自身の2ndライブが代々木第一体育館にて開催されることを発表した。
2017年1月、三菱地所レジデンスのWeb CMに出演。
2017年2月25日・26日、代々木第一体育館にてワンマンライブ「2nd LIVE Smiling Spiral」を開催。同年7月1日・29日、ワンマンライブ 「LIVE 2017 +INTERSECT♡SUMMER+」を開催。2017年12月24日、「Maaya Happy Birthday & Xmas Party!!2017」にて、自身のオフィシャルファンクラブの開設を発表。ファンクラブ名は『LIFE IS LIKE A SUNNY DAY』。
2018年3月11日、「Maaya Party!7」（東京会場）にて、自身初のワンマンライブツアー「Magic Number TOUR 2018」の開催を発表。2ndアルバム「Magic Hour」をテーマに福岡（6月17日）、東京（6月24日）、大阪（7月1日）の3都市で公演。また大阪公演にて、2019年1月1日に日本武道館での「New Year LIVE 2019 take you take me BUDOKAN!!」開催を発表。2018年4月25日、2ndアルバム『Magic Hour』をリリース。
2019年3月1日、「ギミー!レボリューション」が平成アニソン大賞声優ソング賞（2010年 - 2019年）に選出された。2019年3月25日に2nd写真集『étoile』を発売。2019年11月9日 - 12月16日、様々なZepp会場にて、ワンマンライブツアー「Zepp Tour 2019 we are here」を開催。
2020年2月27日、映画『ヲタクに恋は難しい』で“声優アイドル”本人役で出演。同年5月14日放送のテレビ朝日系木曜ミステリー『警視庁・捜査一課長2020』（木曜 20時）の第6話で、初の刑事ドラマ出演を果たした。2020年5月25日、公式Instagramを開設。
2020年7月5日、横浜アリーナにて開催予定のワンマンライブ「LIVE 2020 Live For All Stars」が新型コロナウイルス感染拡大の影響で中止。同日harevutaiにて生配信ライブ「Hello, ONLINE contact!」を開催。
2021年7月3日、立川ステージガーデンにて一年半ぶりのワンマンライブ「LIVE 2021 FLASH FLASH FLASH」を開催。2021年9月3日、YouTube Official Channelを開設。2021年10月27日、3rdアルバム『HIKARI』をリリース。
2022年2月20日・3月13日、ワンマンライブツアー 「LIVE 2022 MA-YA-YAN Happy Cream MAX!!」を開催。同年9月16日には、9月8日深夜にテレビ東京系で放送スタートするテレビドラマ「チェイサーゲーム」のオープニングテーマ『CHASER GAME』を担当する音楽配信シングルをリリース。また同年9月24日に、ワンマンライブ「Hello, 1st contact! [Revival]」を開催。
2022年12月23日に人気音楽番組『ミュージックステーション』に登場し、前田公輝×内田真礼×Cocomiが「アラジン」の主題歌「ホール・ニュー・ワールド」を披露する。
2023年2月8日に初のフォトブック『まあやドキ』を発売。Amazonタレント写真集週間ランキング1位 とオリコン週間写真集チャートで1位を記録 に加え、3刷重版も決定している。発売記念として2023年2月9日発売『週刊ヤングジャンプ』11号の表紙＆巻頭グラビアを担当。約8年ぶりのヤングジャンプ表紙となっている。
2025年3月15日、第19回声優アワード外国映画・ドラマ賞を受賞。

## 活動
幼少期から『忍たま乱太郎』のキャラクターが好きで、小学生になると『ポケットモンスター』や『ファイナルファンタジーVII』などのゲームに触れる。中学校時代は、歴史や京都も好きで「日本文化を伝えたい」と舞妓になる夢を持ち、自分が入る置屋も調べていたが、両親に反対されて断念する。その後、自身が幼い頃から憧れていたビデオゲームのキャラクターを演じたい、演技で誰かに希望を届けてみたいという思い から、声優を目指す思いを強く抱くようになったものの、高校3年生の秋までは声優一本で行くか大学に進むか悩んでいたという。また就職も考え、実際にバスガイドを目指しバス会社に体験入社したこともある。もしも声優にならなかったらスクウェア・エニックスに就職したかったと述べている。声優養成所（日本ナレーション演技研究所）に入ることを決めたのは、高校3年生の1月になってからとのことであったが、本人曰く、「（中学校、高校時代に演劇部であったことから）声や芝居の基礎はできている」と思っていたことから、基礎科を飛ばして本科から入ったと述べている。のちに「今となっては基礎科をやっておけばよかったな」と振り返っている。
自身の活動姿勢における最大のテーマとして、「日本文化の魅力を発信し続ける」ことを挙げている。声優として心掛けていることとして、毎年のテーマに連続性を持たせた上で自身の目標設定をすることを述べている。一例として、2015年は「地に足を付けて頑張る」、2016年は「さらなる花を咲かせる」、2017年は「今までやってきたことをさらに開花させて実を付ける」を、それぞれの年のテーマとして掲げているとのことであり、実際に2016年はソロ歌手としての初ライブを開催するなど、活動の幅を拡げたことで、「人に何かを伝えることの楽しさ」を実感できて、目標設定は間違っていなかったという趣旨のことを述べている。
毎年自分の目標を決めている。2014年は「大きな会場でライブやること」、2015年は「落ち着いて、地に足着いて大切にひとつずつ取り組む」、2016年は「みんなと一緒に“共力”して頑張る!」、2017年は「いろんな人とたくさんコミュニケーションをとる」、2018年は「自分らしさの追求」、2019年は「気持ちの解放」、2020年は「内田真礼を成長させる!」、2021年は「「好き」を発信し続ける」、2022年は「おんがえし」、2023年は「自分史上一番良い身体になる」。
声優としてのみならず、歌手、グラビアや顔出しの仕事にも進出している。内田は来た仕事に対し「自分のできる範囲で全部出そう」と考えている。「自分が広告塔になって何かを広めることには、自信がある」、「自分が思うことを発信して、わかってくれる人がいたら成功」と述べている。1番楽しい仕事は「お芝居をすること」であり、理由として作品に取り組んでいる間は「ずっとその役に全てを集中してしまうから、お芝居とか舞台は向いている」と述べている。
自身が出演した作品の中でも、特に思い入れの強い作品として、『中二病でも恋がしたい！』（小鳥遊六花役） を、自身の声優人生において大きな挑戦と感じた作品として、『Charlotte』（西森柚咲役）、『甲鉄城のカバネリ』（四方川菖蒲役） を、それぞれ挙げている。また、自分の地に一番近いキャラクターに『ノラガミ』の壱岐ひよりを挙げており、思い切りよく言葉を伝えられるとこが似ていると語っている。声優になった当初から「男の子の役をやってみたい」という希望を持っていたが、実際にはなかなか男性役の仕事が入らず、『約束のネバーランド』（ノーマン役）でようやくその希望が実現した。
2016年の歌手としての自身を振り返った本人のコメントによると「私、意外とくすぶっていて（笑）というのも2月にワンマンライブをやったあと、日本であまりライブがなくて（中略）イベントに出ても新曲がないから、どういうセットリストにしたら喜んでくれるかな?今ある曲で、よりお客さんに喜んでもらうにはどうしたらいいんだろうって考えたりしてたんですよね」とのこと。
2017年1月に、ミニ・アルバム『Drive-in Theater』を発表した。今まで明かせなかった「素顔の自分」を表現したい、という想いを籠めて制作したアルバムである（趣味については、後述を参照） ことと共に、特に収録曲の一つである「Smiling Spiral」は、「みんなからの声で私は頑張ることができていることを伝えたい」ことを表現したい思いから、「私からの応援歌、私への応援歌」という趣旨の楽曲として制作したと述べている。若干野球推しの歌詞でお祭り曲と言える「クロスファイア」や和のテイストが含まれた「モラトリアムダンスフロア」などが収録されている。このアルバムをリリースしたことによって、2016年に思うように歌手活動を行うことができなかった鬱憤を晴らすことができた。
2020年2月27日、映画『ヲタクに恋は難しい』で“声優アイドル”本人役で出演。同年5月14日放送のテレビ朝日系木曜ミステリー『警視庁・捜査一課長2020』（木曜 20時）の第6話で、初の刑事ドラマ出演を果たした。人気声優に含めて女優としての活動も同時に続いている。
2021年以降、『シャン・チー/テン・リングスの伝説』（シャーリン役。2021年）、『DUNE/デューン 砂の惑星』（チャニ役。2021年）、『トップガン マーヴェリック』（フェニックス役。2022年）など吹き替えでの活動も増えて、アニメでも『約束のネバーランド』（ノーマン役。2019 - 2021年）、『ぼっち・ざ・ろっく！』（伊地知星歌役。2022年）、『チェンソーマン』（天使の悪魔役。2022年）、『悲劇の元凶となる最強外道ラスボス女王は民の為に尽くします。』（ステイル役。2023年）など人気作品で低い声の役が同じく増え、多くの人に声の幅を認識され始めている。

## 人物
本人曰く、名前が「真礼」になった理由は、「国際的で呼びやすいから」とのこと。愛称について、『中二病でも恋がしたい！』の共演者や、親交のある声優からは、「まややん」という愛称で呼ばれることが多いとのこと。更に「まれいたそ」も広く使われている。
自身の性格として、「ハイパーポジティブ」「こだわりが強い」「チャレンジすることが好き」と述べており、「自分自身が『中二病』と思っている」と述べている。また、「負けず嫌いなので、自分も他の全員もライバル」「周りに流されたくない、絶対にこびない人間でありたいと常々心掛けている」ことが、活動の大きな原動力になっているとのことである。
好きなアニメ作品として、先述の『忍たま乱太郎』 の他に、『幻想魔伝最遊記』 を挙げている。また、高校時代は、『涼宮ハルヒ』や『灼眼のシャナ』のコスプレをしたり、秋葉原にて『咲-Saki-』や『BLEACH』の読み合わせをしたりしていたとのことである。本人曰く、読み合わせの作品として『咲』や『BLEACH』を選んだのは、「キャラクター（登場人物）がたくさんいたので、将来声優になるにあたって練習の素材に適していると思ったから」と述べている。最も好きなゲームのキャラクターは『ファイナルファンタジーVII』のティファ・ロックハートであり、ティファの影響で一時期空手をやっていた経験がある。また、デビュー当初の髪型が黒髪ロングだったのもティファの影響である。ゲーム・ミュージックのサウンドトラックもよく聴き、歌うことも好み、特に『サクラ大戦』の楽曲を聴くと、「あ、私も夢に向かって頑張らなきゃ」と思えて、心を奮い立たせられるとのことである。
親交のある声優として、東山奈央（養成所時代にクラスが同じだった）、大坪由佳（漫画という共通趣味を持ち、それをテーマにしたアニラジを共同で担当。『あいまいみー』でも共演）、内田彩（『あいまいみー』で共演）、徳井青空（インターネットラジオ『内田真礼・徳井青空のブシモ通信』で共にパーソナリティを務めた）、山本希望（自身初めてのゲームでの出演作である『ぎゃる☆がん』で共演）が挙げられる。また、『中二病でも恋がしたい!』で他のヒロインを演じた3人（赤﨑千夏・浅倉杏美・上坂すみれ）とは1年以上にも及ぶ共演だったため家族のような関係になっていったという。また、憧れの人物として井上喜久子を挙げている。
趣味（及び好きなこと）として、「日本文化に触れること」、「旅行」、「野球観戦」、「スヌーピー」、「アメコミヒーロー」「銀歯」を挙げている。旅行については、少しでも時間があれば小旅行でも楽しめると考えているとのことで、夕方に仕事を終えたらその足でロマンスカーで箱根へ向かい、温泉に入って寝て、翌日の朝一で帰京してそのまま仕事に向かうこともあるという。
所ジョージのライフスタイルに憧れており、可愛い服も好きだが白いTシャツや緑のカーディガン、厚めのG-SHOCKを身につけるなどの一面があるが、デートに着たい服は白のワンピースであると語っている。2012年はドクロ入りのシャツを着こなしていたが、翌年になるとロリータ・ファッションも私服として着るようにしている。また、オカルトに興味があるとも述べている。好物は納豆で、毎日欠かさず食べるという。座右の銘は「一期一会」。

### ホークスファンとそのエピソード
プロ野球観戦については、実家で祖父と野球中継を観ていた時に登板していた新垣渚のプレーに魅了され、新垣のファンになると同時に福岡ダイエーホークス→福岡ソフトバンクホークスファンになった。現在は松田宣浩を好きな選手として挙げているが、野球好きなこと、ずっとソフトバンクのファンであることを、諸々の理由から声を大にして明かすことができずに心苦しかったことを、2017年1月のインタビューにて述べている。野球ファンを公言以降は自身の楽曲「クロスファイア」やライブツアー「Magic Number」など、野球にちなんだタイトルを付けている。
また、ホークスファンが昂じて2017年7月31日の対北海道日本ハムファイターズ戦での「鷹の祭典」にてレポーターを務めた際、福田秀平（現・千葉ロッテマリーンズ）が内田に気を取られて防球フェンスに激突した「珍場面」が話題となり、その縁で松田、福田、甲斐拓也ほかホークス選手が内田のイベントにメッセージを送った。そして2018年9月11日発行の日刊スポーツに、内田と福田の対談記事が掲載された。福田によると「あのときは（甲斐）拓也がインタビューを受けていて「きれいな方と拓也が話しているな」と思いながら見ていたら（ぶつかった）」が事の顛末と言う。
2018年6月17日に福岡でライブを行った際には、アンコールでホークスのユニフォームを着て球団歌「いざゆけ若鷹軍団」を熱唱した。2018年9月8日には福岡 ヤフオク!ドームで行なわれたホークス対オリックス・バファローズ21回戦の始球式に登場し、ホークスの球団職員となった新垣が捕手を務めた。2022年8月には、ソフトバンク－楽天戦でセレモニアルピッチを行った。

## 出演
太字はメインキャラクター。

### テレビアニメ
2010年
- オオカミさんと七人の仲間たち（子供）
- 神のみぞ知るセカイ（ゆり）

2011年
- うさぎドロップ（保育士B）
- 神様のメモ帳（女子スタッフ）
- 聖痕のクェイサーII（女生徒A）
- 放浪息子（三宅）
- 魔乳秘剣帖（村娘A）
- ゆるゆり（2011年 - 2015年、船見まり） - 3シリーズ

2012年
- アドリブアニメ研究所（神奈）
- 君と僕。2（女子高生）
- K（日向千穂）
- ゴクジョッ。〜極楽院女子高寮物語〜（七里愛）
- ココロコネクト（三橋千夏）
- この中に1人、妹がいる!（ユウ）
- 坂道のアポロン（女子）
- さんかれあ（散華礼弥）
- しろくまカフェ（カワウソ子）
- 好きっていいなよ。（女性、女子生徒）
- 中二病でも恋がしたい！（2012年 - 2014年、小鳥遊六花） - 2シリーズ
- DOG DAYS シリーズ（2012年 - 2015年、リーシャ・アンローベ） - 2シリーズ
- モーレツ宇宙海賊（イズミ・ユノモト）

2013年
- あいまいみー（2013年 - 2017年、ミイ〈ミィニャ・メーニッヒ〉 他） - 3シリーズ
- アウトブレイク・カンパニー（古賀沼美埜里）
- 犬とハサミは使いよう（本田桜）
- ガッチャマン クラウズ（2013年 - 2015年、一ノ瀬はじめ） - 2シリーズ
- GJ部（2013年 - 2014年、天使真央） - 2シリーズ
- とある科学の超電磁砲 シリーズ（2013年 - 2020年、フレンダ＝セイヴェルン） - 2シリーズ
- ハイスクールD×D シリーズ（2013年 - 2018年、紫藤イリナ） - 3シリーズ
- 幕末義人伝 浪漫（阿国〈雪花〉）
- ビビッドレッド・オペレーション（黒騎れい）
- プリティーリズム・レインボーライブ（2013年 - 2014年、森園わかな、コウジ） - 2シリーズ
- まおゆう魔王勇者（少女メイド、従僕）
- まんがーる!（阿部あん）
- Super Seisyun Brothers -超青春姉弟s-（梅園ウイ）

2014年
- アオハライド（吉岡双葉）
- 俺、ツインテールになります。（トゥアール / 仮面ツインテール）
- ガールフレンド（仮）（見吉奈央）
- ご注文はうさぎですか?（2014年 - 2020年、シャロ） - 3シリーズ
- 咲-Saki- 全国編（姉帯豊音）
- 白銀の意思 アルジェヴォルン（ナミエ・ポートマン）
- おにくだいすき!ゼウシくん（2014年 - 2016年、三伊戸ミカ） - 3シリーズ
- 人生相談テレビアニメーション「人生」（白河香織）
- Z/X IGNITION（青葉千歳）
- デート・ア・ライブ（2014年 - 2024年、八舞耶俱矢） - 4シリーズ
- なりヒロwww（梵アリス）
- ノラガミ（2014年 - 2015年、壱岐ひより） - 2シリーズ
- HUNTER×HUNTER（第2作）（アルカ＝ゾルディック）
- RAIL WARS!（小海はるか）
- ロボットガールズZ（ゲッちゃん〈ゲッターロボ〉）

2015年
- アイドルマスター シンデレラガールズ（神崎蘭子） - 2シリーズ
- うわばきクック（ピアス妹）
- えとたま（ドラたん）
- 俺物語!!（店員）
- 百花繚乱 サムライアフター（上杉景勝）
- ケイオスドラゴン 赤竜戦役（婁震華）
- GATE 自衛隊 彼の地にて、斯く戦えり（2015年 - 2016年、栗林志乃） - 2シリーズ
- Charlotte（西森柚咲 / 美砂）
- 食戟のソーマ（2015年 - 2020年、吉野悠姫） - 6シリーズ
- 聖剣使いの禁呪詠唱（百地春鹿）
- ダンジョンに出会いを求めるのは間違っているだろうか（2015年 - 2025年、リリルカ・アーデ） - 6シリーズ
- 不思議なソメラちゃん（女子高生C、女の子、U子、メヌースー〈第12話〉）
- ヘヴィーオブジェクト（バンダービルトのお嬢様）
- 山田くんと7人の魔女（伊藤雅）

2016年
- アクティヴレイド -機動強襲室第八係- 2nd（ミヴ）
- 甲鉄城のカバネリ（四方川菖蒲）
- 斉木楠雄のΨ難（2016年 - 2018年、目良千里） - 2シリーズ + 完結編
- しまじろうのわお!（プニたん）
- 聖戦ケルベロス 竜刻のファタリテ（エリン）
- ブレイブウィッチーズ（三隅美也）
- 無彩限のファントム・ワールド（水無瀬小糸）
- ラグナストライクエンジェルズ（華ノ宮伊月）
- かみさまみならい ヒミツのここたま（ムッシュ・ムクンヌ）

2017年
- チェインクロニクル 〜ヘクセイタスの閃〜（ピリカ、セリーヌ、ビエンタ）
- アイドルマスター シンデレラガールズ劇場（2017年 - 2019年、神崎蘭子） - 3シリーズ
- ポンコツクエスト〜魔王と派遣の魔物たち〜（2017年 - 2024年、カイドウ）
- クロックワーク・プラネット（星宮蓬子）
- ソード・オラトリア ダンジョンに出会いを求めるのは間違っているだろうか外伝（リリルカ・アーデ）
- サクラダリセット（ミチル）
- バトルガール ハイスクール（蓮見うらら）
- 徒然チルドレン（笹原さつき）
- ひなろじ〜from Luck & Logic〜（東瑞希）
- 異世界はスマートフォンとともに。（2017年 - 2023年、エルゼ・シルエスカ） - 2シリーズ
- ドラえもん（テレビ朝日版第2期）（アーレ・オッカナ姫）
- おにゃんこポン（おにゃんこポン）
- 縁結びの妖狐ちゃん（南国の姫）
- 宝石の国（レッドベリル）
- 銀魂.（サーヤ）

2018年
- たくのみ。（桐山真）
- キリングバイツ（中西獲座〈チータ〉）
- スロウスタート（万年大会）
- Cutie Honey Universe（ハリケーンハニー）
- かくりよの宿飯（鈴蘭）
- ぐらんぶる（2018年 - 2025年、古手川奈々華、北原伊織〈幼少期〉） - 2シリーズ
- ゲゲゲの鬼太郎（第6作）（石山妖子）
- 陰陽師・平安物語（金魚姫）
- ゴブリンスレイヤー（2018年 - 2023年、受付嬢）- 2シリーズ
- とある魔術の禁書目録III（フレンダ＝セイヴェルン）
- その時、カノジョは。（ミワコ）
- 青春ブタ野郎シリーズ（2018年 - 2025年、豊浜のどか） - 2シリーズ

2019年
- 約束のネバーランド（2019年 - 2021年、ノーマン） - 2シリーズ
- ドメスティックな彼女（橘瑠衣）
- 盾の勇者の成り上がり（2019年 - 2025年、メルティ） - 3シリーズ
- この世の果てで恋を唄う少女YU-NO（波多乃神奈）
- MIX（2019年 - 2023年、立花音美）- 2シリーズ
- 世話やきキツネの仙狐さん（シロ）
- KING OF PRISM -Shiny Seven Stars-（森園わかな）
- 叛逆性ミリオンアーサー（歌姫アーサー）
- BEM（ソニア・サマーズ）
- 博多明太!ぴりからこちゃん（マヤ）
- ブンボーグ009（ブンボーグ003）
- ダイヤのA actII（2019年 - 2020年、西野理佐）
- Z/X Code reunion（青葉千歳）
- アサシンズプライド（ミュール＝ラ・モール）

2020年
- ゾイドワイルド ZERO（ハンナ・メルビル）
- マギアレコード 魔法少女まどか☆マギカ外伝（2020年 - 2022年、天音月夜） - 3シリーズ
- ＜Infinite Dendrogram＞-インフィニット・デンドログラム-（チェルシー）
- かくしごと（六條一子）
- 新サクラ大戦 the Animation（東雲初穂）
- 乙女ゲームの破滅フラグしかない悪役令嬢に転生してしまった…（2020年 - 2021年、カタリナ・クラエス / カタリナ・クラエス〈議長、弱気、強気、真面目、ハッピー〉、アレクサンダー、ポチ） - 2シリーズ
- 球詠（浅井花代子）
- アクダマドライブ（黒猫、兄）
- 魔法科高校の劣等生 シリーズ（2020年 - 2024年、黒羽亜夜子） - 2シリーズ + スペシャル

2021年
- ワールドウィッチーズ発進しますっ!（三隅美也）
- WIXOSS DIVA(A)LIVE（リエ）
- 古見さんは、コミュ症です。（2021年 - 2022年、只野瞳、檎林美、天上院旅有子、岸姫子） - 2シリーズ

2022年
- プリンセスコネクト!Re:Dive Season 2（マホ）
- CUE!（夕塚のぞみ）
- アニ×パラ〜あなたのヒーローは誰ですか〜（真山はるか）
- じゃんたま PONG☆（一姫）
- 社畜さんは幼女幽霊に癒されたい。（倉橋サツキ）
- 金装のヴェルメイユ〜崖っぷち魔術師は最強の厄災と魔法世界を突き進む〜（ヴェルメイ）
- ぼっち・ざ・ろっく！（伊地知星歌）
- うる星やつら (2022)（2022年 - 2024年、三宅しのぶ）- 2シリーズ
- 陰の実力者になりたくて!（2022年 - 2023年、ニュー） - 2シリーズ
- チェンソーマン（天使の悪魔）

2023年
- 冰剣の魔術師が世界を統べる（キャロル＝キャロライン）
- アルピーテイル コントアニメ『ずっといるのに第2話』（白川さん）
- 世界の終わりに柴犬と 特別編集（ご主人）
- とんでもスキルで異世界放浪メシ（ニンリル）
- アリス・ギア・アイギス Expansion（兼志谷シタラ）
- スキップとローファー（村重結月）
- 転生貴族の異世界冒険録〜自重を知らない神々の使徒〜（リナ）
- Fate/strange Fake（2023年 - 2025年、フランチェスカ・プレラーティ） - 2シリーズ
- おかしな転生（ルミニート＝アイドリハッパ）
- 悲劇の元凶となる最強外道ラスボス女王は民の為に尽くします。（ステイル・ロイヤル・アイビー）
- レベル1だけどユニークスキルで最強です（ラン）
- アンデッドガール・マーダーファルス（ノラ）
- 経験済みなキミと、経験ゼロなオレが、お付き合いする話。（松本先生）
- とあるおっさんのVRMMO活動記（アヤメ）
- 鴨乃橋ロンの禁断推理（ジュリー）
- ひろがるスカイ!プリキュア（2023年 - 2024年、カイゼリン・アンダーグ〈少女〉）

2024年
- 魔都精兵のスレイブ（出雲天花）
- ぽんのみち（一姫〈雀魂〉）
- アストロノオト（豪徳寺ミラ）
- ちびゴジラの逆襲（2024年 - 2025年、ちびミニラ）
- 恋は双子で割り切れない（神宮寺那織）
- 戦国妖狐 千魔混沌編（月湖）

2025年
- グリザイア:ファントムトリガー（深見玲奈）
- Sランクモンスターの《ベヒーモス》だけど、猫と間違われてエルフ娘の騎士として暮らしてます（アリーシャ）
- ボールパークでつかまえて!（こひなた）
- LAZARUS ラザロ（クリスティン）
- 忍者と殺し屋のふたりぐらし（草隠かのん）
- 陰陽廻天 Re:バース（ツキミヤ）
- ブサメンガチファイター（女の子、リーズ）
- プリンセッション・オーケストラ（葉加瀬まなび）
- よふかしのうた Season2（七草ハル）
- ばっどがーる（青山あおい）

時期未定
- 魔法少女育成計画 restart（マジカルデイジー）
- とある暗部の少女共棲（フレンダ＝セイヴェルン）
- 魔術師クノンは見えている（イコ・ラウンド）
- 報われなかった村人A、貴族に拾われて溺愛される上に、実は持っていた伝説級の神スキルも覚醒した（マテオ）
- カヤちゃんはコワくない（チエ先生）

### 劇場アニメ
2013年
- 小鳥遊六花・改 〜劇場版 中二病でも恋がしたい！〜（小鳥遊六花）
- サカサマのパテマ（カホ）

2014年
- モーレツ宇宙海賊 ABYSS OF HYPERSPACE -亜空の深淵-（イズミ・ユノモト）
- 劇場版 プリティーリズム・オールスターセレクション プリズムショー☆ベストテン（森園わかな）
- 新劇場版 頭文字D（2014年 - 2016年、茂木なつき） - 3部作
- なりヒロwww（梵アリス）

2015年
- 音楽少女（姫子）
- 劇場版デート・ア・ライブ 万由里ジャッジメント（八舞耶俱矢）

2016年
- 劇場版しまじろうのわお！「しまじろうと えほんのくに」（プニたん）

2017年
- KING OF PRISM -PRIDE the HERO-（森園わかな）

2018年
- 映画 中二病でも恋がしたい！ -Take On Me-（小鳥遊六花）
- 劇場版 プリパラ&キラッとプリ☆チャン 〜きらきらメモリアルライブ〜（森園わかな）
- 映画 ドライブヘッド〜トミカハイパーレスキュー 機動救急警察〜（テラ）

2019年
- あした世界が終わるとしても（泉琴莉）
- 劇場版 ダンジョンに出会いを求めるのは間違っているだろうか -オリオンの矢-（リリルカ・アーデ）
- グリザイア:ファントムトリガー THE ANIMATION（2019年 - 2020年、レナ） - 2作品
- 甲鉄城のカバネリ 海門決戦（菖蒲）
- 青春ブタ野郎シリーズ（2019年 - 2023年、豊浜のどか） - 3作品
- Walking Meat（マリン）

2020年
- KING OF PRISM ALL STARS -プリズムショー☆ベストテン-（シュワルツ親衛隊）
- 劇場版BEM〜BECOME HUMAN〜（ソニア・サマーズ）
- モンスターストライク THE MOVIE ルシファー 絶望の夜明け（ソロモン）

2021年
- 劇場編集版 かくしごと -ひめごとはなんですか-（六條一子）

2022年
- 映画ざんねんないきもの事典（ウサオ）

2023年
- グリッドマン ユニバース（ひめ）
- アムリタの饗宴（たまひ）
- 駒田蒸留所へようこそ（河端朋子）
- 劇場版 乙女ゲームの破滅フラグしかない悪役令嬢に転生してしまった…（カタリナ・クラエス / カタリナ・クラエス〈議長、弱気、強気、真面目、ハッピー〉、ポチ）

2024年
- シノアリス 一番最後のモノガタリ（グレーテル）
- 劇場総集編ぼっち・ざ・ろっく！ Re:（伊地知星歌）
- クレヨンしんちゃん オラたちの恐竜日記（ビリー〈幼少期〉）
- 劇場総集編ぼっち・ざ・ろっく！ Re:Re:（伊地知星歌）

2025年
- 映画 キミとアイドルプリキュア♪ お待たせ!キミに届けるキラッキライブ!（テラ）
- 劇場版 チェンソーマン レゼ篇（天使の悪魔）

### OVA
2010年
- ぼく、オタリーマン。（結婚式司会・後輩〈女〉）

2012年
- Holy Knight（岸本リリス）
- さんかれあ（散華礼弥）
- 中二病でも恋がしたい！ DEPTH OF FIELD 〜 愛と憎しみ劇場 〜（2012年 - 2013年、小鳥遊六花） - BD付限定版

2013年
- OVAの中に1人、妹がいる!（ユウ）
- 中二病でも恋がしたい! 煌めきの... 聖爆誕祭（スラップステック・ノエル）（小鳥遊六花）
- ゴクジョッ。そうだ温泉に行こう！！（七里愛）
- ハイスクールD×D NEW（紫藤イリナ）
- デート・ア・ライブ DATE TO DATE（八舞耶俱矢）

2014年
- ガッチャマン クラウズ『Embrace』（一ノ瀬はじめ）
- チェインクロニクル 〜ショートアニメ〜（ピリカ、ニンファ）
- ノゾ×キミ（園田ミチル）- コミックス第4巻 - 第6巻DVD付き限定版
- ノラガミ（壱岐ひより）- コミックス10-11巻DVD付き特別版に収録
- あいまいみー〜妄想カタストロフ〜 処女厨（ミイ〈ミィニャ・メーニッヒ〉）
- 山田くんと7人の魔女（伊藤雅）- 原作第15巻限定版に付属
- ゆるゆり なちゅやちゅみ!（船見まり）
- ツブ★ドル（御園みなみ）
- アオハライド（吉岡双葉）

2015年
- DOG DAYS"（リーシャ・アンローベ）
- ハイスクールD×D（紫藤イリナ） - DX.1・DX.2 BD付限定版
- ハンツー×トラッシュ（萩原千聖）  - コミックス8巻DVD付き限定版に収録
- 『山田くんと7人の魔女』×『ヤンキー君とメガネちゃん』 夢の共演コラボアニメーション（伊藤雅） - BD付限定版

2016年
- Charlotte 特別編（西森柚咲 / 美砂）
- 食戟のソーマ（吉野悠姫） - コミックス第18巻DVD付き限定版
- ダンジョンに出会いを求めるのは間違っているだろうか（2016年 - 2021年、リリルカ・アーデ） - 3シリーズ
- 無彩限のファントム・ワールド 番外編（水無瀬小糸）

2017年
- 僕のヒーローアカデミア（万偶数羽生子）
- ご注文はうさぎですか??シリーズ（2017年 - 2019年、シャロ） - 2作品

2019年
- 甲鉄城のカバネリ 総集編（菖蒲）

2020年
- ゴブリンスレイヤー -GOBLIN'S CROWN-（受付嬢）

2021年
- 乙女ゲームの破滅フラグしかない悪役令嬢に転生してしまった…X（カタリナ・クラエス） - コミックス第7巻特装版
- アリス・ギア・アイギス 〜ドキッ！アクトレスだらけのマーメイドグランプリ♡〜（兼志谷シタラ） - OVA視聴用QRコード同梱商品

2022年
- 新劇場版 頭文字D BATTLE DIGEST（茂木なつき）
- じゃんたま PONG☆（一姫） - BD付限定版

### Webアニメ
2012年
- 中二病でも恋がしたい! Lite（2012年 - 2014年、小鳥遊六花） - 2シリーズ

2013年
- 超亜空間防壁チーズ・ナポリタン（美雲あんず）

2014年
- エクスメイデン（赤丸純）
- おねだりわんこ 玩具・世界観アニメ（ストロベリー）

2015年
- アニメで分かる心療内科（官越ひめる）
- 弱酸性ミリオンアーサー（歌姫アーサー、モブ）
- ロボットガールズZ プラス（ゲッちゃんドラゴン〈ゲッタードラゴン〉）

2017年
- ソウタイセカイ（泉琴莉 / コトコ）
- ポケモンジェネレーションズ（マチエール）

2018年
- A.I.C.O. Incarnation（大久保瑞稀）
- ソードガイ The Animation（火美此）- 2シリーズ
- 異世界居酒屋〜古都アイテーリアの居酒屋のぶ〜（ゲーアノートの弟、ヘルミーナ）
- アイドルマスター シンデレラガールズ劇場 火曜シンデレラシアター / Extra Stage（2018年 - 2020年、神崎蘭子） - 2シリーズ
- もしもし、てるみです。（てるみさん） - アニメビーンズ配信
- モンスターストライク（ソロモン）
- GOD EATER レゾなんとか劇場（ティオナ・ヴィータリントゥ）

2019年
- あの日の心をとらえて（美智）
- 斉木楠雄のΨ難 Ψ始動編（目良千里）

2020年
- カタリナ脳内会議（2020年 - 2021年、カタリナ・クラエス〈議長、弱気、強気、真面目、ハッピー〉）- 2シリーズ
- カタリナと学ぼう（カタリナ・クラエス）
- スーパードラゴンボールヒーローズ プロモーションアニメ（破壊神EL〈エリート〉）

2021年
- レインボーファインダー（ヒトミ）
- 極主夫道（2021年 - 2023年、コバルトポリス）- 2シリーズ
- えとたま〜猫客万来〜（ドラたん）
- 鬼の花嫁は喰べられたい（真白）

2022年
- ググミちゃん（ググミちゃん）
- 世界の終わりに柴犬と（2022年 - 2023年、ご主人）
- CINDERELLA GIRLS 10th Anniversary Celebration Animation ETERNITY MEMORIES（神崎蘭子）

2023年
- かげじつ！（ニュー）
- ペイストリーのおかしなそうだんしつ！（ルミニート＝アイドリハッパ）

2024年
- 一姫の麻雀放浪記（一姫）
- ブルアカ超リアル麻雀（一姫）
- エネファーマー物語（エマ）
- グリム組曲（イヌ）
- じゃんたま カン!!（一姫、藤田佳奈）
- SWEETS MATE（スイーツメイト）（ドナ／ナナ／ツナ）

### ゲーム
2011年
- AKIBA'S TRIP（北田瀬那）
- ぎゃる☆がん（2012年 - 2021年、桜咲薫子）
- デッドエンド Orchestral Manoeuvres in the Dead End（洞院かなぎ）

2012年
- AKIBA'S TRIP PLUS（北田瀬那）
- ガールフレンド（仮）（2012年 - 2023年、見吉奈央、シャロ）
- ぎゃる☆がん PS3版（桜咲薫子）
- シェルノサージュ〜失われた星へ捧ぐ詩〜（ネイ〈ネィアフラスク〉）
- スカッとゴルフ パンヤ（スピカ）
- スターギャラクシー（ユイ）
- 桃色大戦ぱいろん（リシア・グッドフェロー、桜咲薫子、八神雲雀）
- 嫁コレ（2012年 - 2013年、散華礼弥、天使真央、黒騎れい、シャロ）
- リング☆ドリーム 女子プロレス大戦（小早川ぽひ、鹿野瑠璃）

2013年
- アイドルマスター シンデレラガールズ（2013年 - 2024年、神崎蘭子） - 12作品
- アルカディアスの戦姫（マリアンヌ）
- 禁断召喚!サモンマスター（リーネ）
- 月英学園 -kou-
- X・A・O・C 〜ザオック〜（東道・少女）
- 雀聖歌姫 クロノ★スター（小鳥奏）
- 雀聖学園 クロノ★マジック（玄乃カナタ）
- 蒼穹のスカイガレオン（リューシャ・ミハイロヴィチ）
- ティアーズ・トゥ・ティアラII 覇王の末裔（アルティオ）
- チェインクロニクル / 絆の新大陸 / 3（2013年 - 2023年、ピリカ、リフレット、リリルカ・アーデ、ディルマ、東雲初穂 他）
- ドラッグオンドラグーン3（ゼロ）
- 箱庭のフォルクローレ（桃太郎）
- 花咲くまにまに（鈴音）
- ビビッドレッド・オペレーション -Hyper Intimate Power-（黒騎れい）
- プリティーリズム（わかな）
- メダロットDUAL（ダウンロードコンテンツナビゲーションボイス）
- 恋愛リプレイ（辻堂むつみ）

2014年
- ロード オブ ヴァーミリオン III （ゼロ）
- アーマトゥスの騎士（自由騎士エドナ）
- アラド戦記（ナイト）
- アルノサージュ〜生まれいずる星へ祈る詩〜（ネイ）
- 俺の屍を越えてゆけ2（天竺姉妹、愛宕屋モミジ、紅笠お誘）
- 乖離性ミリオンアーサー（歌姫アーサー）
- GUNS N' SOULS（???）
- グランブルーファンタジー（2014年 - 2023年、フォリア、神崎蘭子 / ブリュンヒルデ）
- コアマスターズ（ラティオネル）
- コープスパーティー BLOOD DRIVE（十三月愛狩）
- ゴールデンタイム Vivid Memories（愛可）
- JKヴァンパイア 〜運命のフェスタ〜（ルーシー・ウェステンラ）
- SHORT PEACE 月極蘭子のいちばん長い日（月極蘭子、他全ての女性キャラクター）
- 神撃のバハムート（パッセ）
- スカイ・ロア（ローズマリー）
- 青春姫 SCHOOL PRINCESS（藤崎りな）
- Z/X IGNITION 五世界の輪舞（青葉千歳）
- 零 濡鴉ノ巫女（雛咲深羽）
- 戦国大戦 -1477 破府、六十六州の欠片へ-（日野富子、妙印尼、深芳野、虎御前〈1477〉、帰蝶〈1477〉 他）
- 戦国大戦 -1600 関ヶ原 序の布石、葵打つ-（初芽、於松、亀寿姫〈1600〉、松平忠吉、竹林院 他）
- 機動戦士ガンダム オンライン（女性パイロット〈陽気〉）
- 大乱走ダッシュor奪取!!（寺園ひよい）
- チェインクロニクルV
- 超女神信仰 ノワール 激神ブラックハート（エステル）
- デート・ア・ライブ 或守インストール（八舞耶俱矢）
- 猫耳さばいばー！（アーラ）
- ハイスクールD×D NEW FIGHT（紫藤イリナ）
- パズドラ バトルトーナメント -ラズール王国とマドロミドラゴン-（沖田リオナ）
- ハンターヒーロー -HUNTER HERO-（ティガ）
- ファンタシースター ノヴァ（ルティナ）
- ファイナルファンタジーXIV: 新生エオルゼア（シヴァ、イゼル）
- V.D. -バニッシュメント・デイ-（南陽りこ）
- アイドルマスター ワンフォーオール（神崎蘭子）
- 魔界戦記ディスガイア4 Return（ナギ・クロックワーク）
- 魔装詠唱バトルスター（天明寺ヒイラギ）
- 魔法科高校の劣等生 LOST ZERO（零乃まやか）
- 巫女の社（笹森彩愛）
- UFOキャッチャー9（ボイス機能ナレーション）
- ラストサマナー（みやび）
- リング☆ドリーム 女子プロレス大戦（霧島梨花）
- ロボットガールズZ ONLINE（ゲッちゃん〈ゲッターロボ〉 / ゲッちゃんドラゴン）

2015年
- アヴァベルオンライン（ボイスタイプ女性02）
- インフィニット・ドライブ
- ウチの姫さまがいちばんカワイイ（フェリス）
- ガールフレンド（♪）（見吉奈央）
- カレイドイヴ（安川莉桜）
- ガンスリンガー ストラトス リローデッド（クロエ・アスマ）
- グランキングダム（レーチェ・ムート）
- 咲-Saki- 全国編（姉帯豊音）
- 食戟のソーマ 友情と絆の一皿（吉野悠姫）
- 白猫プロジェクト（シャルロット・フェリエ）
- 新次元ゲイム ネプテューヌVII（エスーシャ）
- STELLA GLOW（ポポ）
- ゼノブレイドクロス（アバターボイス〈甘え声〉）
- セブンスドラゴンIII code:VFD
- 戦国アスカZERO（2015年 - 2020年、鈴姫、小早川ヒデアキ、リリルカ・アーデ）
- 戦国姫譚MURAMASA-雅-（織田信長）
- the SOUL of SEVENS（マイア）
- タワー オブ プリンセス（リーゼロッテ）
- たんさくえすと!（まゆ）
- 超銀河船団（サカキバラ・アキ）
- Diss World（アリス）
- デート・ア・ライブ Twin Edition 凜緒リンカーネイション（八舞耶俱矢）
- ネットハイ（シル）
- ノラガミ—神ト縁—（壱岐ひより）
- ハイスクールD×D ソーシャルゲーム（2015年 - 2022年、紫藤イリナ）
- バトルガール ハイスクール（蓮見うらら）
- プリティーリズムシェイク（森園わかな）
- プリンセスコネクト!（姫宮真歩）
- ボーダーブレイク（クユラ）
- BORDERBREAKSCRAMBLE武（ドライタイプ：クユラ）
- ミラクルガールズフェスティバル（黒騎れい、シャロ）
- MÚSECA（イリル〈iLLiL〉）
- メイデンクラフト（ブリュンヒルデ・ハイゼンベルグ）
- モンスターハンター エクスプロア（エリザ）
- ヤタガラス Attack on Cataclysm（カザマ・コタロー）
- LINE クロスレギオン（サラ）
- ラグナブレイク・サーガ（トレジャーウィザードレイ）
- ルミナスアーク インフィニティ（ブリジッタ）
- ロイヤルフラッシュヒーローズ（主人公、ルシール）
- LORD of VERMILION Re:3（コノハナチルヒメ）
- ロボットガールズZ フルボッコバトル（ゲッちゃんドラゴン）
- ワールド エンド エクリプス（アーシェ）
- 我が家の子猫ちゃん（ユラ）

2016年
- GATE ブレイブ スクランブル（栗林志乃）
- 一血卍傑-ONLINE-（コノハナサクヤ）
- 円環のパンデミカcode-S-（御母衣アヤ）
- エンドライド -X fragments-（シャーリィ）
- クイズRPG 魔法使いと黒猫のウィズ（シャルロット・フェリエ）
- ゴクジョッ。〜極楽院女子高寮物語〜 奪! パンツこれくしょん（七里愛）
- ご注文はうさぎですか?? Wonderful Party!（シャロ）
- 幻獣契約クリプトラクト（ソニア、ディアーネス）
- 白猫テニス（シャルロット・フェリエ）
- 式神物語〜中二病JK、世界を救う〜（神楽麗花）
- シノビナイトメア（サクラ）
- 食戟のソーマ 最饗のレシピ おかわり!!（吉野悠姫）
- スペシャルフォース2（Sophia.K）
- 戦国乙女〜LEGEND BATTLE〜（小早川ヒデアキ）
- ソラヒメ ACE VIRGIN -銀翼の戦闘姫-（F-14トムキャット）
- 12オーディンズ（レオナ）
- トラウマスター∞（土御角香苗）
- ブレイブリークロニクル（アステラ）
- 編隊少女 -フォーメーションガールズ-（ジョージナ・フレディ・バーリング、ユリア）
- 放課後ガールズトライブ（桃山胡桃）
- ぽけっとアドベンチャー（ソニア）
- WAR OF BRAINS（シェーラ、ヴェーダ、シノ、アサギリ）
- マジガーーーーール!!!（立花紗里衣）
- 魔法陣少女 ノブナガサーガ（ノブナガ）
- ファントム オブ キル（ケラウノス、サクラ、テュポーン、リリルカ・アーデ）
- ラグナストライクエンジェルズ（華ノ宮伊月）
- リーリヤのおともだち（アーラ）
- りりくる Rainbow Stage!!!（椎名真衣）
- レコラヴ Blue Ocean / Gold Beach（鳴瀬まひろ）
- 斉木楠雄のΨ難 史上Ψ大のΨ難!?（目良千里）
- ワールド オブ ファイナルファンタジー（仮面の女）

2017年
- アナザーエデン 時空を超える猫（ディアドラ、ラクレア）
- リア充はじめました（仮）（鈴原花織）
- 御城プロジェクト:RE（2017年 - 2025年、松江城、城塞都市イントラムロス、三刀屋城、千鳥城）
- おどりたが〜る! -祭り短し踊れよ乙女-（折原陽菜）
- ナイツクロニクル（クラリス）
- ディバインゲート（シャロ）
- オルタンシア・サーガ -蒼の騎士団-（ルミナス）
- 陰陽師本格幻想RPG（金魚姫）
- グリザイア:ファントムトリガー（2017年 - 2023年、深見玲奈）
- グリモア〜私立グリモワール魔法学園〜（シャロ、リリルカ・アーデ）
- クロノスエイジ（ルナ）
- 幻想少女（貂蝉）
- この世の果てで恋を唄う少女YU-NO（波多乃神奈）
- シノアリス（2017年 - 2023年、ヘンゼル・グレーテル、ゼロ）
- ダンジョンに出会いを求めるのは間違っているだろうか 〜メモリア・フレーゼ〜（2017年 - 2023年、リリルカ・アーデ、八舞耶倶矢、フィアナ）
- パズルゲーム！おにゃんこポンポン（おにゃんこポン）
- 君はヒーロー（サイバーフォックス）
- ファイアーエムブレム ヒーローズ（2017年 - 2025年、シャロン、トパック）
- スカイオーバー（ウーア）
- ファイアーエムブレム無双（リアン）
- フィンガーナイツクロス（ティア）
- ヴァイタルギア（ルファーネ、ニエム）
- プロジェクト東京ドールズ（ユキ）
- ラジアントヒストリア パーフェクトクロノロジー（リプティ）
- マギアレコード 魔法少女まどか☆マギカ外伝（2017年 - 2022年、天音月夜）
- りっく☆じあ〜す（栗林志乃）
- エターナルリンケージ 〜蒼穹のアムネシア〜（ミリア）
- レイヤードストーリーズ ゼロ（ニーナ、アネモネ、神代ナギサ）
- ゴッドイーター レゾナントオプス（ティオナ）
- 感染×少女（2017年 - 2022年、私ちゃん〈ムーちゃん〉）

2018年
- オーディナル ストラータ（イメルダ）
- オリンポスの郵便ポスト（エリス）
- アリス・ギア・アイギス（2018年 - 2024年、兼志谷シタラ / ミア・ヴォワザン、ユキ）
- サーヴァント オブ スローンズ（ディアナ・アークフェル）
- プリンセスコネクト！Re:Dive（2018年 - 2024年、マホ / 姫宮真歩）
- ファンタジーアース ゼロ（恰好つけな少女I、陽気な少女II）
- ドラゴンクエスト ライバルズ（ベロニカ）
- アルピエル（ルー）
- 三国 -IKUSA-（甄姫、小喬）
- 23/7 トゥエンティ スリー セブン（ウルズ・エヴェレット）
- グラフィティスマッシュ（ラム）
- ロストキングダム（ミスティ）
- 共闘ことばRPG コトダマン（2018年 - 2024年、りすクナヒコナ、ウ好ミタマ、キヨ蛇メ、トキの鏡、コウイ、ソロモン、伊地知星歌 他）
- 斉木楠雄のΨ難 妄想暴走 Ψキックバトル（目良千里）
- 実況パワフルプロ野球2018（市枝いちご）
- 決戦！平安京（金魚姫）
- ポポロクロイス物語 ナルシアの涙と妖精の笛（フォリア）
- BORDER BREAK（アビー、クユラ、東雲初穂）
- 三国BASSA!!（黄忠）
- ミトラスフィア（エグリマ、幼馴染、アホの子）
- New ガンダムブレイカー（アイダ・シエ）
- 機動戦隊アイアンサーガ（ベサニー、水原梨紗）
- セブンズストーリー（オランジェ、エリカ）
- ヴァルキリーコネクト（2018年 - 2023年、エスクァイア、クオリス、セラフェル、ナギサ、ラズスヴィズ）
- シャドウバース（2018年 - 2022年、エレノア・グローリア）
- 世紀末デイズ（月雲理科、早河ちひろ）
- キュイディメ（パニーニ、ロブスターのパスタ）
- ブラウンダスト（ラフィーナ）
- サガ スカーレット グレイス 緋色の野望（ウルピナ）
- 世界樹の迷宮X（ビルギッタ）
- サファイア・スフィア 〜蒼き境界〜（アーシャ、霜雪八重）
- グランドチェイス-次元の追跡者-（リル）
- 魔法科高校の劣等生 LOST ZERO（黒羽亜夜子）
- うたわれるもの斬（DLC追加ナレーション）
- ブレイドスマッシュ（ウェイヴ）
- ましろウィッチ 真夜中のメルヒェン（十六咬はがね）
- マップラス＋カノジョ（倉丘伊都）
- テイルズ オブ ザ レイズ（神崎蘭子）
- ドラゴンネストM（ソーサレス）
- ホップステップジャンパーズ（ソラ）
- DEAD OR ALIVE Xtreme Venus Vacation（2018年 - 2022年、なぎさ / なぞの女神）
- 鬼斬（源頼光）

2019年
- 甲鉄城のカバネリ -乱-（四方川菖蒲）
- モンスターストライク（2019年 - 2024年、ソロモン、アルカ＝ゾルディック、フレンダ＝セイヴェルン）
- 黒騎士と白の魔王（摩利支天、愛姫、ベレト）
- ドラガリアロスト（アンネリーエ、シャロン）
- ダークリベリオン（ムルムル、エルザ）
- 47 HEROINES（安土閾）
- 戯画三国志（歩練師）
- 放置少女〜百花繚乱の萌姫たち〜（2019年 - 2024年、異界型歌姫アーサー、ミカエル）
- きららファンタジア（2019年 - 2021年、万年大会、シャロ）
- 十三機兵防衛圏 プロローグ（薬師寺恵）
- ゲシュタルト・オーディン（トゥウィンクルバット、十六咬はがね、万能の天才）
- ヴァルキリーアナトミア -ジ・オリジン-（ユキ）
- ラングリッサー モバイル（アメルダ）
- ブレイブソード×ブレイズソウル（斬鉄剣）
- ラストイデア（スカーレット）
- 禍つヴァールハイト（パーシ）
- ワンダーグラビティ（ラビネロア）
- 雀魂（一姫、藤田佳奈）
- 永遠の七日（チモシカ、ニーヴィ）
- MU:奇蹟の覚醒（弓使い）
- CHUNITHM（MIR-202【アルテミス・レナ】）
- ちょいと召喚! モンスターバスケット（2019年 - 2022年、赤ずきん、メデューサ、雷公、ユミル）
- とある魔術の禁書目録 幻想収束（2019年 - 2023年、フレンダ＝セイヴェルン）
- 八月のシンデレラナイン（潮見凪沙）
- 蒼天のスカイガレオン（リューシャ・ミハイロヴィチ）
- ロストアーカイブ（ヴァレリ）
- プラチナ・トレイン（式島つばさ）
- ファンタジーライフ オンライン（シルヴィア）
- ドラゴンクエストXI 過ぎ去りし時を求めて S（ベロニカ）
- ドラゴンポーカー（リリルカ・アーデ）
- TERA ORIGIN（プリースト）
- アークオーダー（魑魅）
- 戦姫ストライク（カルム）
- ダンジョンに出会いを求めるのは間違っているだろうか インフィニト・コンバーテ（リリルカ・アーデ）
- ぷよぷよ!!クエスト（東雲初穂）
- 新サクラ大戦（東雲初穂）
- スーパーロボット大戦X-Ω（東雲初穂）
- アズールレーン（2019年 - 2023年、響、なぎさ、ひめ）
- ゴブリンスレイヤー THE ENDLESS REVENGE（受付嬢）

2020年
- ボーダーレイン（Null）
- 三国烈覇（リリルカ・アーデ）
- ポーカースタジアム（J・J）
- エースヴァージン：再出撃（F-14 トムキャット）
- グランドサマナーズ（メルティ）
- スターオーシャン:アナムネシス（東雲初穂）
- StoryMe（カタリナ・クラエス）
- Fate/Grand Order（2020年 - 2021年、ディオスクロイ・ポルクス）
- OVERHIT（リリルカ・アーデ）
- 聖剣伝説3 TRIALS of MANA（フェアリー）
- 誰ガ為のアルケミスト（メルティ）
- クリスタル オブ リユニオン（アリストテレス）
- ステリアデイズ・ウィキッド（レフィー・スペルライト）
- ディライズ 〜忘却の真王と盟約の天使〜（リリルカ・アーデ）
- FORTUNE LOVER 体験版（カタリナ・クラエス）- 4作品
- Kick-Flight（ヒタギ）
- AFK アリーナ（ソリス、タレン）
- レッド：プライドオブエデン（ベル、ケイト）
- ビーナスイレブンびびっど!（紫藤イリナ）
- 百花繚乱 -パッションワールド（上杉景勝）
- ポケモンマスターズEX（2020年 - 2023年、リーリエ、マチエール）
- 戦国RENKA ズーム!（武田信玄、真田幸村、武井夕庵）
- デート・ア・ライブ 蓮ディストピア（八舞耶倶矢）
- 原神（フィッシュル）
- 食物語（臭桂魚）
- アークナイツ（2020年 - 2022年、マドロック）
- ユニゾンリーグ（シャロ）
- LINE プレイ（セリナ、メリー）
- シャドウバース チャンピオンズバトル（霧雨カグラ）
- ビビッドアーミー（ノーマン）
- キングダムオブヒーローズ（フィリア）
- イリュージョンコネクト（蘇我美雪）
- グリザイア クロノスリベリオン（2020年 - 2023年、深見玲奈） - 2作品
- ファンタジア・リビルド（八舞耶倶矢）

2021年
- ぎゃる☆がん りたーんず（桜咲薫子）
- IdentityV 第五人格（ノーマン）
- アイ・アム・マジカミ（リリルカ・アーデ）
- 盾の勇者の成り上がり RERISE（2021年 - 2023年、メルティ）
- ジャンプチ ヒーローズ（ノーマン）
- CARAVAN STORIES（メルティ）
- 約束のネバーランド〜狩庭からの脱走〜（ノーマン）
- ニーア リィンカーネーション（ゼロ）
- アニマエ・アルケー（バイケン）
- ブラック・サージナイト（グラーフ・ツェッペリン）
- 二ノ国：Cross Worlds（ローグ）
- 白夜極光（ガルー、ボンバー、リア）
- 崩壊3rd（フィッシュル）
- アイドルマスター ポップリンクス（神崎蘭子）
- 逆転オセロニア（トゥールラ）
- オーバーロードMASS FOR THE DEAD（2021年 - 2022年、メルティ、八舞耶倶矢）
- 彼女、お借りします ヒロインオールスターズ（橘瑠衣）
- クッキーラン: キングダム（ピュアバニラクッキー）
- 東方ロストワード
- 英雄伝説 黎の軌跡（シズナ・レム・ミスルギ）
- アイドルマスター スターリットシーズン（2021年 - 2022年、神崎蘭子）
- ラグナドール 妖しき皇帝と終焉の夜叉姫（毛倡妓）
- HUNTER×HUNTER アリーナバトル（アルカ）
- テイルズ オブ ルミナリア（リディ・ドラクロワ）
- パニリヤ・ザ・リバイバル（かぐや姫）
- 崩壊学園（フラン）

2022年
- 乙女ゲームの破滅フラグしかない悪役令嬢に転生してしまった… 〜波乱を呼ぶ海賊〜（カタリナ・クラエス）
- ミコノート はれときどきけがれ（モモ・ココ）
- カウンターサイド（ユナ・スプリングフィールド）
- 少女ウォーズ: 幻想天下統一戦（2022年 - 2023年、武田信玄、フリードリヒ、エリザベス）
- プリコネ！グランドマスターズ（2022年 - 2023年、マホ）
- シン・クロニクル（ティキ-ティ、エリエット）
- スプライトファンタジア（アデル・ラスタール）
- スーパーロボット大戦DD（マリーベル・メル・ブリタニア）
- PUBG MOBILE（血染めの赤ずきん）
- ブラックステラ インフェルノ（彩瀬魅彩）
- リネージュ2M（テス）
- メイプルストーリー（キャプテン〈女〉、フレイムウィザード〈女〉、ウィンドシューター〈女〉、オズ、イリーナ）
- 空の勇者たち（格闘家〈女〉）
- 一騎当千エクストラバースト（ヴェルメイ）
- アリス・ギア・アイギス CS（兼志谷シタラ）
- 英雄伝説 黎の軌跡II-CRIMSON SiN-（シズナ・レム・ミスルギ）
- ヴァルキリーエリュシオン（クリストフェル / オリヴィエ）
- シャドウブライド（花崎千雪）
- 白猫GOLF（シャルロット）
- THE KING OF FIGHTERS ALLSTAR（プリティー・鎮元斎）
- デート・ア・ライブ 精霊クライシス（八舞耶倶矢）
- 勝利の女神:NIKKE（エピネル、アドミ）
- フィットネスランナー（ジェージェー）
- 陰の実力者になりたくて！マスターオブガーデン（2022年 - 2023年、ニュー）
- ドラゴンエッグ（グラディウス）
- 戦国再臨（杉大方）
- ミシックヒーローズ（イズン）
- エレメンタルストーリー（リリルカ・アーデ）

2023年
- 姫麻雀（蒼華）
- 神魔之塔（ヌーラ）
- エリオスライジングヒーローズ（リヒト）
- サクライグノラムス（サクラ）
- 災難探偵サイガ（ヒン・レイ）
- サマナーズウォー：クロニクル（オルビア）
- 麻雀一番街（白羽飛鳥）
- Dislyte〜神世代ネオンシティ〜（ベレニス、アセナス）
- Tower of Fantasy（幻塔）（嵐）
- コードギアス 反逆のルルーシュ ロストストーリーズ（マリーベル・メル・ブリタニア）
- 無期迷途（ビクトリア）
- キュービックスターズ（ソロモン）
- 魔界戦記ディスガイアRPG（ナギ・クロックワーク）
- 忍者マストダイ（月鳴・夜や）
- ポーカーチェイス（霧隠椿）
- 404 GAME RE:SET -エラーゲームリセット-（ストリートファイターII）
- 超次元ゲイム ネプテューヌ GameMaker R:Evolution（エスーシャ）
- ダンジョンに出会いを求めるのは間違っているだろうか バトル・クロニクル（リリルカ・アーデ）
- エンゲージ・キル（瀬良想衣）
- リバース:1999（ニューバベル）
- 東方幻想エクリプス（物部布都）
- BLACK STELLA PTOLOMEA（彩瀬魅彩）
- みんなで早押しクイズ（藤白ユイア）

2024年
- エバーソウル (レベッカ）
- ファントム オブ キル -オルタナティブ・イミテーション-（ケラウノス）
- 英傑大戦 (おつやの方）
- 東方スペルカーニバル（レミリア・スカーレット）
- 百英雄伝 (ペリエール）
- 星になれ ヴェーダの騎士たち (エレン・ファレル）
- レーシングマスター (グロリア）
- フェスティバトル（シャルロット）
- 英雄伝説 界の軌跡 -Farewell, O Zemuria-（シズナ・レム・ミスルギ）
- 狐のかえり道（狐巫女）
- カルドアンシェル（桜咲薫子）
- Wizardry Variants Daphne
- ストリノヴァ（香奈美）
- モンソニ！（2024年 - 2025年、ソロモン）

2025年
- 天月麻雀（メリーナ）
- ＃コンパス 戦闘摂理解析システム（チーちゃん）
- ダンジョンに出会いを求めるのは間違っているだろうか 水と光のフルランド（リリルカ・アーデ）
- ツーポイントミュージアム（ヘイリー）
- 魔法少女まどか☆マギカ Magia Exedra（天音月夜）
- ハツリバーブ -HAZE REVERB-（出雲天花）
- ファンタジーライフi グルグルの竜と時をぬすむ少女（シルヴィア）
- 牧場物語 Let's!風のグランドバザール（エンジュ）
- ダークオークション-ヒトラーの遺産-（カルラ）
- スターシード：アスニアトリガー（レイホウ）
- 異世界∞異世界（カタリナ）
- 異世界のんびりライフ（リリルカ）

### 吹き替え

#### 映画
- 愛しのグランマ（2016年、セージ〈ジュリア・ガーナー〉）
- ロボシャーク vs. ネイビーシールズ（2016年、メロディ〈ヴァネッサ・グラス〉）
- ワイルド・ストーム（2019年、ケーシー〈マギー・グレイス〉[696]）
- シャン・チー/テン・リングスの伝説（2021年、シャーリン〈メンガー・チャン〉[697]）
- DUNE/デューン 砂の惑星（2021年、チャニ〈ゼンデイヤ〉[698]）
- マトリックス レザレクションズ（2021年、バッグス〈ジェシカ・ヘンウィック〉[699]）
- スクリーム（2022年、サム・カーペンター〈メリッサ・バレラ〉[700]）
- トップガン マーヴェリック（2022年、フェニックス〈モニカ・バルバロ〉[701]）
- グレイマン（2022年、スザンヌ・ブリューワー〈ジェシカ・ヘンウィック〉[702]）
- ブラックアダム（2022年、マクシーン・ハンケル / サイクロン〈クインテッサ・スウィンデル〉[703]）
- アバター:ウェイ・オブ・ウォーター（2022年、ツィレヤ〈ベイリー・バス〉[704]）
- シンデレラ/3つの願い（2023年、シンデレラ〈アストリッドS〉[705]）
- 夜明けの詩（2023年、ミヨン〈イ・ジウン〉[706]）
- スクリーム6（2023年、サム・カーペンター〈メリッサ・バレラ〉[707]）
- マッド・ハイジ（2023年、ハイジ〈アリス・ルーシー〉[708]） - 吹き替え版予告編で初担当[709]
- RRR（2023年、ジェニー〈オリヴィア・モリス〉[710]）
- 唐獅子仮面/LION-GIRL（2024年、緋色牡丹〈トリ・グリフィス〉[711]）
- ジョン・ウィック:コンセクエンス（2024年、アキラ〈リナ・サワヤマ〉[712]）
- デューン 砂の惑星PART2（2024年、チャニ〈ゼンデイヤ〉[713]）
- ゴジラxコング 新たなる帝国（2024年、ローリエ[714]）
- エイリアン:ロムルス（2024年、ケイ〈イザベラ・メルセード〉[715]）
- ミッキー17（2025年、カイ・キャッツ〈アナマリア・ヴァルトロメイ〉[716]）
- F1/エフワン（2025年、ジョディ〈キャリー・クック〉[717]）

#### ドラマ
- ネイルサロン・パリス 〜恋はゆび先から〜（2013年、ホン・ヨジュ〈パク・ギュリ〉[718]）
- ビッグ 〜愛は奇跡〈ミラクル〉〜（2013年、チャン・マリ〈ペ・スジ〉[719]）
- ファインド・ミー 〜パリでタイムトラベル〜（2020年 - 2022年、レナ・グリスキー〈ジェシカ・ロード〉[720]） - 2シリーズ[一覧 45]
- #アンネ・フランク 時を越えるストーリー（2020年、カテリーナ〈マルティナ・ガッティ〉[721]）
- ディスカバリー・オブ・ウィッチズ（2021年 - 2022年、ダイアナ・ビショップ〈テリーサ・パーマー〉[722]）- 3シリーズ[一覧 46]
- HALO（2022年 - 2024年、クワン・ハ〈ハン・イェリ〉[723]）- 2シリーズ[一覧 47]
- ギルデッド・エイジ -ニューヨーク黄金時代-（2022年、マリアン・ブルック〈ルイーザ・ジェイコブソン〉[724]）
- ターミナル・リスト（2022年、ケイティ・ブラニク〈コンスタンス・ウー〉[725]）
- キリング・イヴ（2022年、パム〈アンジャナ・ヴァーサン〉[726]）
- ハウス・オブ・ザ・ドラゴン（2022年 - 2024年、ヘレイナ・ターガリエン〈フィア・サバン〉[727]）- 2シリーズ[一覧 48]
- 代理リベンジ（2023年、オク・チャンミ〈シン・イェウン〉[728]）

#### アニメ
- プリンセス ユニキャット（2018年 - 2022年、プリンセス・ユニキャット[729]）
- ジュラシック・ワールド/サバイバル・キャンプ（2020年 - 2022年、ブルックリン[730]）- 5シリーズ[一覧 49]
- プレイモービル マーラとチャーリーの大冒険（2021年、フェアリー・ゴッドマザー[731]）
- ナタ転生（2021年、カーシャ[732]）
- タラ・ダンカン（2022年 - 2023年、タラ・ダンカン[733]）
- フェ〜レンザイ -神さまの日常-（2023年、キュウゲツ[734]）
- ホワット・イフ...?（2024年、シュー・シャーリン）
- The Summer／あの夏（2025年、イギョン[735]）

### ドラマCD
2012年
- さんかれあ（散華礼弥）※CD付き第5巻限定版
- 笑って!外村さん（春野実香）
- THE IDOLM@STER CINDERELLA MASTER 006 神崎蘭子 目指せ!シンデレラNO.1! -神崎蘭子編-（神崎蘭子）

2013年
- アイドルマスター シンデレラガールズ コミックアンソロジー cool VOL.2 付属 クールなドラマCD（神崎蘭子）
- 携帯ゲーム 禁断召喚!サモンマスター テーマソング&ドラマCD（リーネ）
- 中二病でも恋がしたい! ドラマCD 極東魔術昼寝結社の夏に聞く黙示録（小鳥遊六花）
- ふしぎ荘+住人×住人（七海 他）
- ぽちゃぽちゃ水泳部（梶凛子）
- ラグナロクオンライン 10thアニバーサリードラマCD3 〜私が選ぶ、明日の私〜（ロレッタ）
- りりくる 〜LIly LYric cyCLE〜（2013年 - 2014年、椎名真衣）- 5作品

2014年
- THE IDOLM@STER CINDERELLA GIRLS 2ndLIVE PARTY M@GIC!! PARTY M@GIC SPECIAL ドラマCD PARTY TIMEは終わらない（神崎蘭子）
- オフィシャルドラマCD チェインクロニクル vol.1 - 2
- コードギアス 双貌のオズ SIDE:オルフェウス 第2巻 CDドラマ付き特装版（マリーベル・メル・ブリタニア）
- 聖剣使いの禁呪詠唱（百地春鹿） - 6巻ドラマCD付き限定特装版
- RAIL WARS! Dual Sound Drama CD（小海はるか）
- ドラマCD コープスパーティー 『嵐を呼ぶ! 廃旅館一泊二日の旅』（十三月愛狩）
- 中二病でも恋がしたい!戀 ドラマCD 愛の天秤に揺れる抒情詩（小鳥遊六花）
- 俺、ツインテールになります。 オリジナルドラマ〜戦慄のシンクロニシティ〜（トゥアール）

2015年
- アイドルマスター シンデレラガールズ 「What would you like to do?」（神崎蘭子）- テレビアニメ BD / DVD 第2巻特典CD
- ツブ★ドル ドラマCD「紹介します?舞台裏!」〜主題歌もできたし全国デビューしちゃうよ盤〜（御園みなみ）
- ドラマCD PHANTASY STAR NOVA（ルティナ）
- 山田くんと7人の魔女（伊藤雅）- コミックス第18巻付属ドラマCD
- ケイオスドラゴン 赤竜戦役 赤の章（婁震華）
- 踊る星降るレネシクル（沙良瑞貴）
- 乖離性ミリオンアーサー ドラマCD（歌姫アーサー）
- 今日のケルベロス（ロゼ）
- この素晴らしい世界に祝福を! この真夏の海に騒乱を!（めぐみん）
- Charlotte（2015年 - 2016年、西森柚咲 / 美砂）- BD 特別編特典 - 3作品
- ハンツー×トラッシュ（萩原千聖）

2016年
- ノラガミ「花の見た夢」（壱岐ひより）- BD 特別編特典
- あっくんとカノジョ（荘千穂）
- Z/X -Zillions of enemy X- NF DramaCD（2016年 - 2019年、青葉千歳 / 紅姫）- 2作品
- ドラマCD りりくるVol.7『輝く!? スターの条件!』（椎名真衣）- 初回限定版封入

2017年
- ゴブリンスレイヤー（2017年 - 2021年、受付嬢）- 9作品
- ブレイブウィッチーズ 雁淵孝美中尉扶桑日誌 佐世保編（三隅美也）- BD&DVD 特別編特典

2018年
- ダンジョンにRPGを求めるのは間違っているだろうか（リリルカ・アーデ）- 13巻ドラマCD付き限定特装版
- りりくる Rainbow Stage!!! 〜Pure Dessert〜（椎名真衣）- Vol.2『mellow linkage』
- たくのみ。「スペシャル乾杯CD」（桐山真）- BD 特別編特典
- スロウスタート（万年大会）- 2作品

2019年
- 約束のネバーランド（2019年 - 2021年、ノーマン）- BD&DVD 特別編特典 - 5作品
- 異世界はスマートフォンとともに。（2019年 - 2025年、エルゼ・シルエスカ）- 5作品
- 甲鉄城のカバネリ 電信報告 鈴木鍛左衛門殺人事件（四方川菖蒲）
- プリンセスコネクト！Re:Dive PRICONNE CHARACTER SONG（マホ）- 2作品
- ダンジョンに出会いを求めるのは間違っているだろうか（2019年 - 2023年、リリルカ・アーデ）- 6作品
- この世の果てで恋を唄う少女YU-NO（波多乃神奈）- BD&DVD 特別編特典

2020年
- 乙女ゲームの破滅フラグしかない悪役令嬢に転生してしまった…（2020年 - 2021年、カタリナ・クラエス）- 5作品

2021年
- 西園寺古書堂怪奇譚〜参ノ篇〜（姫城沙亞紗）

2022年
- ドラマCD「アリス・ギア・アイギス 〜水着にまつわるエトセトラ〜」（兼志谷シタラ）

2023年
- ティアムーン帝国物語〜断頭台から始まる、姫の転生逆転ストーリー〜 ドラマCD2（ミーアベル）
- おかしな転生 ドラマCD2（ルミニート）

2024年
- 青春ブタ野郎シリーズ 第15弾ドラマCD『青春ブタ野郎はスイートバレットの夢を見ない』（豊浜のどか）

### デジタルコミック
- VOMIC うそつきリリィ（2011年、橋本笑、橋本ニコ）
- VOMIC ハイキュー!!（2012年、清水潔子[757]）
- コードギアス 双貌のオズ ピクチャードラマDVD（2013年、マリーベル・メル・ブリタニア）
- 新抗体物語 音声付きWEB漫画（2013年、牛島要[758][759][注 3]）
- ENSOKU 勝利の女神だって野球したい!（2014年 - 2015年、マリア[760]）
- ULTRAMAN（2014年、佐山レナ）
- マンガアニメ「かくしごと」（2020年、六條一子）
- 監禁区域レベルX（2021年、伊雪翼）
- Visa「ストーリーから学ぶ、デビット活用術」（2021年、大井ノゾミ[761]）
- アヤシモン（2022年、ウララ）
- じつは義妹でした。〜最近できた義理の弟の距離感がやたら近いわけ〜（2022年、晶） - 4作品
- 我が焔炎にひれ伏せ世界（2022年、ツツミ[762]）
- 末っ子皇女殿下（2023年、ヘラード、ロシエル[763]）
- マジで付き合う15分前（2023年、夏葉[764]）
- ギャルゲーマーに褒められたい（2023年、国岡悠[765]）
- ギャルまん（2025年、朱里[766]）
- ぼっち・ざ・ろっく！外伝 廣井きくりの深酒日記（2025年、伊地知星歌[767]）

### オーディオドラマ
- この世界がゲームだと俺だけが知っている 小説第1巻購入特典オーディオドラマ（2013年、真希）
- アイドルマスター シンデレラガールズ 告白レッスンボイス〜告白のしかた、教えてください!〜（2013年、神崎蘭子）
- スーパーヒロイン学園 インサイドボイスドラマ（2014年、生田目亜依[768]）
- 恋に無駄口（2021年、芽李）
- ルミナシス ボイスドラマ Vol.01「pure♡love」（2021年、小紫くお）
- ドラマレコード「時代劇だよ！アリス・ギア・アイギス」（2021年、兼志谷シタラ[769]）
- 余命半年と宣告されたので、死ぬ気で『光魔法』を覚えて呪いを解こうと思います。〜呪われ王子のやり治し〜（2022年、カルス[770]）
- 我が焔炎にひれ伏せ世界（2022年、ツツミ[771]）
- 災難探偵サイガ クリスマスボイスドラマ（2022年、ヒン・レイ[772]）
- とある暗部の少女共棲（2023年、フレンダ＝セイヴェルン[773]）
- 日めくり うる星やつら（2023年、三宅しのぶ[774]）
- じつは義妹でした。〜最近できた義理の弟の距離感がやたら近いわけ〜 コミック版朗読ドラマ（2023年、晶[775]）
- 響界メトロ ショートボイスストーリー（2023年、リンネ[776]）
- ユメノメラジオ〜晴れにほほえみ雨にて踊る〜（2024年、メリィ[777]）
- 恋は双子で割り切れない シチュエーションボイス動画〜水族館編〜（2024年、神宮寺那織[778]）
- 根暗騎士による溺愛満喫中のブサ猫、実は聖女です！（2025年、ティアナ[779]）
- Sランクモンスターの《ベヒーモス》だけど、猫と間違われてエルフ娘の騎士として暮らしてます 放送後ボイスドラマ（2025年、アリーシャ[780]）

### PV
- 売国機関 1巻発売記念PV（2019年、ヨランダ・ロフスキ[781]）
- ハリー・ポッター：魔法同盟 トレーラー映像（2019年、主人公[782]）
- 青春ブタ野郎はバニーガール先輩の夢を見ない「大学生編」PV（2020年、豊浜のどか）
- HGに恋するふたり スペシャルPV（2020年、高宮宇宙[783]）
- コミックNewtype「This Is It! 制作進行東雲次郎」 ティザー動画（2020年[784]）
- デスデウスヒーロー・オブ・ザ・デッド コミックス発売PV（2020年、白金シオン[785]）
- カッコウの許嫁（2020年、天野エリカ、海野幸、瀬川ひろ[786]）
- カッコウの許嫁 声優男女取り違えVer（2020年、海野凪）
- その淑女は偶像となる 1巻発売記念PV（2021年、姫宮桜子[787]）
- スーサイドガール スペシャルPV（2021年、新谷響夕空[788]）
- じつは義妹でした。〜最近できた義理の弟の距離感がやたら近いわけ〜 PV（2021年 - 2022年、晶[789][790]） - 2作品
- 純白と黄金 PV（2022年、桜川スイ、鬼津アオイ[791][792]） - 2作品
- 余命半年と宣告されたので、死ぬ気で『光魔法』を覚えて呪いを解こうと思います。〜呪われ王子のやり治し〜PV（2022年、カルス[793]）
- VTuberのエンディング、買い取ります。PV（2023年、夢叶乃亜[794]）
- とある暗部の少女共棲 PV（2023年、フレンダ＝セイヴェルン[795]）
- 人生二周目の鏑木先輩 PV（2024年、鏑木美春[796]）
- プロジェクト・ニル 灰に吞まれた世界の終わり、或いは少女を救う物語 PV（2025年、ニル[797]）
- 地元のいじめっ子達に仕返ししようとしたら、別の戦いが始まった。 PV（2025年、アキラ、カナエ、シグレ[798]）

### CM
- チェインクロニクル 王道RPGチェンクロ （2014年、WebCM） - 顔出し出演[799]
- 明治『ザバス ミルク グレープフルーツ風味』- ウェブ限定スペシャル動画『知らず知らず筋 図鑑』（2015年8月） - 顔出し出演[800]
- 三菱地所レジデンス「暮らしにドラマを」（2017年、WebCM） - 顔出し出演[801]
- マルイノアニメ「猫がくれたまぁるいしあわせ」（2017年） - 平倉まり 役[802]
- 第一三共ヘルスケア・ペラックT錠（2018年1月） - 顔出し出演[803]
- ダイドーブレンド 世界一のバリスタ オレが通す。（2018年3月） - 顔出し出演、鋤田好子 役[804]
- パラパラマンガ「身近なものに AGC ／お風呂 篇」女性 ver.（2018年10月）[805]
- ソフトバンク・ギガ国物語（2019年） - AIロボット「サトウ」の声、カラオケ背景映像女性[806]
- モンプチナチュラルグルメキャンペーン（2019年） - 猫 役[807]
- paizaラーニング「女子高生ハッカーによる、攻撃手法から学ぶセキュリティ入門CM」（2019年[808]） - 涼月美影 役
- おやつカンパニー ベビースターラーメン（2019年 - 2020年・2022年、テレビCM・WebCM） - 顔出し出演[809][810]
- オーディオテクニカ「ATH-ANC300TW（ワイヤレスイヤホン）」（2020年、Spotify音声広告）[811]
- 株式会社ハーバー研究所 美容オイル「スクワラン」（2020年、WebCM） - 内田をモチーフにしたキャラクターしずく役及び、MV「#すっぴんぴんでゴー」歌唱[812]
- ピッコマ「ホッと、ひとコマ。」（2020年） - 顔出し出演[813]
- 週刊少年マガジン『転生したら第七王子だったので、気ままに魔術を極めます』『転生貴族、鑑定スキルで成り上がる〜弱小領地を受け継いだので、優秀な人材を増やしていたら、最強領地になってた〜』（2021年）[814]
- 東洋水産「うる星やつら×マルちゃん赤いきつねと緑のたぬき」コラボムービー（2022年） - 三宅しのぶ 役[815]
- 「マジで付き合う15分前」MV（2023年） - 夏葉 役[816]
- 「珍獣のお医者さん」2巻発売記念CM（2024年） - 月光先生 役[817]
- 「電撃文庫 超感謝フェア 2024夏」CM（2024年） - 神宮寺那織 役[818]
- 大阪・関西万博「未来、あるいとく？」篇CM（2025年） - ミライ所長 役[819]

### ラジオ
※はインターネット配信。
- AKIBA'S TRIP ダブプリねっと!（2011年、HiBiKi Radio Station※）
- ヴァナTVラジオ（2011年 - 2012年、「ファイナルファンタジーXI」公式サイト※）
  - ヴァナTVフェロー（2011年 - 2012年、「ファイナルファンタジーXI」公式サイト※）
  - ヴァナTV『アドゥリンの大魔境』（2013年、「ファイナルファンタジーXI」公式サイト※）
- さんかれあラジオはじめました（2012年、TBSテレビ公式サイト内※）[820]
- 煉獄のクルセイド 絶対服従ラジオ（2012年、音泉※）
- ラジカメSTATION+（2012年、超!A&G+※）
- 真礼・由佳の「秋葉原漫画部」（2012年、ラジカメSTATION!※）
- 真礼と...ともだちになりたいひと〜っ!?（2012年、BBQR※）[821]
- 中二病でも恋がしたい! 〜闇の炎に抱かれて聴け〜（2012年 - 2014年、音泉※）[822]
- 内田真礼・徳井青空のブシモ通信（2012年 - 2013年、HiBiKi Radio Station※）[823]
- M×M×S【内田真礼の真礼充ラジオ】（2013年 - 2024年、USEN・stand.fm）[824][825]
- ハイスクールRADIO×RADIO 〜略してレディレディ!〜（2013年、HiBiKi Radio Station※）[826]
- 内田真礼&洲崎綾の『あやまあ屋!?』（2013年、メンズファッションプラス）[827]
- （かこかりん）のしょんべんラブリー（2014年、TV東京サイト内※）[828]
- アオハラジオ（2014年、音泉※・アニメイトTV※）[829]
- 内田真礼とおはなししません!?（2015年 - 、超!A&G+※・文化放送 → 九州朝日放送・音泉※）[830]
- ハイスクールD×D BorN 宣伝番組「D×Dステーション」（2015年、HiBiKi Radio Station※）[831]
- SCHOOL OF LOCK!：SCHOOL OF LOCK！　応援LOCK！応援部ワッショイ・マネージャー。
- ミリオンアーサーRADIO!ミリラジ!（2015年 - 2020年、文化放送）[832]
- TS ONE UNITED「内田真礼のアルバム出すってよ!」（2018年、TS ONE※）[833][834]
- ご注文はラジオですか??〜WELCOME【う・さ!】〜（2018年 - 2019年、文化放送）[835]
- 乙女ゲームの破滅フラグしかないラジオパーソナリティーに転生してしまった…（2020年 - 2021年、音泉※）[836]
- クイックラジオ（2023年、Podcast QR※）[837]
- 冰剣の魔術師が世界を統べる アーノルド魔術学院広報部（2023年、音泉※）[838]
- MIXラジオ（2023年、Twitter※・音泉※）
- 後本萌葉と内田真礼のふたきれラジオ（2024年、音泉※）

### ラジオCD
- 真礼・由佳の「秋葉原漫画部」DJCD VOL.1
- ラジオCD「中二病でも恋がしたい! 〜闇の炎に抱かれて聴け〜」Vol.1 - 9
- ラジオCD「ビビッドレッド・ラジオペレーション」Vol.1（特別版ゲスト）
- ハイスクールD×D NEW WEBラジオ DJCD「ハイスクールRADIO×RADIO ぼりゅーむいち」
- ラジオCD「アオハラジオ」
- ラジオCD「Charlotteラジオ 〜友利奈緒の生徒会活動日誌〜」Vol.1
- DJCD「乙女ゲームの破滅フラグしかないラジオパーソナリティーに転生してしまった…」

### ナレーション
※はレギュラーナレーション。太字は進行中。
テレビ番組
- musicる TV（2015年4月7日 - 、テレビ朝日※）
- ホークス特番2017「日本1奪回したんダホー！スペシャル」（2017年12月31日、TOKYO-MX 1[839]）
- R-1ぐらんぷり2018優勝者特番 濱田祐太郎のした事ないこと！（2018年6月3日、関西テレビ）
- ZIP!「流行ニュースBOOMERS」（2018年8月22日、日本テレビ）
- バナナマンのドライブスリー（2019年4月16日、テレビ朝日[840]）
- あちこちオードリー〜春日の店あいてますよ?〜 → あちこちオードリー（2019年8月3日・9月23日・10月5日 - 、テレビ東京※）
- 石橋貴明プレミアム（2019年11月9日・2020年12月28日、ABEMA）
- IPPONグランプリ（2019年11月23日、フジテレビ[841]）
- ニノさん（2020年5月31日・6月7日・14日・2021年4月3日・8月29日・9月19日・10月2日・12月25日・2023年1月16日、日本テレビ[842][843][844]）
- 炎の体育会TV（2020年8月1日・10月17日・2021年1月9日・29日・2022年11月5日、TBS系[845]）
- じゅんいちダビッドソンの下手なキャンプでごめんなさい（2020年8月3日 - 2021年5月1日・2023年4月9日 - 5月、GAORA SPORTS※）
- 報道ステーション（2020年11月27日・12月11日・2021年1月22日･2月5日・4月8日・12月17日、テレビ朝日） - スポーツコーナー
- 世界まる見え!テレビ特捜部（2021年2月8日、日本テレビ系）
- 教えてもらう前と後（2021年4月5日 - 9月27日、MBSテレビ・TBS系※）
- KAT-TUNの食宝ゲッットゥーン（2021年4月22日 - 2024年3月29日、TBS系※）
- 林修のレッスン!今でしょ（2021年8月24日、テレビ朝日）
- 速報ドラフト会議 THE運命の1日（2021年10月11日・2022年10月20日、TBS[846][847]）
- かまいガチ（2021年12月18日、テレビ朝日系）
- 診療中!こどもネタクリニック（2021年12月29日・2022年5月5日・2023年4月17日 - 、NHK Eテレ[848]※）
- いい話ee（2022年2月13日 - 2023年4月9日・10月15日 - 12月24日、テレビ東京※）
- 中居正広のプロ野球魂（2022年7月23日・2023年7月8日、テレビ朝日[849]）
- じゃないとオードリー（2022年10月13日・20日、テレビ東京[850]※）
- 歌のゴールデンヒット（2022年11月17日、TBS[851]）
- オオカミ少年・ハマダ歌謡祭（2022年11月25日・2023年2月10日・17日・24日・4月14日 - 、TBS[852]）
- 時空少年少女探偵団〜夢のスマホでタイムトラベル〜（2023年9月23日、フジテレビ[853]）
- ビビビビ！台湾！〜癒しの女子ふたり旅〜（2024年3月31日、GAORA SPORTS[854]）
- 日本ダービー2025 いま頂点へ（2025年5月24日、テレビ東京[855]）
- 鶴瓶サンドウィッチマンの夏旅（2025年8月17日、フジテレビ[856]）

CM
- KADOKAWA「生き残り錬金術師は街で静かに暮らしたい」 第1巻（2017年[857]）
- 魔女と野獣（2020年[858]）
- あだち充の集大成『MIX』（2022年[859]）
- ディズニー＆ピクサー「星つなぎのエリオ」（2025年[860]）

DVD
- 福岡ソフトバンクホークス 2020 SEASON REVIEW DVD（2021年1月20日[861]）
- じゅんいちダビッドソンの下手なキャンプでごめんなさい（2021年10月16日）
- 福岡ソフトバンクホークス 2021 SEASON REVIEW DVD（2022年1月17日[862]）
- 福岡ソフトバンクホークス 2022 SEASON REVIEW DVD（2023年1月17日[863]）

その他のナレーション
- 360channel（2017年[864]）
- 約束の神楽（2017年[865]）
- ローソンプレミアムロールケーキ・冷やし中華（2018年[866]）
- 「星降る町の映画祭2018 with CINEMA CARAVAN」レポートムービー（2018年[867]）
- めちゃコミック（2019年[868]）
- [新日曜劇場] 日本沈没-希望のひと-（2021年8月29日、YouTube[869]）
- ディズニークリスマス動画「the WONDERFUL PRESENT!」（2021年[870]）
- 『EXPO2025 大阪・関西万博』開幕直前！カウントダウンドローンショー in TOKYO（2025年[871]）
- au Starlink Direct ドローンショー（2025年[872]）

### テレビ番組
- スクールオブゴッド（2012年10月19日 - 2014年11月21日、仙台放送） - パーソナリティ
- ピラメキーノ640（2013年4月22日 - 2014年7月3日、テレビ東京） - 「今日もがんばれ」のコーナー、まあやお姉さん
- ヘカトンケイルの選択（2013年5月5日 - 2014年2月16日、AT-X） - 全8回、アシスタント
- 高森奈津美と内田真礼の声優職業体験所（2013年5月16日 - 2013年7月18日、エンタ!371・PigooHD） - 全3回
- 声優探偵リドルハート（2013年8月18日 - 10月6日、エンタ!371・PigooHD） - 全3回
- 天才てれびくんYOU（2018年4月9日 - 2019年4月11日、NHK Eテレ） - ぼうてるの声
- ムビふぁぼ（2018年4月24日 - 2020年10月22日[873]、TBSテレビ） - 全29回、伊藤健太郎と共にMC[874]
- ムビきゅん（2021年2月17日 - 、TBSテレビ） - 金子大地と共にMC[875]
- デンジャーレンジャー（2022年10月29日、NHK総合） - ERICAの声[876]

### インターネットテレビ
- ぎゃる☆がんTV（2010年11月16日 - 2011年1月18日[877]、ぎゃる☆がん公式サイト）
- ファミ通TV 3rd SEASON（2011年） - アシスタント
- 中二病でも恋がしたい！〜闇の炎に抱かれて聴け〜 暗黒ミサの会（2012年10月18日 - 2014年3月20日、ニコニコ生放送）
- ニコ生トーク・オペレーション！（2013年1月13日 - 3月31日、ニコニコ生放送）
- 生あいまいみー（2013年1月25日[878] - 8月8日、ニコニコ生放送）
- 佐倉と内田のガンガンGAちゃんねる（2014年4月3日 - 2021年3月11日、ニコニコ動画・YouTube「GA文庫チャンネル」）
- 内田真礼 with you smile（2017年6月25日 - 2018年4月2日[879][880]、FRESH!）
- マウスコンピューターのある生活（2017年8月23日 - 2020年3月30日[881][882]、YouTube）
- 内田姉弟がゲームやるだけ。略してうちだけ。（2017年9月6日・10月25日、ニコニコ生放送）
- 声優と夜あそび（2019年4月10日 - 2023年3月25日、AbemaTV・アニメLIVEチャンネル） - ウォーカーズパーソナリティ（2019年度は水曜日、2020年・2021年度は火曜日パーソナリティ）
- 名アシスト有吉（2023年3月14日、Netflix） - MC

### テレビドラマ
- 非公認戦隊アキバレンジャー（2012年4月6日 - 6月29日、BS朝日・TOKYO MX） - 葉加瀬博世 役
- 非公認戦隊アキバレンジャー シーズン痛（2013年4月5日 - 6月29日、BS朝日・TOKYO MX） - 葉加瀬博世 役[883]
- めしばな刑事タチバナ 第12話（2013年7月3日、テレビ東京） - 新人婦警・武内沙耶 役
- ウレロ☆未体験少女（シットコム） 第3話・第9話・第11話[注 4]（2014年1月25日、テレビ東京） - かこかりんの声
- ネコ戦隊びたたま（2019年10月12日 - 12月27日、テレビ東京） - びたたまピンク / エミの声
- 警視庁・捜査一課長2020 第6話（2020年5月14日、テレビ朝日） - 太田里香 役[884]
- 極主夫道（2020年11月22日、日本テレビ） - ネオポリスガールの声[885]
- ボクの殺意が恋をした（2021年7月、日本テレビ） - ハリネズミ探偵・ハリーの声
- 放課後カルテ（2024年12月07日、日本テレビ） - カピ太の声[886]

### ウェブドラマ
- ＃声だけ天使 第10話（2018年3月19日、AbemaTV） - リサイクルセンターの査定員 役
- 日本郵政ゴールボール応援プロジェクト『言葉の魔法 –もう無理って言わないー』 主人公・エイコ役[887]

### 実写映画
- ヲタクに恋は難しい（2020年） - 本人 役[48]
- セイバー+ゼンカイジャー スーパーヒーロー戦記（2021年） - 非公認センタイギア アキバレンジャーの声

### 舞台
- ポチッとな -Switching On Summer-（2012年7月4日 - 16日、俳優座劇場 相鉄本多劇場）- 遠山明日香 役
- 恋を読む「ぼくは明日、昨日のきみとデートする」（2018年8月27日・29日、オルタナティブシアター） - 福寿愛美 役[888]
- LOVE LETTERS 2018 Autumn Special（2018年11月18日、サンシャイン劇場）- メリッサ・ガードナー 役[889][890]
- 恋を読む「ぼくは明日、昨日のきみとデートする」（2019年3月16日・17日、オルタナティブシアター）- 福寿愛美 役[891]
- 朗読劇「いつもポケットにショパン」（2019年6月11日 - 16日、新国立劇場 小劇場）- 須江麻子 役[892]
- 方南ぐみ企画公演 朗読劇「青空」(2019年8月9日、三越劇場)[893]
- 恋を読むvol.2「逃げるは恥だが役に立つ」（2019年10月6日、ヒューリックホール東京) - 森山みくり 役[894]
- 恋を読むvol.3『秒速5センチメートル』（2020年10月24日・25日、ヒューリックホール東京）- 篠原明里 役[895]
- 恋を読む inクリエ『逃げるは恥だが役に立つ』（2021年8月18日、シアタークリエ) - 森山みくり 役[896]
- 朗読劇「はじめての」（2023年1月8日、よみうり大手町ホール）[897]
- VOICARION XIX〜スプーンの盾〜（2025年1月12日、シアタークリエ) - マリー 役

### 映像商品
- 秋葉原声優まつり THE MOVIE（2012年）
- 吊り革を握る手が気になり過ぎて昼寝ができない -絶対にふらつかない吊り革の掴み方の研究と考察-（2012年）
- 非公認戦隊アキバレンジャー らいぶつあーふぁいなる 〜中野へ大遠征！〜（2012年）
- ミュージックビデオDVD「INSIDE IDENTITY」Black Raison d'être［小鳥遊六花、丹生谷森夏、五月七日くみん、凸守早苗（内田真礼、赤﨑千夏、浅倉杏美、上坂すみれ）］（2013年）
- 裏あいまいみー（2013年）
- 高森奈津美と内田真礼の声優職業体験所 バスガイド編（2013年）
- 非公認戦隊アキバレンジャー シーズン痛 らいぶつあーふぁいなる2013 〜中野へ再遠征〜（2013年）
- リドルハートI〜ペンション・ストーンマウンテン殺人事件〜（2013年）
- 中二病でも恋がしたい！ 〜闇の炎に抱かれて聴け〜 京都DVD（2013年）
- TVアニメ「ノラガミ」スペシャルイベント〜あなたにご縁があらんことを〜（2014年）
- THE IDOLM@STER CINDERELLA GIRLS
  - THE IDOLM@STER CINDERELLA GIRLS 1stLIVE WONDERFUL M@GIC!! Day2（2014年）[898]
  - THE IDOLM@STER CINDERELLA GIRLS 4thLIVE TriCastle Story -346 Castle-（2016年）
  - THE IDOLM@STER CINDERELLA GIRLS 5thLIVE TOUR Serendipity Parade!!! 大阪公演（2017年）
  - THE IDOLM@STER CINDERELLA GIRLS 7thLIVE TOUR Special 3chord♪ Glowing Rock!（2020年）
  - THE IDOLM@STER CINDERELLA GIRLS UNIT LIVE TOUR ConnecTrip! 大阪公演（2024年）[899]
- ご注文はうさぎですか?? Rabbit House Tea Party 2016（2016年）
- TVアニメ『ノラガミ ARAGOTO』-MATSURIGOTO-（2016年）
- Animelo Summer Live
  - Animelo Summer Live 2015 -THE GATE- Blu-ray（2016年、内田真礼、アイドルマスター シンデレラガールズとして出演）[900]
  - Animelo Summer Live 2016 刻-TOKI- Blu-ray（2017年）[901]
  - Animelo Summer Live 2017 -THE CARD- Blu-ray（2018年）[902]
  - Animelo Summer Live 2018 “OK!” Blu-ray（2019年）[903]
  - Animelo Summer Live 2019 -STORY- Blu-ray（2020年）[904]
  - Animelo Summer Live 2021 -COLORS- Blu-ray（2022年）[905]
  - Animelo Summer Live 2022 -Sparkle- Blu-ray（2023年）[906]
  - Animelo Summer Live 2023 -AXEL- Blu-ray（2024年）[907]
  - Animelo Summer Live 2024 -Stargazer- Blu-ray（2025年）[908]
- 内田真礼とおはなししません? DVD in 台湾（2017年）
- 上坂すみれのヤバい○○ 第9-10話「ヤバい関係 / ヤバい関係-パリピ編-」（2017年）
- FLOW 超会議 2020 〜アニメ縛りリターンズ〜 at 幕張メッセイベントホール（2020年）- 影アナウンス
- 内田真礼とキャンプしません？（2022年）
- 第5回京都アニメーションファン感謝イベントKYOANI MUSIC FESTIVAL ―感動を未来へ―（2022年）
- 青ブタFes -青春ブタ野郎はカラフルアルバムの夢を見ない-（2025年）[909]

### パチンコ・パチスロ
2012年
- パチスロ『ドキッと！ビキニパイ2』（春風うらら）

2014年
- パチンコ『CR機動新撰組 萌えよ剣3』（ミラ）

2016年
- パチンコ『CRえとたま』（ドラたん）

2017年
- パチンコ『CR戦国乙女〜花〜』（小早川ヒデアキ）
- パチスロ『ゼクスイグニッション』（青葉千歳）
- パチスロ『ビビッドレッド・オペレーション』（黒騎れい）
- パチンコ『萌え萌え大戦争 ぱちんこばーん』（そうりゅう）
- パチスロ『戦国乙女 Type-A』（小早川ヒデアキ）

2018年
- パチスロ『GATE』（栗林志乃）
- パチスロ『Girls Guns Groovy』（マルス）
- パチンコ『CR戦国乙女5〜10th Anniversary〜』（小早川ヒデアキ）
- パチスロ『ダンジョンに出会いを求めるのは間違っているだろうか』（リリルカ・アーデ）
- パチンコ『CR百花繚乱 サムライブライド』（上杉景勝）

2020年
- パチスロ『モンスターハンター:ワールド』（もも）
- P戦国乙女6〜暁の関ヶ原〜（小早川ヒデアキ）

2021年
- パチスロ『戦国乙女3 〜天剣を継ぐもの〜』（小早川ヒデアキ）
- パチスロ『頭文字D』（茂木なつき）
- パチンコ『甲鉄城のカバネリ』（四方川菖蒲）
- パチンコ『ビビッドレッド・オペレーション』（黒騎れい）

2022年
- Pとある科学の超電磁砲（フレンダ＝セイヴェルン）
- P戦国乙女 LEGEND BATTLE（小早川ヒデアキ）
- Pフィーバーダンジョンに出会いを求めるのは間違っているだろうか（リリルカ・アーデ）
- PAビビッドレッド・オペレーション Sweetもも99ver.（黒騎れい）
- パチスロ『Sえとたま』（ドラたん）
- P華牌RRwith清水あいり 150de遊タイム（栞）

2023年
- Pゴブリンスレイヤー（受付嬢）

2025年
- スマスロ マギアレコード 魔法少女まどか☆マギカ外伝（天音月夜）
- e マギアレコード 魔法少女まどか☆マギカ外伝（2025年、天音月夜）

### その他コンテンツ
- ぶらり特選 鉄ビュー3D（2012年5月25日 - 6月20日、ニンテンドー3DS）ナビゲーター（声のみ）
- アイドルマスター シンデレラガールズボイス入り目覚まし時計 同梱CD（2013年、神崎蘭子）
- 雑誌グラビア
  - 週刊ヤングジャンプ　2014年41号（2014年9月11日発売）、2015年2号（2014年12月11日発売）、2015年20号（2015年4月16日発売）、2023年1号（2022年12月1日発売）[910]、2023年11号（2023年2月9日発売）[62]
  - ヤングガンガン　2015年9号（2015年4月17日発売）、2022年14号（2022年7月1日発売）[911]
  - 週刊少年マガジン　2015年27号（2015年6月3日発売）
  - 週刊少年サンデー　2023年11号（2023年2月8日発売）[912]
- LINEスタンプ
  - LINEスタンプ『アイドルマスター シンデレラガールズ2』（2015年、神崎蘭子）
  - しゃべる ごちうさスタンプ（2015年 - 2018年、シャロ） - 2作品
  - しゃべる！乖離性ミリオンアーサースタンプ（2018年、歌姫アーサー）
  - しゃべる！ダンまち 音声つきスタンプ（2019年、リリルカ・アーデ）
  - しゃべる！アニメ モンスターストライク サウンド付きスタンプ（2019年、ソロモン）
  - 約束のネバーランド ボイス付きスタンプ（2019年、ノーマン）
  - プリンセスコネクト！Re:Dive ボイス付きキャラクタースタンプ第2弾（2021年、マホ）
- ごちうさアラーム 〜シャロ編〜（2015年、シャロ[913]）
- 吉野家・店舗限定商品・チーズペペロンチーノ丼（2017年12月、PR大使[914]）
- カネは敗者のまわりもの ヒロインボイス（2017年12月25日、メリア[915]）
- カゴメによるミートソース擬人化キャラクター（2018年、ミート総帥[916]）
- パナソニックポータブルテレビ「プライベート・ビエラ」店頭デモ映像（2019年、メイド[917]）
- サントリー食品インターナショナル「伊右衛門 特茶（特定保健用食品）」(2020年、内田本人) ※期間限定公式LINEの開設[918]
- This Is It! 制作進行東雲次郎 ティザームービー（2020年、一番合戦杏[919][920]）
- 盾の勇者の成り上がりアラーム〜フィーロ＆メルティ〜（2020年、メルティ）
- ぬことぬっくん（2020年、ぬこ〈猫〉）[921]
- アサヒ　ザ・レモンクラフト（2021年、至福のレモン）
- 京都国際マンガ・アニメフェア（2021年 - 2022年、おこしやす大使）
- はめふらアラーム（2021年、カタリナ・クラエス[922]）
- AVIOTコラボワイヤレスイヤホン「TE-D01t-UM」(2022年、オリジナル音声[923])
- ドリコムメディア（2022年、イメージモデル[924]）
- 福岡ソフトバンクホークス × アイドルマスター シンデレラガールズコラボグッズ ボイスラバーストラップ（2022年、神崎蘭子[925]）
- 『柿の木のある家』（2023年、朗読[926]）
- オーイシマサヨシ ワンマンライブ2023（2023年3月18日･25日、影アナウンス[927]）
- SmartNews「野球チャンネル」（2023年、公式アンバサダー[928]）
- CHILL AQUARIUM（2023年7月29日 - 8月8日、音声ガイド[929]）
- 東京ディズニーランド（2025年 - 、クラリス〈2代目〉）
- 大阪・関西万博「バーチャル未来の都市」音声コンテンツ「耳で楽しむ！内田真礼とバーチャル未来の都市さんぽ」（2025年、ミライ所長[930]）

## ディスコグラフィ

### シングル
|            | 発売日         | タイトル                                | 規格品番   | 規格品番   | オリコン 最高位 |
| 初回限定盤 | 発売日         | タイトル                                | 通常盤     |            | オリコン 最高位 |
| ---------- | -------------- | --------------------------------------- | ---------- | ---------- | --------------- |
| 1st        | 2014年4月23日  | 創傷イノセンス                          | PCCG-01396 | PCCG-70207 | 14位            |
| 2nd        | 2014年10月22日 | ギミー!レボリューション                 | PCCG-01432 | PCCG-70230 | 12位            |
| 3rd        | 2015年4月1日   | からっぽカプセル                        | PCCG-01469 | PCCG-70249 | 14位            |
| 4th        | 2016年5月11日  | Resonant Heart                          | PCCG-01515 | PCCG-70314 | 13位            |
| 5th        | 2017年6月21日  | +INTERSECT+                             | PCCG-01617 | PCCG-70399 | 8位             |
| 6th        | 2017年10月25日 | c.o.s.m.o.s                             | PCCG-01625 | PCCG-70400 | 6位             |
| 7th        | 2018年2月14日  | aventure bleu                           | PCCG-01639 | PCCG-70413 | 14位            |
| 8th        | 2018年10月17日 | youthful beautiful                      | PCCG-01725 | PCCG-70435 | 7位             |
| 9th        | 2019年7月10日  | 鼓動エスカレーション                    | PCCG-01789 | PCCG-70456 | 10位            |
| 10th       | 2020年3月18日  | ノーシナリオ                            | PCCG-01890 | PCCG-70472 | 12位            |
| 11th       | 2020年11月25日 | ハートビートシティ/いつか雲が晴れたなら | PCCG-01943 | PCCG-70474 | 14位            |
| 12th       | 2021年5月12日  | ストロボメモリー                        | PCCG-01992 | PCCG-01993 | 10位            |
| 13th       | 2022年4月20日  | 聴こえる?                               | PCCG-02133 | PCCG-70495 | 12位            |
| 14th       | 2023年1月25日  | ラウドヘイラー                          | PCCG-02214 | PCCG-02215 | 14位            |
| 15th       | 2023年10月18日 | ラブ・ユー・テンダー!                   | PCCG-02291 | PCCG-02292 | 12位            |
| 16th       | 2024年1月17日  | CHA∞IN                                  | PCCG-02319 | PCCG-02320 | 12位            |
| 17th       | 2024年7月24日  | パラレルなハート                        | PCCG-02374 | PCCG-02375 | 25位            |

|     | 発売日        | タイトル       | 規格品番   |
| --- | ------------- | -------------- | ---------- |
| 1st | 2022年9月16日 | CHASER GAME    | PCSP-04469 |
| 2nd | 2024年3月29日 | Magnet         | PCSP-05783 |
| 3rd | 2025年7月9日  | SUMMER OF LOVE | PCSP-06690 |

| 発売日         | タイトル           | 規格品番   | 規格品番   | オリコン 最高位 |
| 発売日         | タイトル           | 初回限定盤 | 通常盤     | オリコン 最高位 |
| -------------- | ------------------ | ---------- | ---------- | --------------- |
| 2024年10月30日 | Carnival／BIG LOVE | PCCG-02378 | PCCG-70541 | 21位            |

### アルバム
|            | 発売日         | タイトル      | 規格品番    | 規格品番   | 規格品番       | 規格品番   | 規格品番   | オリコン 最高位 |
| BD付限定盤 | 発売日         | タイトル      | DVD付限定盤 | 通常盤     | きゃにめ限定盤 | FC限定盤   |            | オリコン 最高位 |
| ---------- | -------------- | ------------- | ----------- | ---------- | -------------- | ---------- | ---------- | --------------- |
| 1st        | 2015年12月2日  | PENKI         | PCCG-01492  | PCCG-01493 | PCCG-01494     |            |            | 6位             |
| 2nd        | 2018年4月25日  | Magic Hour    | PCCG-01668  | PCCG-01669 | PCCG-01670     | 7位        |            |                 |
| 3rd        | 2021年10月27日 | HIKARI        | PCCG-02064  |            | PCCG-02065     | SCCG-00084 | 12位       |                 |
| 4th        | 2024年5月29日  | TOKYO-BYAKUYA | PCCG-02358  |            | PCCG-02359     |            | BRCG-00099 | 10位            |

|            | 発売日        | タイトル         | 規格品番    | 規格品番   | 規格品番   | オリコン 最高位 |
| BD付限定盤 | 発売日        | タイトル         | DVD付限定盤 | 通常盤     |            | オリコン 最高位 |
| ---------- | ------------- | ---------------- | ----------- | ---------- | ---------- | --------------- |
| 1st        | 2017年1月11日 | Drive-in Theater | PCCG-01566  | PCCG-01567 | PCCG-01568 | 6位             |
| 2nd        | 2019年10月2日 | you are here     | PCCG-01812  | PCCG-01813 | PCCG-01814 | 9位             |

### 映像作品
|                  | 発売日         | タイトル                                                        | 規格品番   | 規格品番   |
| BD               | 発売日         | タイトル                                                        | DVD        |            |
| ---------------- | -------------- | --------------------------------------------------------------- | ---------- | ---------- |
| 1st写真集        | 2014年12月24日 | 限定メイキングDVD『まあや、沖縄に行ってきましたっ!』            | -          | SCBP-00008 |
| 1stライブ        | 2016年7月20日  | UCHIDA MAAYA Hello, 1st contact! 2016.2.28 @NAKANO SUNPLAZA     | PCXP-50400 | PCBP-52418 |
| 2ndライブ        | 2017年8月23日  | UCHIDA MAAYA 2nd LIVE「Smiling Spiral」                         | PCXP-50505 | PCBP-53535 |
| 2017SUMMERライブ | 2017年11月29日 | UCHIDA MAAYA LIVE 2017「+INTERSECT♡SUMMER+」                    | PCXP-50530 | PCBP-53536 |
| 2018ツアーライブ | 2018年12月12日 | UCHIDA MAAYA 「Magic Number」TOUR 2018                          | PCXP-50609 | PCBP-53772 |
| 2nd写真集        | 2019年3月27日  | メイキングDVD『まあや、フランスに行ってきましたっ!!』           | -          | PCBP-53927 |
| 2019元日ライブ   | 2019年5月22日  | UCHIDA MAAYA New Year LIVE 2019「take you take me BUDOKAN!!」   | PCXP-50649 | PCBP-53928 |
| 2019ツアーライブ | 2020年4月22日  | UCHIDA MAAYA Zepp Tour 2019「we are here」                      | PCXP-50752 | PCBP-54079 |
| 2021ライブ       | 2021年12月15日 | UCHIDA MAAYA LIVE 2021「FLASH FLASH FLASH」                     | PCXP-50869 | PCBP-54452 |
| 2022ツアーライブ | 2022年7月27日  | UCHIDA MAAYA LIVE 2022「MA-YA-YAN Happy Cream MAX!!」           | PCXP-50892 | -          |
| 2022ライブ       | 2023年3月15日  | UCHIDA MAAYA LIVE 2022「Hello, 1st contact! ［Revival］」       | PCXP-50945 | -          |
| 2023ツアーライブ | 2024年3月6日   | UCHIDA MAAYA Live Tour 2023 Happy Research! -HIKARI-            | PCXP-51044 | -          |
| 2024ツアーライブ | 2025年3月26日  | UCHIDA MAAYA 10th Anniversary Live Tour “TOKYO-BYAKUYA” Blu-ray | PCXP-51127 | -          |

### タイアップ曲
| 楽曲                    | タイアップ                                                                               | 時期   |
| ----------------------- | ---------------------------------------------------------------------------------------- | ------ |
| 創傷イノセンス          | テレビアニメ『悪魔のリドル』オープニングテーマ                                           | 2014年 |
| ギミー!レボリューション | テレビアニメ『俺、ツインテールになります。』オープニングテーマ                           | 2014年 |
| からっぽカプセル        | Webアニメ『アニメで分かる心療内科』エンディングテーマ                                    | 2015年 |
| Resonant Heart          | テレビアニメ『聖戦ケルベロス 竜刻のファタリテ』オープニングテーマ                        | 2016年 |
| aventure bleu           | テレビアニメ『たくのみ。』オープニングテーマ                                             | 2018年 |
| youthful beautiful      | テレビアニメ & 劇場アニメ『SSSS.GRIDMAN』エンディングテーマ                              | 2018年 |
| 鼓動エスカレーション    | テレビアニメ『ダイヤのA actII』エンディングテーマ                                        | 2019年 |
| ストロボメモリー        | テレビアニメ & 劇場アニメ『SSSS.DYNAZENON』エンディングテーマ                            | 2021年 |
| 聴こえる?               | テレビアニメ『社畜さんは幼女幽霊に癒されたい。』エンディングテーマ                       | 2022年 |
| CHASER GAME             | テレビドラマ『チェイサーゲーム』オープニングテーマ                                       | 2022年 |
| ラウドへイラー          | テレビアニメ『冰剣の魔術師が世界を統べる』エンディングテーマ                             | 2023年 |
| ハートビートシティ      | 劇場アニメ『グリッドマン ユニバース』挿入歌                                              | 2023年 |
| ラブ・ユー・テンダー!   | テレビアニメ『経験済みなキミと、経験ゼロなオレが、お付き合いする話。』オープニングテーマ | 2023年 |
| CHA∞IN                  | テレビアニメ『魔都精兵のスレイブ』エンディングテーマ                                     | 2024年 |
| Magnet                  | 福岡ソフトバンクホークス公式中継2024 テーマソング                                        | 2024年 |
| パラレルなハート        | テレビアニメ『恋は双子で割り切れない』オープニングテーマ                                 | 2024年 |

### 歌手参加楽曲
| 発売日         | 商品名                                     | 歌 | 楽曲                                           | 備考                                                               |
| -------------- | ------------------------------------------ | --- | ---------------------------------------------- | ------------------------------------------------------------------ |
| 2015年5月13日  | ハジマレ, THE GATE!!                       | i☆Ris、angela、井口裕香、今井麻美、内田彩、内田真礼、小野賢章、GRANRODEO、黒崎真音、昆夏美、ZAQ、鈴木このみ、TRUSTRICK、西沢幸奏、Pile、春奈るな、ミルキィホームズ、ゆいかおり                                                                  | 「ハジマレ, THE GATE!!」                       | ライブイベント『Animelo Summer Live 2015 -THE GATE-』テーマソング  |
| 2017年7月12日  | 踊れ!きゅーきょく哲学                      | 上坂すみれ featuring 内田真礼 | 「最先端△ガール」                              |                                                                    |
| 2017年10月25日 | 翼を持つ者 〜Not an angel Just a dreamer〜 | i☆Ris、井上あずみ、Wake Up, Girls!、内田真礼、串田アキラ、GRANRODEO、ささきいさお、下野紘、JAM Project、鈴木このみ、鈴村健一、竹達彩奈、茅原実里、TRUE、豊永利行、中川翔子、羽多野渉、堀江美都子、水木一郎、Minami、三森すずこ、May'n、米倉千尋 | 「翼を持つ者 〜Not an angel Just a dreamer〜」 | 日本動画協会「アニメNEXT_100」プロジェクト公式ソング               |
| 2018年5月16日  | Stand by...MUSIC!!!                        | アイドルマスター SideM、アイドルマスター ミリオンライブ！ ミリオンスターズ、亜咲花、伊藤美来、内田彩、内田真礼、オーイシマサヨシ、GRANRODEO(KISHOW)、鈴木このみ、鈴木みのり、竹達彩奈、TRUE、fhána、悠木碧                                      | 「Stand by...MUSIC!!!」                        | ライブイベント『Animelo Summer Live 2018 "OK!"』テーマソング       |
| 2022年7月13日  | Dance In The Game                          | ZAQ featuring 内田真礼 | 「ライブを忘れたオタクに捧げる聖譚曲」         |                                                                    |
| 2024年6月14日  | Stargazer                                  | ASCA、伊東健人、上杉真央・阿部寿世(fripSide)、内田真礼、大橋彩香/梶原岳人、島﨑信長・武内駿輔(フラガリアメモリーズ)、楠木ともり、She is Legend(XAI・鈴木このみ)、芹澤優、茅原実里、早見沙織、Who-ya(Who-ya Extended)、羊宮妃那(MyGO!!!!!)       | 「Stargazer」                                  | ライブイベント『Animelo Summer Live 2024 -Stargazer-』テーマソング |
| 2025年2月19日  | 明日へ鳴らすリフレイン -P's GR∞VE Ver.-    | 石原夏織、内田真礼、鬼頭明里、久保ユリカ、DIALOGUE＋、竹達彩奈、立花日菜、土岐隼一、花澤香菜、harmoe、三森すずこ | 「明日へ鳴らすリフレイン -P's GR∞VE Ver.-」    | 『P's LIVE!』テーマソング                                          |
| 2025年8月1日   | ONENESS - 20th Anniversary -               | 蒼井翔太、angela(atsuko)、石田燿子、内田真礼、オーイシマサヨシ、奥井雅美、GRANRODEO(KISHOW)、栗林みな実、KOTOKO、ZAQ、JAM Project、鈴木このみ、茅原実里、TRUE、fhána(towana)、FLOW(KOHSHI・KEIGO)、水樹奈々、May'n、森口博子、米倉千尋          | 「ONENESS - 20th Anniversary -」               | ライブイベント『Animelo Summer Live 2025 "ThanXX!"』テーマソング   |
| 2025年8月7日   | セカイの色彩                               | AZKi×内田真礼 | 「セカイの色彩」                               | 『ホロアース』アニメPVテーマソング                                 |

### キャラクターソング
| 発売日   | 商品名 | 歌 | 楽曲 | 備考                                                                                                |
| 2011年   | 2011年 | 2011年 | 2011年 | 2011年                                                                                              |
| -------- | --- | --- | --- | --------------------------------------------------------------------------------------------------- |
| 1月27日  | ぎゃる☆がん ドキドキサウンド 全部入り!                                                                          | ZQN☆ | 「ときめき☆メリーゴーランド」 | ゲーム『ぎゃる☆がん』主題歌                                                                         |
| 1月27日  | ぎゃる☆がん ドキドキサウンド 全部入り!                                                                          | 桜咲薫子（内田真礼） | 「七色のパレット」 | ゲーム『ぎゃる☆がん』主題歌                                                                         |
| 5月11日  | 神のみぞ知るセカイ Blu-ray第4巻初回限定版特典CD                                                                 | シトロン | 「恋、ヨロシクお願いします!」 | テレビアニメ『神のみぞ知るセカイ』挿入歌                                                            |
| 2012年   | | | | |
| 2月22日  | ゴクジョッ。のジョーケン♡                                                                                       | 赤羽亜矢（日笠陽子）、七里愛（内田真礼）、栗橋南（竹達彩奈）、大和田円（明坂聡美） | 「ゴクジョッ。のジョーケン」 | テレビアニメ『ゴクジョッ。〜極楽院女子高寮物語〜』主題歌                                            |
| 2月22日  | ゴクジョッ。のジョーケン♡                                                                                       | 赤羽亜矢（日笠陽子）、七里愛（内田真礼）、栗橋南（竹達彩奈）、大和田円（明坂聡美） | 「極・女おー・う゛ぁーどらいぶ」 | テレビアニメ『ゴクジョッ。〜極楽院女子高寮物語〜』主題歌                                            |
| 3月8日   | ぎゃる☆がん ドキドキサウンド 全部入り! 補完盤                                                                   | ZQN☆ | 「イルミネーションラブ」 | ゲーム『ぎゃる☆がん』主題歌                                                                         |
| 3月21日  | Holy Knight Blu-ray第1巻初回限定版特典CD                                                                        | 岸本リリス（内田真礼） | 「Holy Knight」 | OVA『Holy Knight』オープニングテーマ                                                                |
| 6月14日  | AKIBA'S TRIP PLUS VANITY VAMP DIRTY BLOODY PRINCESSES                                                           | 北田舞那（中村繪里子）、 北田瀬那（内田真礼） | 「VANITY VAMP」 | ゲーム『AKIBA'S TRIP PLUS』関連曲                                                                   |
| 7月4日   | 非公認戦隊アキバレンジャー エンディング&にじよめCD                                                              | 市川葵〈十夜月朱理〉（内田真礼） | 「Heroic lily」 | 特撮テレビドラマ『非公認戦隊アキバレンジャー』挿入歌                                                |
| 8月8日   | THE IDOLM@STER CINDERELLA MASTER 006 神崎蘭子                                                                   | 神崎蘭子（内田真礼） | 「華蕾夢ミル狂詩曲〜魂ノ導〜」 | ゲーム『アイドルマスター シンデレラガールズ』関連曲                                                 |
| 11月21日 | INSIDE IDENTITY                                                                                                 | Black Raison d'être | 「INSIDE IDENTITY」 「OUTSIDER」 | テレビアニメ『中二病でも恋がしたい！』エンディングテーマ                                            |
| 12月26日 | 中二病でも恋がしたい！ ボーカルミニアルバム 暗黒虹彩楽典                                                        | 小鳥遊六花 （内田真礼） | 「覚醒ラグナロク -暗黒黙示録-」 | テレビアニメ『中二病でも恋がしたい!』関連曲                                                         |
| 2013年   | | | | |
| 1月9日   | Sound of a small love & chu-2 byo story                                                                         | 小鳥遊六花（内田真礼） | 「見上げてごらん夜の星を」 | テレビアニメ『中二病でも恋がしたい!』挿入歌                                                         |
| 1月15日  | ビキニパイ2 Big Bonus Music                                                                                     | 春風うらら（内田真礼） | 「Dream Stage」 | パチスロ『ビキニパイ2』関連曲                                                                       |
| 1月15日  | ビキニパイ2 Big Bonus Music                                                                                     | 春風うらら（内田真礼） | 「キ・メ・ウ・チ」 | パチスロ『ビキニパイ2』関連曲                                                                       |
| 3月6日   | GJ部 キャラクターソングアルバム グッジョぶの音楽“G"                                                             | 天使真央（内田真礼）、天使恵（宮本侑芽） | 「I wish 〜ときめきの魔法〜」 | テレビアニメ『GJ部』エンディングテーマ                                                              |
| 3月9日   | ギリギリ最強あいまいみー！                                                                                      | 愛（大坪由佳）、麻衣（内田彩）、ミイ（内田真礼） | 「ギリギリ最強あいまいみー！」 | テレビアニメ『あいまいみー』主題歌                                                                  |
| 3月9日   | ギリギリ最強あいまいみー！                                                                                      | ミイ（内田真礼） | 「Asparagus」 | テレビアニメ『あいまいみー』関連曲                                                                  |
| 3月9日   | ギリギリ最強あいまいみー！                                                                                      | 麻衣（内田彩）、ミイ（内田真礼） | 「みんなの虚空戦士」 | テレビアニメ『あいまいみー』関連曲                                                                  |
| 3月27日  | 幕末義人伝 浪漫 BGM & SONGS                                                                                     | 阿国（内田真礼） | 「双想花」 | テレビアニメ『幕末義人伝 浪漫』関連曲                                                               |
| 4月3日   | GJ部 キャラクター・ソング & サウンドトラック集 後編 グッジョぶの音楽“J”                                         | 天使真央（内田真礼）、皇紫音（三森すずこ）、天使恵（宮本侑芽）、綺羅々・バーンシュタイン（荒川ちか） | 「走りだそう！」 | テレビアニメ『GJ部』関連曲                                                                          |
| 4月3日   | GJ部 キャラクター・ソング & サウンドトラック集 後編 グッジョぶの音楽“J”                                         | 天使真央（内田真礼） | 「GRADUATION COLOR」 | テレビアニメ『GJ部』関連曲                                                                          |
| 4月18日  | THE IDOLM@STER CINDERELLA MASTER お願い!シンデレラ                                                              | THE IDOLM@STER CINDERELLA GIRLS | 「お願い！シンデレラ（M@STER VERSION）」 | ゲーム『アイドルマスターシンデレラガールズ』テーマソング                                            |
| 4月18日  | THE IDOLM@STER CINDERELLA MASTER お願い!シンデレラ                                                              | CINDERELLA GIRLS for Cool! | 「お願い！シンデレラ（Cool VERSION）」 | ゲーム『アイドルマスターシンデレラガールズ』テーマソング                                            |
| 5月29日  | ビビッドレッド・オペレーション Blu-ray&DVD 第3巻特典CD                                                          | 黒騎れい（内田真礼） | 「ありふれたしあわせ」 | テレビアニメ『ビビッドレッド・オペレーション』エンディングテーマ                                    |
| 5月29日  | ビビッドレッド・オペレーション Blu-ray&DVD 第3巻特典CD                                                          | 一色あかね（佐倉綾音）、二葉あおい（村川梨衣）、三枝わかば（大坪由佳）、四宮ひまわり（内田彩）、黒騎れい（内田真礼） | 「Vivid Shining Sky」 | テレビアニメ『ビビッドレッド・オペレーション』エンディングテーマ                                    |
| 5月29日  | ビビッドレッド・オペレーション Blu-ray&DVD 第3巻特典CD                                                          | 一色あかね（佐倉綾音）、二葉あおい（村川梨衣）、三枝わかば（大坪由佳）、四宮ひまわり（内田彩）、黒騎れい（内田真礼） | 「Let's be together!!」 | テレビアニメ『ビビッドレッド・オペレーション』関連曲                                                |
| 7月3日   | 非公認戦隊アキバレンジャー シーズン痛 エンディングアルバム                                                      | 葉加瀬博世（内田真礼） | 「夢をかなえてダイナマン-萩原佐代子バージョン-」 | 特撮テレビドラマ『非公認戦隊アキバレンジャー シーズン痛』エンディングテーマ                         |
| 7月3日   | 非公認戦隊アキバレンジャー シーズン痛 エンディングアルバム                                                      | 石清水ルナ（澤田汐音）、横山優子（荻野可鈴）、葉加瀬博世（内田真礼）、三田こずこず（愛川こずえ） | 「ショットボンバー全力集中」 | 特撮テレビドラマ『非公認戦隊アキバレンジャー シーズン痛』エンディングテーマ                         |
| 6月26日  | プリティーリズム・レインボーライブ プリズム☆ソロコレクション                                                    | 森園わかな（内田真礼） | 「Blowin' in the Mind」 | テレビアニメ『プリティーリズム・レインボーライブ』挿入歌                                            |
| 8月14日  | THE IDOLM@STER CINDERELLA MASTER 輝く世界の魔法                                                                 | THE IDOLM@STER CINDERELLA GIRLS! | 「輝く世界の魔法（M@STER VERSION）」 | ゲーム『アイドルマスター シンデレラガールズ』テーマソング                                           |
| 8月21日  | あいまいみー オリジナルサウンドトラック+                                                                        | ミイ（内田真礼） | 「妄想アイロニー完全版」 | テレビアニメ『あいまいみー』関連曲                                                                  |
| 8月28日  | ガッチャマン クラウズ オリジナル・サウンドトラック                                                              | 一ノ瀬はじめ（内田真礼） | 「INNOCENT NOTE」 | テレビアニメ『ガッチャマン クラウズ』エンディングテーマ                                             |
| 9月11日  | 小鳥遊六花・改 〜劇場版 中二病でも恋がしたい！〜主題歌集 〜中二病奥義・三曲の極み〜                             | 小鳥遊六花（内田真礼） | 「-Across the line-」 | 劇場アニメ『小鳥遊六花・改 〜劇場版 中二病でも恋がしたい！〜』主題歌                                |
| 9月11日  | 小鳥遊六花・改 〜劇場版 中二病でも恋がしたい！〜主題歌集 〜中二病奥義・三曲の極み〜                             | Black Raison d'être | 「Secret Survivor」 | 劇場アニメ『小鳥遊六花・改 〜劇場版 中二病でも恋がしたい！〜』主題歌                                |
| 9月25日  | 犬とハサミは使いよう キャラクターソング5「なでなでな！」本田姉妹                                                | 本田桜（内田真礼）、本田弥生（五十嵐裕美） | 「なでなでな！」 「わんわんわんわんN_1!! （本田姉妹ver.）」 | テレビアニメ『犬とハサミは使いよう』関連曲                                                          |
| 9月25日  | THE IDOLM@STER CINDERELLA MASTER Cool jewelries! 001                                                            | 渋谷凛（福原綾香）、高垣楓（早見沙織）、神崎蘭子（内田真礼）、多田李衣菜（青木瑠璃子）、新田美波（洲崎綾） | 「Nation Blue」 「ススメ☆オトメ 〜jewel parade〜」 | ゲーム『アイドルマスター シンデレラガールズ』関連曲                                                 |
| 9月25日  | THE IDOLM@STER CINDERELLA MASTER Cool jewelries! 001                                                            | 神崎蘭子（内田真礼） | 「月のしずく」 | ゲーム『アイドルマスター シンデレラガールズ』関連曲                                                 |
| 12月11日 | アウトブレイク・カンパニー キャラクターソング・ミニアルバム                                                     | 古賀沼美埜里（内田真礼） | 「トキメキTarget」 | テレビアニメ『アウトブレイク・カンパニー』関連曲                                                    |
| 12月18日 | プリティーリズム・レインボーライブ プリズム☆ユニットコレクション                                                | ベルローズ | 「Rosette Nebula」 | テレビアニメ『プリティーリズム・レインボーライブ』挿入歌                                            |
| 2014年   | | | | |
| 1月22日  | ドラッグ オン ドラグーン 3 オリジナル･サウンドトラック                                                          | ゼロ（内田真礼） | 「尽きる3」 | ゲーム『ドラッグオンドラグーン3』関連曲                                                             |
| 1月29日  | ロボットガールズZ                                                                                               | きかい♡少女隊 | 「ロボットガールズZ」 | テレビアニメ『ロボットガールズZ』オープニングテーマ                                                 |
| 2月5日   | Van!shment Th!s World                                                                                           | Black Raison d'être | 「Van!shment Th!s World」 「February Magic」 | テレビアニメ『中二病でも恋がしたい!戀』エンディングテーマ                                           |
| 2月19日  | プリティーリズム・レインボーライブ プリズム☆デュオコレクション                                                  | 福原あん（芹澤優）、森園わかな（内田真礼） | 「cherry-picking days」 | テレビアニメ『プリティーリズム・レインボーライブ』挿入歌                                            |
| 2月26日  | この手が奇跡を選んでる                                                                                          | 宮守女子高校 | 「この手が奇跡を選んでる 宮守女子高校 Ver.」 | テレビアニメ『咲-Saki- 全国編』エンディングテーマ                                                   |
| 2月27日  | UP TO YOU | 美雲あんず（内田真礼）、美雲このは（上坂すみれ） | 「UP TO YOU」 | 『超亜空間防壁チーズ・ナポリタン』オープニングテーマ                                                |
| 3月5日   | アルノサージュ〜生まれいずる星へ祈る詩〜 オリジナルサウンドトラック                                             | イオン（加隈亜衣）、キャス（水瀬いのり）、デルタ（三好晃祐）、ネイ（内田真礼）、サーリ（志村由美）、カノン（井ノ上奈々）、タットリア（高橋李依） | 「りょうりのじかん 〜All Cast Ver.〜」 「ざっ歌 〜All Cast Ver.〜」 「くすりすく 〜All Cast Ver.〜」 「めかに歌 〜All Cast Ver.〜」 「あなたのプラグイン 〜All Cast Ver.〜」                                    | ゲーム『アルノサージュ〜生まれいずる星へ祈る詩〜』関連曲                                            |
| 3月26日  | おにくじゃぽねすく!                                                                                             | ゼウシくん（花澤香菜）、ミカ（内田真礼） | 「にっくにくの にっこにこ！」 | アニメCM『おにくだいすき!ゼウシくん』関連曲                                                         |
| 3月26日  | SHORT PEACE 月極蘭子のいちばん長い日 オリジナルサウンドトラック                                                 | 月極蘭子（内田真礼） | 「ギャラクティック★GAL-ACT」 | ゲーム『SHORT PEACE 月極蘭子のいちばん長い日』エンディングテーマ                                    |
| 4月2日   | 中二病でも恋がしたい！戀 キャラクターソングミニアルバム 輝きの幻夢舞台                                          | Black Raison d'être | 「Sparkling Daydream」 | テレビアニメ『中二病でも恋がしたい！戀』関連曲                                                      |
| 4月2日   | 中二病でも恋がしたい！戀 キャラクターソングミニアルバム 輝きの幻夢舞台                                          | 小鳥遊六花（内田真礼） | 「戀の鼓動」 | テレビアニメ『中二病でも恋がしたい！戀』関連曲                                                      |
| 4月2日   | 聖剣使いの禁呪詠唱 イメージソングミニアルバム                                                                   | 百地春鹿（内田真礼） | 「TOUCH」 | アニメ『聖剣使いの禁呪詠唱』関連曲                                                                  |
| 4月5日   | THE IDOLM@STER CINDERELLA GIRLS 1st LIVE WONDERFUL M@GIC!! "お願い！シンデレラ" ソロ・リミックス                | 神崎蘭子（内田真礼） | 「お願い！シンデレラ（M@STER VERSION）」 | ゲーム『アイドルマスター シンデレラガールズ』関連曲                                                 |
| 5月9日   | TVアニメ『ノラガミ』 BD・DVD初回生産限定版第3巻キャラクターソングCD                                             | 壱岐ひより（内田真礼） | 「ミタイ・セカイ」 | テレビアニメ『ノラガミ』関連曲                                                                      |
| 5月14日  | グッジョぶの音楽"@" アニメ「GJ部」 キャラクター･ソング&サウンドトラック集                                       | 天使真央（内田真礼）、皇紫音（三森すずこ）、天使恵（宮本侑芽）、綺羅々・バーンシュタイン（荒川ちか）、神無月環（上坂すみれ） | 「広がれパワー」 | テレビアニメ『GJ部@』エンディングテーマ                                                             |
| 5月14日  | グッジョぶの音楽"@" アニメ「GJ部」 キャラクター･ソング&サウンドトラック集                                       | 天使真央（内田真礼） | 「Lovely Trip」 | テレビアニメ『GJ部@』関連曲                                                                         |
| 5月28日  | Daydream café                                                                                                   | Petit Rabbit's | 「Daydream café」 | テレビアニメ『ご注文はうさぎですか？』オープニングテーマ                                            |
| 5月28日  | Daydream café                                                                                                   | Petit Rabbit's | 「日常デコレーション」 | テレビアニメ『ご注文はうさぎですか？』エンディングテーマ                                            |
| 5月28日  | ロボットガールズZ ソングアルバム1                                                                               | ゲッターロボ(ゲッちゃん)（内田真礼） | 「ご存知かしら?」 | テレビアニメ『ロボットガールズZ』関連曲                                                             |
| 7月23日  | デート・ア・ライブII ミュージック・セレクション DATE A "EXTREME" MUSIC                                          | 八舞耶倶矢（内田真礼）、八舞夕弦（ブリドカットセーラ恵美） | 「DOUBLE PUNCH LOVE」 | テレビアニメ『デート・ア・ライブII』関連曲                                                          |
| 7月24日  | ご注文はうさぎですか？ キャラクターソング3                                                                      | 千夜（佐藤聡美）、シャロ（内田真礼） | 「ずっと一緒」 | テレビアニメ『ご注文はうさぎですか？』関連曲                                                        |
| 7月24日  | ご注文はうさぎですか？ キャラクターソング3                                                                      | シャロ（内田真礼） | 「ときめきミルフィーユ」 | テレビアニメ『ご注文はうさぎですか？』関連曲                                                        |
| 7月24日  | ご注文はうさぎですか？ キャラクターソング4                                                                      | リゼ（種田梨沙）、シャロ（内田真礼） | 「Eを探す日常」 | テレビアニメ『ご注文はうさぎですか？』関連曲                                                        |
| 7月24日  | ご注文はうさぎですか？ キャラクターソング4                                                                      | シャロ（内田真礼） | 「麗しのShooting star」 | テレビアニメ『ご注文はうさぎですか？』関連曲                                                        |
| 8月23日  | 全力炸裂あいまいみー!!                                                                                          | 愛（大坪由佳）、麻衣（内田彩）、ミイ（内田真礼） | 「全力炸裂あいまいみー!!」 | テレビアニメ『あいまいみー -妄想カタストロフ-』主題歌                                               |
| 8月23日  | 全力炸裂あいまいみー!!                                                                                          | 愛（大坪由佳）、麻衣（内田彩）、ミイ（内田真礼） | 「百華流麗」 | テレビアニメ『あいまいみー -妄想カタストロフ-』PV使用曲                                             |
| 8月23日  | 全力炸裂あいまいみー!!                                                                                          | ミイ（内田真礼） | 「【歌ってみた】LEGEND【ミイ・ミゼル】」 | テレビアニメ『あいまいみー -妄想カタストロフ-』関連曲                                               |
| 8月27日  | ご注文はうさぎですか？ キャラクターソングアルバム                                                               | Petit Rabbit's | 「一匙のお姫さま物語」 | テレビアニメ『ご注文はうさぎですか？』関連曲                                                        |
| 8月27日  | ご注文はうさぎですか？ キャラクターソングアルバム                                                               | チノ（水瀬いのり）、リゼ（種田梨沙）、シャロ（内田真礼） | 「VSマイペース？」 | テレビアニメ『ご注文はうさぎですか？』関連曲                                                        |
| 9月10日  | りりくる キャラクターデュオシリーズ 真優♥真衣『half destination』                                               | 真優（浅倉杏美）♥真衣（内田真礼） | 「half destination」 | ドラマCD『りりくる - LIly LYric cyCLE -』関連曲                                                     |
| 10月1日  | エクスメイデン                                                                                                  | 赤丸純（内田真礼）、橘葵（飯田友子）、萩野みどり（巽悠衣子）、ヴァンダレイ・ジルミンコ（MAKO） | 「forbidden Code」 | Webアニメ『エクスメイデン』エンディングテーマ                                                       |
| 10月22日 | ご注文はうさぎですか？ BD・DVD第5巻特典CD                                                                       | シャロ（内田真礼） | 「Daydream café〜ご注文はシャロですか？ver.〜」 | テレビアニメ『ご注文はうさぎですか？』関連曲                                                        |
| 10月22日 | ツインテール・ドリーマー!                                                                                       | トゥアール（内田真礼）、津辺愛香（相坂優歌） | 「ツインテール・ドリーマー！（トゥアール&愛香 Mix）」 | テレビアニメ『俺、ツインテールになります。』エンディングテーマ                                      |
| 11月30日 | THE IDOLM@STER CINDERELLA GIRLS 2ndLIVE PARTY M@GIC!! ススメ☆オトメ 〜jewel parade〜                            | 神崎蘭子（内田真礼） | 「ススメ☆オトメ 〜jewel parade〜」 | ゲーム『アイドルマスター シンデレラガールズ』関連曲                                                 |
| 12月17日 | 俺、ツインテールになります。キャラクターソングシリーズ白黒盤                                                    | トゥアール（内田真礼） | 「虚無の思考時間」 | テレビアニメ『俺、ツインテールになります。』関連曲                                                  |
| 2015年   | | | | |
| 1月21日  | THE IDOLM@STER CINDERELLA GIRLS ANIMATION PROJECT 00 ST@RTER BEST                                               | CINDERELLA PROJECT | 「ススメ☆オトメ 〜jewel parade〜」 | テレビアニメ『アイドルマスター シンデレラガールズ』関連曲                                           |
| 2月18日  | THE IDOLM@STER CINDERELLA GIRLS ANIMATION PROJECT 01 Star!!                                                     | CINDERELLA PROJECT | 「Star!!」 | テレビアニメ『アイドルマスター シンデレラガールズ』オープニングテーマ                               |
| 3月11日  | マグナ・イデア                                                                                                  | fortuna | 「マグナ・イデア」 | テレビアニメ『聖剣使いの禁呪詠唱』エンディングテーマ                                                |
| 3月11日  | マグナ・イデア                                                                                                  | fortuna | 「キラリア」 | テレビアニメ『聖剣使いの禁呪詠唱』挿入歌                                                            |
| 3月25日  | THE IDOLM@STER CINDERELLA GIRLS ANIMATION PROJECT 03 -LEGNE- 仇なす剣 光の旋律                                  | Rosenburg Engel［神崎蘭子（内田真礼）］ | 「-LEGNE- 仇なす剣 光の旋律」 | テレビアニメ『アイドルマスター シンデレラガールズ』エンディングエンディングテーマ                   |
| 3月25日  | THE IDOLM@STER CINDERELLA GIRLS ANIMATION PROJECT 03 -LEGNE- 仇なす剣 光の旋律                                  | Rosenburg Engel［神崎蘭子（内田真礼）］ | 「夕映えプレゼント」 | テレビアニメ『アイドルマスター シンデレラガールズ』関連曲                                           |
| 3月25日  | ガールフレンド（仮） BD&DVD Vol.3 特典CD                                                                        | 見吉奈央（内田真礼） | 「おやすみダーリン」 | テレビアニメ『ガールフレンド（仮）』関連曲                                                          |
| 4月15日  | 聖剣使いの禁呪詠唱 救世主達の旋律 5                                                                             | 百地春鹿（内田真礼） | 「SPEED DEMON」 | テレビアニメ『聖剣使いの禁呪詠唱』関連曲                                                            |
| 4月15日  | ツブ★ドル ドラマCD 〜紹介します?舞台裏!〜 主題歌もできたし全国デビューしちゃうよ盤                              | ツブ★ドル | 「ツブ★ドル」 | OVA『ツブ★ドル』主題歌                                                                              |
| 4月15日  | ツブ★ドル ドラマCD 〜紹介します？舞台裏！〜 ゲーマーズ限定特典CD                                                | 北里まひろ（内田真礼）、新磯じゅんこ（山本希望）、寸沢嵐ちさと（三上枝織）、桜台ひなの（初原千絵）、小倉ひかり（一ノ宮しずか） | 「ツブ★ドル」 | OVA『ツブ★ドル』関連曲                                                                              |
| 4月22日  | blue moment | ソルラルBOB | 「blue moment」 | テレビアニメ『えとたま』エンディングテーマ                                                          |
| 5月13日  | THE IDOLM@STER CINDERELLA GIRLS ANIMATION PROJECT 08 GOIN'!!!                                                   | CINDERELLA PROJECT | 「GOIN'!!!」 | テレビアニメ『アイドルマスター シンデレラガールズ』挿入歌                                           |
| 5月13日  | THE IDOLM@STER CINDERELLA GIRLS ANIMATION PROJECT 08 GOIN'!!!                                                   | CINDERELLA PROJECT | 「夕映えプレゼント」 | テレビアニメ『アイドルマスター シンデレラガールズ』エンディングテーマ                               |
| 5月25日  | - | ポポ（内田真礼） | 「錆び付いた鍵」 | ゲーム『STELLA GLOW』挿入歌                                                                         |
| 6月3日   | えとたま キャラクターソングミニアルバム(2) ETMファイティングクライマックス！ 本気の師匠チャレンジ編             | シマたん（巽悠衣子）、ドラたん（内田真礼）、ウリたん（花守ゆみり） | 「ETMファイティングクライマックス! 本気の師匠チャレンジ編」 | テレビアニメ『えとたま』関連曲                                                                      |
| 6月3日   | えとたま キャラクターソングミニアルバム(2) ETMファイティングクライマックス！ 本気の師匠チャレンジ編             | ドラたん（内田真礼） | 「さてこそ桃源郷」 | テレビアニメ『えとたま』関連曲                                                                      |
| 7月1日   | 宝箱のジェットコースター                                                                                        | Petit Rabbit's | 「宝箱のジェットコースター」 | テレビアニメ『ご注文はうさぎですか？』関連曲                                                        |
| 7月17日  | THE IDOLM@STER M@STERS OF IDOL WORLD!!2015 Nation Sapphire アンドロイド                                         | 神崎蘭子（内田真礼） | 「Nation Blue」 | ゲーム『アイドルマスター シンデレラガールズ』関連曲                                                 |
| 7月17日  | 山田くんと7人の魔女 コミックス第18巻付属ドラマCD                                                                | 白石うらら（早見沙織）、伊藤雅（内田真礼）、小田切寧々（喜多村英梨） | 「ding!ging!dong!」 | OAD『山田くんと7人の魔女』挿入歌                                                                    |
| 7月29日  | ハートぷるぷる事件です                                                                                          | 振り回され隊 | 「ハートぷるぷる事件です」 | テレビアニメ『ご注文はうさぎですか？』関連曲                                                        |
| 7月29日  | ハートぷるぷる事件です                                                                                          | シャロ（内田真礼） | 「カフェインファイター」 | テレビアニメ『ご注文はうさぎですか？』関連曲                                                        |
| 8月5日   | THE IDOLM@STER CINDERELLA GIRLS ANIMATION PROJECT 2nd season 01 Shine!!                                         | CINDERELLA PROJECT | 「Shine!!」 | テレビアニメ『アイドルマスター シンデレラガールズ』オープニングテーマ                               |
| 8月5日   | THE IDOLM@STER CINDERELLA GIRLS ANIMATION PROJECT 2nd season 01 Shine!!                                         | CINDERELLA PROJECT | 「お願い！シンデレラ」 | テレビアニメ『アイドルマスター シンデレラガールズ』関連曲                                           |
| 8月5日   | Delta Decision                                                                                                  | エィハ（沢城みゆき）、婁（内田真礼）、メリル（照井春佳） | 「Delta Decision」 「Tri-Axis」 | テレビアニメ『ケイオスドラゴン 赤竜戦役』エンディングテーマ                                         |
| 9月2日   | 楽園まで/発熱デイズ                                                                                             | How-Low-Hello［西森柚咲（内田真礼）］ | 「楽園まで」 「発熱デイズ」 「Not be found」 | テレビアニメ『Charlotte』劇中歌                                                                     |
| 9月25日  | アイドルマスター シンデレラガールズ BD・DVD 第5巻完全生産限定版特典CD「346Pro IDOL selection vol.3」            | 神崎蘭子（内田真礼） | 「ヴィーナスシンドローム 〜For Ranko rearrange MIX〜」 | テレビアニメ『アイドルマスター シンデレラガールズ』関連曲                                           |
| 9月30日  | Smells Like Tea,Espresso                                                                                        | How-Low-Hello［西森柚咲（内田真礼）］ | 「Real」 「シンガーデイズ」 「Keep on Burnin'」 「走れ」 「Dancin' on the Border」 「魅惑のビーム」 「Hand with Blood」 「旅人」 「Bravely You（How-Low-Hello Ver.）」 「灼け落ちない翼（How-Low-Hello Ver.）」 | テレビアニメ『Charlotte』劇中歌                                                                     |
| 9月30日  | GATE 自衛隊 彼の地にて、斯く戦えり キャラクターソング・アルバム                                                 | 伊丹二等陸尉（諏訪部順一）、富田二等陸曹（安元洋貴）、黒川二等陸曹（明坂聡美）、栗林二等陸曹（内田真礼）、倉田三等陸曹（石川界人）、桑原陸曹長（山本兼平） | 「我ら、第三偵！ 〜第三偵察隊の歌〜」 | テレビアニメ『GATE 自衛隊 彼の地にて、斯く戦えり』関連曲                                            |
| 10月7日  | THE IDOLM@STER CINDERELLA GIRLS ANIMATION PROJECT 2nd Season 04                                                 | LOVE LAIKA with Rosenburg Engel［神崎蘭子（内田真礼）］ | 「この空の下」 | テレビアニメ『アイドルマスターシンデレラガールズ』挿入歌                                            |
| 10月7日  | THE IDOLM@STER CINDERELLA GIRLS ANIMATION PROJECT 2nd Season 04                                                 | Rosenburg Engel［神崎蘭子（内田真礼）］ | 「夢色ハーモニー」 | テレビアニメ『アイドルマスターシンデレラガールズ』関連曲                                            |
| 10月7日  | THE IDOLM@STER CINDERELLA GIRLS ANIMATION PROJECT 2nd Season 04                                                 | アナスタシア（上坂すみれ）、神崎蘭子（内田真礼） | 「Memories」 | テレビアニメ『アイドルマスターシンデレラガールズ』挿入歌                                            |
| 10月28日 | ダンジョンに出会いを求めるのは間違っているだろうか BD・DVD第5巻特典CD                                           | リリルカ・アーデ（内田真礼） | 「REALIZE〜始まりのとき〜」 | テレビアニメ『ダンジョンに出会いを求めるのは間違っているだろうか』関連曲                            |
| 11月11日 | ノーポイッ! | Petit Rabbit's | 「ノーポイッ！」 | テレビアニメ『ご注文はうさぎですか??』オープニングテーマ                                            |
| 11月11日 | ノーポイッ! | Petit Rabbit's | 「なんとなくミライ」 | テレビアニメ『ご注文はうさぎですか??』エンディングテーマ                                            |
| 11月11日 | ノーポイッ! | シャロ（内田真礼） | 「ノーポイッ！」 | テレビアニメ『ご注文はうさぎですか??』関連曲                                                        |
| 12月25日 | ご注文はうさぎですか?? BD・DVD第1巻特典CD                                                                       | Petit Rabbit's | 「にっこりカフェの魔法使い」 | テレビアニメ『ご注文はうさぎですか??』関連曲                                                        |
| 2016年   | | | | |
| 2月24日  | 「劇場版デート・ア・ライブ 万由里ジャッジメント」 キャラソン・アルバム MUSIC JUDGEMENT                          | 八舞耶俱矢（内田真礼） | 「Follow me!」 | 劇場版アニメ『デート・ア・ライブ 万由里ジャッジメント』関連曲                                       |
| 3月30日  | THE IDOLM@STER CINDERELLA GIRLS ANIMATION PROJECT ORIGINAL SOUNDTRACK                                           | 渋谷凛（福原綾香）、新田美波（洲崎綾）、アナスタシア（上坂すみれ）、神崎蘭子（内田真礼）、多田李衣菜（青木瑠璃子） | 「Nation Blue（TV Size）」 | テレビアニメ『アイドルマスター シンデレラガールズ』挿入歌                                           |
| 3月30日  | THE IDOLM@STER CINDERELLA GIRLS ANIMATION PROJECT ORIGINAL SOUNDTRACK                                           | 双葉杏（五十嵐裕美）、三村かな子（大坪由佳）、城ヶ崎莉嘉（山本希望）、神崎蘭子（内田真礼）、前川みく（高森奈津美）、諸星きらり（松嵜麗）、多田李衣菜（青木瑠璃子）、赤城みりあ（黒沢ともよ）、新田美波（洲崎綾）、緒方智絵里（大空直美）、安部菜々（三宅麻理恵）、木村夏樹（安野希世乃）、白坂小梅（桜咲千依） | 「GOIN'!!!」 | テレビアニメ『アイドルマスター シンデレラガールズ』関連曲                                           |
| 4月8日   | ご注文はうさぎですか?? BD・DVD第4巻特典CD                                                                       | 千夜（佐藤聡美）、シャロ（内田真礼） | 「やきもち風味のカモミール」 | テレビアニメ『ご注文はうさぎですか??』関連曲                                                        |
| 4月20日  | TVアニメ『無彩限のファントム・ワールド』キャラクターソングミニアルバム                                          | 水無瀬小糸（内田真礼） | 「SING ALONeG」 | テレビアニメ『無彩限のファントム・ワールド』関連曲                                                  |
| 4月27日  | STAR☆T | Chuuuuu♡Lip | 「わたしたちのスタートライン！」 | ゲーム『バトルガール ハイスクール』関連曲                                                           |
| 6月3日   | ご注文はうさぎですか?? BD・DVD第6巻特典CD                                                                       | ココア（佐倉綾音）、チノ（水瀬いのり）、リゼ（種田梨沙）、千夜（佐藤聡美）、シャロ（内田真礼）、マヤ（徳井青空）、メグ（村川梨衣） | 「本日は誠にラリルレイン」 | テレビアニメ『ご注文はうさぎですか??』関連曲                                                        |
| 6月29日  | りりくる VOCAL COLLECTION!!!                                                                                    | 真優（浅倉杏美）、真衣（内田真礼） | 「half destination (相手の気持ちで歌ってみたver.)」 | ドラマCD『りりくる - LIly LYric cyCLE -』関連曲                                                     |
| 9月21日  | アクティヴレイド-機動強襲室第八係-2nd O.S.T                                                                     | ミヴ（内田真礼） | 「ミヴ□ドリーム」 | テレビアニメ『アクティヴレイド -機動強襲室第八係- 2nd』関連曲                                       |
| 9月28日  | ご注文はうさぎですか?? キャラクターソングシリーズ04 シャロ                                                      | シャロ（内田真礼） | 「夢・もしもしもしも？」 「＠ぐ〜るぐるわーるど＠」 「WELCOME【う・さ!】」 | テレビアニメ『ご注文はうさぎですか??』関連曲                                                        |
| 9月      | ULTRASINGLES | 佐山レナ（内田真礼） | 「Lovely Me」 「Authentic」 「ウルトラブ」 | 漫画『ULTRAMAN』関連曲                                                                              |
| 10月26日 | ご注文はうさぎですか?? キャラクターソングシリーズ 全巻購入特典CD                                                | ココア（佐倉綾音）、チノ（水瀬いのり）、リゼ（種田梨沙）、千夜（佐藤聡美）、シャロ（内田真礼）、マヤ（徳井青空）、メグ（村川梨衣）、青山ブルーマウンテン（早見沙織）、モカ（茅野愛衣） | 「WELCOME【う・さ！】」 | テレビアニメ『ご注文はうさぎですか??』関連曲                                                        |
| 12月21日 | キミはワタシの…♡/Growing×Heart                                                                                  | Pixie | 「キミはワタシの…♡」 | ゲーム『バトルガール ハイスクール』関連曲                                                           |
| 12月21日 | ガールフレンド（仮） キャラクターソングシリーズ Vol.01                                                          | 見吉奈央（内田真礼） | 「その時、Fantastic Girl ! 」 | 『ガールフレンド（仮）』関連曲                                                                      |
| 2017年   | | | | |
| 2月8日   | THE IDOLM@STER CINDERELLA MASTER EVERMORE                                                                       | 城ヶ崎美嘉（佳村はるか）、前川みく（高森奈津美）、一ノ瀬志希（藍原ことみ）、神崎蘭子（内田真礼）、二宮飛鳥（青木志貴） | 「EVERMORE（M@STER VERSION）」 | ゲーム『アイドルマスター シンデレラガールズ』関連曲                                                 |
| 2月8日   | THE IDOLM@STER CINDERELLA MASTER EVERMORE                                                                       | 島村卯月（大橋彩香）、渋谷凛（福原綾香）、本田未央（原紗友里）、赤城みりあ（黒沢ともよ）、安部菜々（三宅麻理恵）、神崎蘭子（内田真礼）、小日向美穂（津田美波）、城ヶ崎美嘉（佳村はるか）、城ヶ崎莉嘉（山本希望）、高垣楓（早見沙織）、多田李衣菜（青木瑠璃子）、新田美波（洲崎綾）、双葉杏（五十嵐裕美）、前川みく（高森奈津美）、諸星きらり（松嵜麗） | 「ススメ☆オトメ 〜jewel parade〜」 | ゲーム『アイドルマスター シンデレラガールズ』関連曲                                                 |
| 2月8日   | THE IDOLM@STER CINDERELLA MASTER EVERMORE                                                                       | 大橋彩香、福原綾香、原紗友里、藍原ことみ、青木志貴、青木瑠璃子、飯田友子、五十嵐裕美、今井麻夏、上坂すみれ、内田真礼、桜咲千依、大空直美、大坪由佳、金子真由美、金子有希、木村珠莉、黒沢ともよ、佐藤亜美菜、下地紫野、洲崎綾、鈴木絵理、髙野麻美、高森奈津美、立花理香、種﨑敦美、千菅春香、東山奈央、長島光那、原優子、早見沙織、春瀬なつみ、渕上舞、牧野由依、松井恵理子、松嵜麗、三宅麻理恵、村中知、杜野まこ、安野希世乃、山下七海、山本希望、佳村はるか、ルゥティン、和氣あず未 | 「EVERMORE（4thLIVE MIX）」 | ゲーム『アイドルマスター シンデレラガールズ』関連曲                                                 |
| 2月15日  | ガールフレンド（仮） キャラクターソングシリーズ Vol.02                                                          | メゾンドクチュール | 「あなただけのメゾンドクチュール」 | ゲーム『ガールフレンド（仮）』関連曲                                                                |
| 3月11日  | 全員集合、あいまいみー!!!                                                                                       | 愛（大坪由佳）、麻衣（内田彩）、ミイ（内田真礼） | 「全員集合、あいまいみー!!!」 | テレビアニメ『あいまいみー〜Surgical Friends〜』オープニングテーマ                                  |
| 3月11日  | 全員集合、あいまいみー!!!                                                                                       | ミイ（内田真礼） | 「全員集合、あいまいみー!!!〜ミイソロVer.〜」 | テレビアニメ『あいまいみー〜Surgical Friends〜』オープニングテーマ                                  |
| 4月19日  | ガールフレンド（仮） キャラクターソングシリーズ Vol.04                                                          | 見吉奈央（内田真礼） | 「おやすみダーリン」 | ゲーム『ガールフレンド（仮）』関連曲                                                                |
| 4月22日  | あいまいみーキャラクターソング+                                                                                 | ミイ（内田真礼） | 「MII of the world」 | テレビアニメ『あいまいみー〜Surgical Friends〜』関連曲                                              |
| 4月22日  | あいまいみーキャラクターソング+                                                                                 | 愛（大坪由佳）、麻衣（内田彩）、ミイ（内田真礼） | 「ラッキーチャンスを逃がさないで」 | テレビアニメ『あいまいみー〜Surgical Friends〜』エンディングテーマ                                  |
| 5月24日  | THE IDOLM@STER CINDERELLA GIRLS LITTLE STARS! エチュードは1曲だけ                                               | 渋谷凛（福原綾香）、上条春菜（長島光那）、神谷奈緒（松井恵理子）、神崎蘭子（内田真礼）、三船美優（原田彩楓） | 「エチュードは1曲だけ」 | テレビアニメ『アイドルマスター シンデレラガールズ劇場』エンディングテーマ                           |
| 6月21日  | ガールフレンド（仮） キャラクターソングシリーズ Vol.06                                                          | スタイリッシュスタイリング | 「Make up! Wake up!」 | ゲーム『ガールフレンド（仮）』関連曲                                                                |
| 6月24日  | THE IDOLM@STER CINDERELLA GIRLS 5thLIVE TOUR Serendipity Parade!!! 静岡・幕張・福岡 会場オリジナルCD            | 神崎蘭子（内田真礼） | 「EVERMORE（M@STER VERSION）」 | ゲーム『アイドルマスター シンデレラガールズ』関連曲                                                 |
| 7月11日  | TVアニメ「異世界はスマートフォンとともに」vol.1早期予約キャンペーン特典CD「純情エモーショナル 全員歌唱ver.」    | エルゼ（内田真礼）、リンゼ（福緒唯）、八重（赤崎千夏）、ユミナ（高野麻里佳）、スゥシィ（山下七海）、リーン（上坂すみれ） | 「純情エモーショナル」 | テレビアニメ『異世界はスマートフォンとともに。』エンディングテーマ                                  |
| 7月17日  | DEEP BLUE TOWNへおいでよ                                                                                        | アイマリン（内田彩）、ウェンディ（内田真礼）、ウーニィ（佐倉綾音） | 「DEEP BLUE TOWNへおいでよ」 | アイマリンプロジェクト第四弾『DEEP BLUE SONG』主題歌                                                |
| 7月19日  | 異世界はスマートフォンとともに。キャラクターソングvol.1 エルゼ&リンゼ                                           | エルゼ・シルエスカ（内田真礼） | 「XOXO」 「純情エモーショナル エルゼver.」 | テレビアニメ『異世界はスマートフォンとともに。』関連曲                                              |
| 7月26日  | ホシノキズナ | 神樹ヶ峰女学園星守クラス | 「ホシノキズナ」 | テレビアニメ『バトルガール ハイスクール』オープニングテーマ                                         |
| 8月9日   | TVアニメ『ひなろじ〜from_Luck_&_Logic〜』エンディング&キャラソンミニアルバム                                    | 森ヶ谷夕子（植田佳奈）、東瑞希（内田真礼） | 「愛は華、愛は雛」 | テレビアニメ『ひなろじ〜from Luck & Logic〜』関連曲                                                 |
| 8月23日  | シノビナイトメア                                                                                                | シノビナイトメア | 「儚くも美しく」 | ゲーム『シノビナイトメア』主題歌                                                                    |
| 8月23日  | シノビナイトメア                                                                                                | シノビナイトメア | 「シノビフェニックス」 | ゲーム『シノビナイトメア』関連曲                                                                    |
| 8月23日  | シノビナイトメア                                                                                                | サクラ（内田真礼） | 「サクラさくらんぼ」 | ゲーム『シノビナイトメア』関連曲                                                                    |
| 11月11日 | セカイがカフェになっちゃった!                                                                                   | Petit Rabbit's with beans | 「セカイがカフェになっちゃった!」 | OVA『ご注文はうさぎですか?? 〜Dear My Sister〜』主題歌                                              |
| 11月11日 | セカイがカフェになっちゃった!                                                                                   | Petit Rabbit's | 「ハピネスアンコール」 | OVA『ご注文はうさぎですか?? 〜Dear My Sister〜』挿入歌                                              |
| 11月22日 | ご注文はうさぎですか?? 〜Dear My Sister〜 キャラクターソング2                                                   | ココア（佐倉綾音）、シャロ（内田真礼） | 「ポップコーンはぷにんぐ！」 | OVA『ご注文はうさぎですか?? 〜Dear My Sister〜』関連曲                                              |
| 12月6日  | ご注文はうさぎですか?? 〜Dear My Sister〜 デュエットソングアルバム                                              | シャロ（内田真礼）、メグ（村川梨衣） | 「足音タルトタタン♪」 | OVA『ご注文はうさぎですか?? 〜Dear My Sister〜』関連曲                                              |
| 12月6日  | ご注文はうさぎですか?? 〜Dear My Sister〜 デュエットソングアルバム                                              | シャロ（内田真礼）、青山ブルーマウンテン（早見沙織） | 「夢見FLAVOR」 | OVA『ご注文はうさぎですか?? 〜Dear My Sister〜』関連曲                                              |
| 12月6日  | THE IDOLM@STER CINDERELLA GIRLS LITTLE STARS! 秋めいて Ding Dong Dang!                                          | 神崎蘭子（内田真礼）、二宮飛鳥（青木志貴） | 「EVERMORE -しんげきRemix-」 | テレビアニメ『アイドルマスター シンデレラガールズ劇場』関連曲                                       |
| 12月13日 | THE IDOLM@STER CINDERELLA GIRLS MASTER SEASONS WINTER!                                                          | 神谷奈緒（松井恵理子）、神崎蘭子（内田真礼）、脇山珠美（嘉山未紗） | 「Frost」 | ゲーム『アイドルマスター シンデレラガールズ』関連曲                                                 |
| 2018年   | | | | |
| 1月24日  | バトルガール ハイスクール BD・DVD第3巻特典CD                                                                    | 蓮見うらら（内田真礼） | 「ホシノキズナ」 「わたしたちのスタートライン!」 「キミはワタシの…♡」 「青の風」 | テレビアニメ『バトルガール ハイスクール』関連曲                                                     |
| 1月26日  | グリザイア:ファントムトリガー Vol.4 特装版特典CD                                                                | レナ（内田真礼） | 「Hollow love」 | ゲーム『グリザイア:ファントムトリガー』関連曲                                                       |
| 3月7日   | 乖離性ミリオンアーサー キャラクターソング・歌姫アーサー                                                         | 歌姫アーサー（内田真礼） | 「Falsetto My Heart」 「I sing a song for you」 | ゲーム『乖離性ミリオンアーサー』関連曲                                                              |
| 3月7日   | 永遠にシンデレラメイト                                                                                          | ツブ★ドル | 「永遠にシンデレラメイト」 | OVA『ツブ★ドル』関連曲                                                                              |
| 3月14日  | スロウスタート キャラクターソングアルバム「Step by Step」                                                       | 万年大会（内田真礼） | 「ココロ替え宣言」 | テレビアニメ『スロウスタート』関連曲                                                                |
| 5月30日  | スロウスタート BD・DVD第3巻特典CD                                                                               | 京塚志温（M・A・O）、万年大会（内田真礼） | 「ときめきコレクション♡」 | テレビアニメ『スロウスタート』関連曲                                                                |
| 5月30日  | ご注文はうさぎですか?? 〜Dear My Sister〜 BD・DVD特典キャラクターソングCD                                       | Petit Rabbit's | 「セカイがカフェになっちゃった!」 | OVA『ご注文はうさぎですか?? 〜Dear My Sister〜』関連曲                                              |
| 5月30日  | ご注文はうさぎですか?? 〜Dear My Sister〜 BD・DVD特典キャラクターソングCD                                       | シャロ（内田真礼） | 「セカイがカフェになっちゃった!」 | OVA『ご注文はうさぎですか?? 〜Dear My Sister〜』関連曲                                              |
| 7月4日   | TVアニメ『かくりよの宿飯』キャラクターソング集Vol.1 「隠世の調」                                                | 暁（内田雄馬）、鈴蘭（内田真礼） | 「時の砂」 | テレビアニメ『かくりよの宿飯』エンディングテーマ                                                    |
| 7月25日  | スロウスタート BD・DVD第5巻特典CD                                                                               | 一之瀬花名（近藤玲奈）、京塚志温（M・A・O）、万年大会（内田真礼） | 「はぴらき☆エブリディ」 | テレビアニメ『スロウスタート』関連曲                                                                |
| 8月29日  | ご注文はうさぎですか??キャラクターソロシリーズ02 シャロ                                                         | シャロ（内田真礼） | 「Happy Holiday」 「パッと！花咲くティーポット」 「わーいわーいトライ！」 | テレビアニメ『ご注文はうさぎですか??』関連曲                                                        |
| 8月29日  | Doll's Destiny                                                                                                  | DOLLS | 「Doll's Destiny」 「勝利への標」 「永遠メモリー」 | ゲーム『プロジェクト東京ドールズ』関連曲                                                            |
| 9月25日  | アリス・ギア・アイギス オリジナルサウンドトラック                                                               | 比良坂夜露（沼倉愛美）、兼志谷シタラ（内田真礼）、百科文嘉（石川由依） | 「Over the Future」 | ゲーム『アリス・ギア・アイギス』オープニングテーマ                                                  |
| 9月25日  | アリス・ギア・アイギス オリジナルサウンドトラック                                                               | 比良坂夜露（沼倉愛美）、兼志谷シタラ（内田真礼）、百科文嘉（石川由依） | 「Over the Future -Another take-」 | ゲーム『アリス・ギア・アイギス』関連曲                                                              |
| 10月3日  | 不可思議のカルテ                                                                                                | 桜島麻衣（瀬戸麻沙美）、古賀朋絵（東山奈央）、双葉理央（種﨑敦美）、豊浜のどか（内田真礼）、梓川かえで（久保ユリカ）、牧之原翔子（水瀬いのり） | 「不可思議のカルテ」 | テレビアニメ『青春ブタ野郎はバニーガール先輩の夢を見ない』エンディングテーマ                        |
| 10月3日  | 不可思議のカルテ                                                                                                | スイートバレット | 「BABY!」 | テレビアニメ『青春ブタ野郎はバニーガール先輩の夢を見ない』挿入歌                                    |
| 10月17日 | THE IDOLM@STER CINDERELLA GIRLS STARLIGHT MASTER 22 双翼の独奏歌                                                | 神崎蘭子（内田真礼）、二宮飛鳥（青木志貴） | 「双翼の独奏歌（M@STER VERSION）」 | ゲーム『アイドルマスター シンデレラガールズ スターライトステージ』関連曲                            |
| 11月30日 | THE IDOLM@STER CINDERELLA GIRLS 6thLIVE MERRY-GO-ROUNDOME!!! MASTER SEASONS WINTER! SOLO REMIX                  | 神崎蘭子（内田真礼） | 「Frost」 | ゲーム『アイドルマスター シンデレラガールズ』関連曲                                                 |
| 2019年   | | | | |
| 2月20日  | THE IDOLM@STER CINDERELLA GIRLS STARLIGHT MASTER 26 美に入り彩を穿つ                                            | 神崎蘭子（内田真礼） | 「夢幻ノ救憐唱 〜堕チル星ノ調ベ〜」 | ゲーム『アイドルマスター シンデレラガールズ スターライトステージ』関連曲                            |
| 3月27日  | 『ドメスティックな彼女』サウンドコレクション                                                                    | 橘瑠衣（内田真礼） | 「Monochrome」 | テレビアニメ『ドメスティックな彼女』挿入歌                                                          |
| 4月3日   | 青春ブタ野郎はバニーガール先輩の夢を見ない BD・DVD第4巻特典CD                                                   | 豊浜のどか（内田真礼） | 「不可思議のカルテ」 | テレビアニメ『青春ブタ野郎はバニーガール先輩の夢を見ない』エンディングテーマ                        |
| 5月16日  | - | ルー（内田真礼） | 「ただいま研究中！」 | ゲーム『アルピエル』関連曲                                                                          |
| 5月29日  | 今宵mofumofu!!/もっふもふ DE よいのじゃよ                                                                       | 仙狐（和氣あず未）、シロ（内田真礼） | 「今宵mofumofu!!」 | テレビアニメ『世話やきキツネの仙狐さん』オープニングテーマ                                          |
| 7月15日  | ご注文はうさぎですか??バースデイソングシリーズ04 シャロ                                                         | シャロ（内田真礼） | 「ハピハピ♪バースデイソング」 「とびきりsummer time」 「思い出花火」 | テレビアニメ『ご注文はうさぎですか??』関連曲                                                        |
| 7月31日  | プリンセスコネクト！Re:Dive PRICONNE CHARACTER SONG 09                                                          | マホ（内田真礼）、カオリ（高森奈津美） | 「Peaceful*ちゃんぷるー」 | ゲーム『プリンセスコネクト！Re:Dive』挿入歌                                                         |
| 8月19日  | パチンコ百花繚乱シリーズキャラクターソング集                                                                    | 上杉景勝（内田真礼） | 「SAMURAI WAY TO THE SOUL」 | パチンコ『百花繚乱』関連曲                                                                          |
| 9月26日  | しんがーそんぐぱやぽやメロディー                                                                                | Petit Rabbit's with beans | 「しんがーそんぐぱやぽやメロディー」 | OVA『ご注文はうさぎですか?? 〜Sing For You〜』イメージソング                                        |
| 9月26日  | しんがーそんぐぱやぽやメロディー                                                                                | シャロ（内田真礼） | 「しんがーそんぐぱやぽやメロディー」 | OVA『ご注文はうさぎですか?? 〜Sing For You〜』関連曲                                                |
| 9月26日  | ご注文はうさぎですか?? 〜Sing For You〜 BD・DVD特典 劇中歌ハイレゾ音源収録DVD-ROM                               | Petit Rabbit's | 「しんがーそんぐぱやぽやメロディー」 | OVA『ご注文はうさぎですか?? 〜Sing For You〜』関連曲                                                |
| 9月26日  | ご注文はうさぎですか?? 〜Sing For You〜 BD・DVD特典 劇中歌ハイレゾ音源収録DVD-ROM                               | シャロ（内田真礼） | 「Hi Hi High☆」 | OVA『ご注文はうさぎですか?? 〜Sing For You〜』挿入歌                                                |
| 9月26日  | ご注文はうさぎですか?? 〜Sing For You〜 BD・DVD特典 劇中歌ハイレゾ音源収録DVD-ROM                               | シャロ（内田真礼） | 「Hi Hi High☆ 〜ハイテンションVer.〜」 | OVA『ご注文はうさぎですか?? 〜Sing For You〜』関連曲                                                |
| 11月27日 | 青春ブタ野郎はゆめみる少女の夢を見ない BD・DVD特典 Original Soundtrack                                          | 桜島麻衣（瀬戸麻沙美）、古賀朋絵（東山奈央）、双葉理央（種﨑敦美）、豊浜のどか（内田真礼）、梓川かえで（久保ユリカ）、牧之原翔子（水瀬いのり） | 「不可思議のカルテ movie ver.」 | 劇場アニメ『青春ブタ野郎はゆめみる少女の夢を見ない』エンディングテーマ                              |
| 11月27日 | プリンセスコネクト！Re:Dive PRICONNE CHARACTER SONG 11                                                          | マホ（内田真礼）、マコト（小松未可子）、カオリ（高森奈津美） | 「We Are Golden」 | ゲーム『プリンセスコネクト!Re:Dive』挿入歌                                                          |
| 12月4日  | ご注文はうさぎですか??バースデイソングシリーズ 全巻購入特典CD                                                   | ココア（佐倉綾音）、チノ（水瀬いのり）、リゼ（種田梨沙）、千夜（佐藤聡美）、シャロ（内田真礼）、マヤ（徳井青空）、メグ（村川梨衣）、青山ブルーマウンテン（早見沙織）、モカ（茅野愛衣） | 「ハピハピ♪バースデイソング」 | テレビアニメ『ご注文はうさぎですか??』関連曲                                                        |
| 12月9日  | CR萌え萌え大戦争ぱちんこば〜ん オリジナルサウンドトラック                                                       | そうりゅう（内田真礼） | 「沈黙のマーメイド」 | パチンコ『萌え萌え大戦争ぱちんこば〜ん』関連曲                                                      |
| 12月12日 | 新サクラ大戦 初回限定版特典CD「歴代歌謡集」                                                                     | 天宮さくら（佐倉綾音）、東雲初穂（内田真礼）、望月あざみ（山村響）、アナスタシア・パルマ（福原綾香）、クラリス（早見沙織） | 「檄！帝国華撃団〈新章〉」 | ゲーム『新サクラ大戦』オープニングテーマ                                                            |
| 12月12日 | 新サクラ大戦 初回限定版特典CD「歴代歌謡集」                                                                     | 天宮さくら（佐倉綾音）、東雲初穂（内田真礼）、望月あざみ（山村響）、アナスタシア・パルマ（福原綾香）、クラリス（早見沙織） | 「奇跡の鐘（太正二十九年版）」 | ゲーム『新サクラ大戦』挿入歌                                                                        |
| 12月12日 | 新サクラ大戦 初回限定版特典CD「歴代歌謡集」                                                                     | 天宮さくら（佐倉綾音）、東雲初穂（内田真礼）、望月あざみ（山村響）、アナスタシア・パルマ（福原綾香）、クラリス（早見沙織）、ホワン・ユイ（上坂すみれ）、ランスロット（沼倉愛美）、エリス（水樹奈々） | 「新たなる」 | ゲーム『新サクラ大戦』エンディングテーマ                                                            |
| 12月12日 | 新サクラ大戦 初回限定版特典CD「歴代歌謡集」                                                                     | 東雲初穂（内田真礼） | 「女!! 祭りの心意気」 | ゲーム『新サクラ大戦』関連曲                                                                        |
| 2020年   | | | | |
| 2月14日  | THE IDOLM@STER CINDERELLA GIRLS 7thLIVE TOUR Special 3chord♪ Glowing Rock! 会場オリジナルCD                     | 神崎蘭子（内田真礼） | 「双翼の独奏歌（M@STER VERSION）」 | ゲーム『アイドルマスター シンデレラガールズ スターライトステージ』関連曲                            |
| 3月30日  | DOLLS Songs & Sounds 01                                                                                         | DOLLS team C | 「Candy Star」 | ゲーム『プロジェクト東京ドールズ』関連曲                                                            |
| 3月30日  | DOLLS Songs & Sounds 01                                                                                         | DOLLS | 「言の葉シンフォニー」 「はじまりのハーモニー」 | ゲーム『プロジェクト東京ドールズ』関連曲                                                            |
| 3月30日  | DOLLS Songs & Sounds 01                                                                                         | DOLLS | 「追い風Brave motion!!」 「ヒカリ」 「It'sOK!!」 「SmileAgain」 「クリスマスマーチ」 | ゲーム『プロジェクト東京ドールズ』関連曲                                                            |
| 4月22日  | ご注文はうさぎですか??Selection of April Fools' Day                                                             | 魔法少女チノ（水瀬いのり）、怪盗ラパン（内田真礼） | 「幻のルビーラビット事件」 | テレビアニメ『ご注文はうさぎですか??』関連曲                                                        |
| 4月22日  | ご注文はうさぎですか??Selection of April Fools' Day                                                             | Happine | 「らびっとビビっとShow Time*」 | テレビアニメ『ご注文はうさぎですか??』関連曲                                                        |
| 4月22日  | ご注文はうさぎですか??Selection of April Fools' Day                                                             | CLOCKWORK RABBITS | 「ピポパポPeople!」 | テレビアニメ『ご注文はうさぎですか??』関連曲                                                        |
| 5月27日  | 桜夢見し | 帝国歌劇団・花組、エリス（水樹奈々）、ランスロット（沼倉愛美）、ホワン・ユイ（上坂すみれ） | 「桜夢見し」 | テレビアニメ『新サクラ大戦 the Animation』エンディングテーマ                                        |
| 5月27日  | 桜夢見し | 帝国歌劇団・花組 | 「桜夢見し」 | テレビアニメ『新サクラ大戦 the Animation』エンディングテーマ                                        |
| 7月1日   | THE IDOLM@STER CINDERELLA MASTER 3chord for the Rock!                                                           | 星輝子（松田颯水）、白雪千夜（関口理咲）、神崎蘭子（内田真礼）、五十嵐響子（種﨑敦美）、多田李衣菜（青木瑠璃子） | 「Unlock Starbeat（M@STER VERSION）」 | ゲーム『アイドルマスター シンデレラガールズ』関連曲                                                 |
| 9月19日  | Blend of Letters                                                                                                | シャロ（内田真礼） | 「空色サロン」 | テレビアニメ『ご注文はうさぎですか?』関連曲                                                         |
| 10月21日 | 戦国乙女6 暁の関ヶ原 オリジナルサウンドトラック                                                                 | 小早川ヒデアキ（内田真礼）、石田ミツナリ（上坂すみれ）、カシン居士（花澤香菜） | 「超直感ガールズ」 | パチンコ『P戦国乙女6〜暁の関ヶ原〜』関連曲                                                          |
| 10月21日 | 戦国乙女6 暁の関ヶ原 オリジナルサウンドトラック                                                                 | 小早川ヒデアキ（内田真礼）、千リキュウ（堀江由衣）、前田トシイエ（阿澄佳奈） | 「天に舞う花の如く」 | パチンコ『P戦国乙女6〜暁の関ヶ原〜』関連曲                                                          |
| 10月21日 | 戦国乙女6 暁の関ヶ原 オリジナルサウンドトラック                                                                 | 小早川ヒデアキ（内田真礼） | 「好き」 | パチンコ『P戦国乙女6〜暁の関ヶ原〜』関連曲                                                          |
| 10月21日 | 戦国乙女6 暁の関ヶ原 オリジナルサウンドトラック                                                                 | 伊達マサムネ（中原麻衣）、毛利モトナリ（能登麻美子）、小早川ヒデアキ（内田真礼） | 「暁」 | パチンコ『P戦国乙女6〜暁の関ヶ原〜』関連曲                                                          |
| 10月28日 | 天空カフェテリア                                                                                                | Petit Rabbit's | 「天空カフェテリア」 | テレビアニメ『ご注文はうさぎですか? BLOOM』オープニングテーマ                                       |
| 10月28日 | 天空カフェテリア                                                                                                | Petit Rabbit's | 「ユメ＜ウツツ→ハッピータイム」 | テレビアニメ『ご注文はうさぎですか? BLOOM』エンディングテーマ                                       |
| 10月28日 | 天空カフェテリア                                                                                                | シャロ（内田真礼） | 「天空カフェテリア」 | テレビアニメ『ご注文はうさぎですか? BLOOM』関連曲                                                   |
| 11月5日  | - | 霧雨カグラ（内田真礼） | 「キズナは勇気」 | ゲーム『シャドウバース チャンピオンズバトル』プロローグテーマ                                       |
| 11月5日  | - | 霧雨カグラ（内田真礼） | 「思い出はプロローグ」 | ゲーム『シャドウバース チャンピオンズバトル』エンディングテーマ                                     |
| 11月11日 | 新サクラ大戦 the Animation オリジナルサウンドトラック                                                           | 帝国歌劇団・花組 | 「スタァ誕生」 | テレビアニメ『新サクラ大戦 the Animation』挿入歌                                                    |
| 11月11日 | 新サクラ大戦 the Animation オリジナルサウンドトラック                                                           | 帝国歌劇団・花組 with クラーラ（和多田美咲） | 「スタァ誕生」 | テレビアニメ『新サクラ大戦 the Animation』エンディングテーマ                                        |
| 11月11日 | 新サクラ大戦 the Animation オリジナルサウンドトラック                                                           | 帝国歌劇団・花組 | 「スタァ誕生（別バージョン）」 | テレビアニメ『新サクラ大戦 the Animation』関連曲                                                    |
| 11月11日 | ご注文はうさぎですか？ リアレンジ&カバーアルバム                                                                | Petit Rabbit's | 「宝箱のジェットコースター（リアレンジ）」 「にっこりカフェの魔法使い（リアレンジ）」 「一匙のお姫さま物語（リアレンジ）」 「なんとなくミライ（リアレンジ）」                                                   | テレビアニメ『ご注文はうさぎですか？』関連曲                                                        |
| 11月11日 | ご注文はうさぎですか？ リアレンジ&カバーアルバム                                                                | ココア（佐倉綾音）、チノ（水瀬いのり）、リゼ（種田梨沙）、千夜（佐藤聡美）、シャロ（内田真礼）、マヤ（徳井青空）、メグ（村川梨衣） | 「本日は誠にラリルレイン（リアレンジ）」 | テレビアニメ『ご注文はうさぎですか？』関連曲                                                        |
| 11月11日 | ご注文はうさぎですか？ リアレンジ&カバーアルバム                                                                | チノ（水瀬いのり）、リゼ（種田梨沙）、シャロ（内田真礼） | 「VSマイペース?（リアレンジ）」 | テレビアニメ『ご注文はうさぎですか？』関連曲                                                        |
| 11月11日 | ご注文はうさぎですか？ リアレンジ&カバーアルバム                                                                | 振り回され隊 | 「ハートぷるぷる事件です（リアレンジ）」 | テレビアニメ『ご注文はうさぎですか？』関連曲                                                        |
| 11月11日 | ご注文はうさぎですか？ リアレンジ&カバーアルバム                                                                | シャロ（内田真礼）、マヤ（徳井青空） | 「Rabbit Hole」 | テレビアニメ『ご注文はうさぎですか？』関連曲                                                        |
| 11月11日 | ご注文はうさぎですか？ リアレンジ&カバーアルバム                                                                | ココア（佐倉綾音）、リゼ（種田梨沙）、シャロ（内田真礼） | 「CANDY COLOR DAYS」 | テレビアニメ『ご注文はうさぎですか？』関連曲                                                        |
| 11月11日 | ご注文はうさぎですか？ リアレンジ&カバーアルバム                                                                | ココア（佐倉綾音）、千夜（佐藤聡美）、シャロ（内田真礼） | 「てくてくマーチングマーチ」 | テレビアニメ『ご注文はうさぎですか？』関連曲                                                        |
| 12月16日 | THE IDOLM@STER CINDERELLA GIRLS STARLIGHT MASTER GOLD RUSH! 05 オレンジタイム                                   | 神崎蘭子（内田真礼） | 「Hacking to the Gate」 | ゲーム『アイドルマスター シンデレラガールズ スターライトステージ』関連曲                            |
| 12月25日 | ご注文はうさぎですか？ BLOOM BD・DVD第1巻特典CD                                                                 | 怪盗ラパン（内田真礼）、ココア（佐倉綾音） | 「魅惑のダイヤモンドティーカップ事件」 | テレビアニメ『ご注文はうさぎですか？ BLOOM』関連曲                                                  |
| 2021年   | | | | |
| 2月19日  | パチスロ戦国乙女3 〜天剣を継ぐもの〜 ORIGINAL SOUNDTRACK                                                        | 宮本ムサシ（早見沙織）、小早川ヒデアキ（内田真礼）、大友ソウリン（加藤英美里）、毛利モトナリ（能登麻美子）、長宗我部モトチカ（井上麻里奈） | 「紅蓮!戦乙女」 | パチスロ『戦国乙女3 〜天剣を継ぐもの〜』関連曲                                                      |
| 3月      | 予感のぴんぽん聞こえたら                                                                                        | Petit Rabbit's | 「予感のぴんぽん聞こえたら」 | テレビアニメ『ご注文はうさぎですか？ BLOOM』関連曲                                                  |
| 5月28日  | ご注文はうさぎですか？ BLOOM BD・DVD第6巻特典CD                                                                 | 看板娘隊 | 「スキでスゴイになりたいな」 | テレビアニメ『ご注文はうさぎですか？ BLOOM』関連曲                                                  |
| 7月31日  | WIXOSS DIVA(A)LIVE BD第2巻特典CD                                                                                | 夢限少女 | 「D-(A)LIVE!!」 | テレビアニメ『WIXOSS DIVA(A)LIVE』エンディングテーマ                                                |
| 10月6日  | THE IDOLM@STER STARLIT SEASON 00 GR@TITUDE                                                                      | Project LUMINOUS | 「GR@TITUDE」 | ゲーム『アイドルマスター スターリットシーズン』テーマソング                                         |
| 10月6日  | THE IDOLM@STER STARLIT SEASON 00 GR@TITUDE 日本コロムビア盤                                                     | CINDERELLA GIRLS | 「GR@TITUDE」 | ゲーム『アイドルマスター スターリットシーズン』テーマソング                                         |
| 11月10日 | THE IDOLM@STER CINDERELLA GIRLS 10th ANNIVERSARY M@GICAL WONDERLAND TOUR!!! MerryMaerchen Land オリジナルCD     | 神崎蘭子（内田真礼） | 「輝く世界の魔法（M@STER VERSION）」 | ゲーム『アイドルマスター シンデレラガールズ』関連曲                                                 |
| 11月11日 | ご注文はうさぎですか？ 10thAnniversary主題歌リアレンジ&ハイレゾベスト                                           | Petit Rabbit's | 「Daydream café〜Re arranged〜」 「ノーポイッ！〜Re arranged〜」 「天空カフェテリア〜Re arranged〜」 | 『ご注文はうさぎですか？』関連曲                                                                    |
| 11月21日 | project Luminasys 01                                                                                            | 雲母あかる（堀江由衣）、小紫くお（内田真礼）、百合園えりゅ（日笠陽子） | 「ハッピー・ラッキー・メイキンナップ！」 | 『project Luminasys 01』主題歌                                                                      |
| 11月21日 | project Luminasys 01                                                                                            | 小紫くお（内田真礼） | 「ハッピー・ラッキー・メイキンナップ！小紫くお（CV. 内田真礼）ver.」 | 『project Luminasys 01』主題歌                                                                      |
| 12月1日  | THE IDOLM@STER STARLIT SEASON 01                                                                                | Project LUMINOUS | 「THE IDOLM@STER」 | ゲーム『アイドルマスター スターリットシーズン』関連曲                                               |
| 12月1日  | THE IDOLM@STER STARLIT SEASON 01                                                                                | CINDERELLA GIRLS、MILLIONSTARS | 「お願い！シンデレラ」 | ゲーム『アイドルマスター スターリットシーズン』関連曲                                               |
| 12月22日 | DOLLS Songs & Sounds 02                                                                                         | DOLLS | 「Starry heart Starry love」 「AnotherDreamer」 「Precious day」 | ゲーム『プロジェクト東京ドールズ』関連曲                                                            |
| 12月22日 | DOLLS Songs & Sounds 02                                                                                         | DOLLS、NumberS | 「Pray Breath」 「感情を超えて」 「感情を超えて (E3 Ver.)」 | ゲーム『プロジェクト東京ドールズ』関連曲                                                            |
| 2022年   | | | | |
| 1月19日  | THE IDOLM@STER STARLIT SEASON 02                                                                                | CINDERELLA GIRLS | 「Star!!」 | ゲーム『アイドルマスター スターリットシーズン』関連曲                                               |
| 1月19日  | THE IDOLM@STER STARLIT SEASON 02                                                                                | 765PRO ALLSTARS、CINDERELLA GIRLS、MILLIONSTARS | 「Brand New Theater!」 | ゲーム『アイドルマスター スターリットシーズン』関連曲                                               |
| 1月26日  | THE IDOLM@STER CINDERELLA MASTER キセキの証 & Let's Sail Away!!! & ココカラミライヘ！                           | 十時愛梨（原田ひとみ）、神崎蘭子（内田真礼）、渋谷凛（福原綾香）、塩見周子（ルゥティン）、島村卯月（大橋彩香）、高垣楓（早見沙織）、安部菜々（三宅麻理恵）、本田未央（原紗友里）、北条加蓮（渕上舞）、鷺沢文香（M・A・O） | 「ココカラミライヘ！」 | ゲーム『アイドルマスター シンデレラガールズ』関連曲                                                 |
| 1月26日  | THE IDOLM@STER CINDERELLA MASTER キセキの証 & Let's Sail Away!!! & ココカラミライヘ！ 特別限定盤                | 神崎蘭子（内田真礼） | 「ココカラミライヘ！」 | ゲーム『アイドルマスター シンデレラガールズ』関連曲                                                 |
| 3月2日   | THE IDOLM@STER STARLIT SEASON 03                                                                                | CINDERELLA GIRLS | 「M＠GIC☆」 | ゲーム『アイドルマスター スターリットシーズン』関連曲                                               |
| 3月2日   | THE IDOLM@STER STARLIT SEASON 03                                                                                | 如月千早（今井麻美）、秋月律子（若林直美）、三浦あずさ（たかはし智秋）、四条貴音（原由実）、神崎蘭子（内田真礼）、最上静香（田所あずさ）、白石紬（南早紀）、白瀬咲耶（八巻アンナ）、杜野凛世（丸岡和佳奈）、奥空心白（田中あいみ） | 「アイシテの呪縛〜Je vous aime〜」 | ゲーム『アイドルマスター スターリットシーズン』関連曲                                               |
| 4月13日  | THE IDOLM@STER STARLIT SEASON 04                                                                                | 如月千早（今井麻美）、秋月律子（若林直美）、三浦あずさ（たかはし智秋）、四条貴音（原由実）、神崎蘭子（内田真礼）、高垣楓（早見沙織）、最上静香（田所あずさ）、白石紬（南早紀）、白瀬咲耶（八巻アンナ）、杜野凛世（丸岡和佳奈）、奥空心白（田中あいみ）、玲音（茅原実里） | 「ダンス・ダンス・ダンス」 | ゲーム『アイドルマスター スターリットシーズン』関連曲                                               |
| 4月13日  | THE IDOLM@STER STARLIT SEASON 04                                                                                | Project LUMINOUS、DIAMANT | 「GR＠TITUDE」 | ゲーム『アイドルマスター スターリットシーズン』関連曲                                               |
| 4月13日  | THE IDOLM@STER STARLIT SEASON 04                                                                                | 神崎蘭子（内田真礼）、城ヶ崎美嘉（佳村はるか）、双葉杏（五十嵐裕美） | 「READY!!（M@STER VERSION）」 | ゲーム『アイドルマスター スターリットシーズン』関連曲                                               |
| 4月20日  | THE IDOLM@STER CINDERELLA GIRLS STARLIGHT MASTER R/LOCK ON! 04 堕ちる果実                                       | 神崎蘭子（内田真礼）、黒埼ちとせ（佐倉薫） | 「堕ちる果実（M@STER VERSION）」 | ゲーム『アイドルマスター シンデレラガールズ スターライトステージ』関連曲                            |
| 4月20日  | THE IDOLM@STER CINDERELLA GIRLS STARLIGHT MASTER R/LOCK ON! 04 堕ちる果実                                       | 神崎蘭子（内田真礼） | 「堕ちる果実（M@STER VERSION）」 | ゲーム『アイドルマスター シンデレラガールズ スターライトステージ』関連曲                            |
| 8月2日   | - | フィアナ（内田真礼） | 「Fortia」 | ゲーム『ダンジョンに出会いを求めるのは間違っているだろうか〜メモリア・フレーゼ〜』挿入歌            |
| 8月5日   | - | タラ・ダンカン（内田真礼） | 「タラ・ダンカン」 | テレビアニメ『タラ・ダンカン』オープニングテーマ                                                    |
| 8月10日  | P戦国乙女LEGEND BATTLE オリジナルサントラ                                                                       | 小早川ヒデアキ（内田真礼）、伊達マサムネ（中原麻衣） | 「恋のいろは(竜闇月華団ver)」 | パチスロ『P戦国乙女LEGEND BATTLE』関連曲                                                            |
| 8月10日  | P戦国乙女LEGEND BATTLE オリジナルサントラ                                                                       | カシン居士（花澤香菜）、小早川ヒデアキ（内田真礼） | 「キラキラレゾナンス」 | パチスロ『P戦国乙女LEGEND BATTLE』関連曲                                                            |
| 11月30日 | プリンセスコネクト！Re:Dive PRICONNE CHARACTER SONG 30                                                          | マホ（内田真礼） | 「はんなり乙女道中」 | ゲーム『プリンセスコネクト！Re:Dive』挿入歌                                                         |
| 2023年   | | | | |
| 3月1日   | KYOUKAI METRO MUSIC - No.1                                                                                      | リンネ（内田真礼）、セツナ（konoco）、イツカ（秋奈） | 「Tik[Q]et」 | 音楽プロジェクト『響界メトロ』関連曲                                                                |
| 5月3日   | TVアニメ「異世界はスマートフォンとともに。2」テーマ曲CD「リアルダイヤモンド／イセカイジュエリー」               | ユミナ（高野麻里佳）、エルゼ（内田真礼）、リンゼ（福緒唯） | 「イセカイジュエリー（ユミナ、リンゼ、エルゼver.）」 | テレビアニメ『異世界はスマートフォンとともに。2』エンディングテーマ                                 |
| 5月3日   | TVアニメ「異世界はスマートフォンとともに。2」テーマ曲CD「リアルダイヤモンド／イセカイジュエリー」               | ユミナ（高野麻里佳）、エルゼ（内田真礼）、リンゼ（福緒唯）、八重（赤崎千夏）、スゥシィ（山下七海）、リーン（上坂すみれ） | 「イセカイジュエリー（ユミナ、リンゼ、エルゼ、八重、スゥ、リーンver.）」 | テレビアニメ『異世界はスマートフォンとともに。2』エンディングテーマ                                 |
| 5月3日   | TVアニメ「異世界はスマートフォンとともに。2」テーマ曲CD「リアルダイヤモンド／イセカイジュエリー」               | ユミナ（高野麻里佳）、エルゼ（内田真礼）、リンゼ（福緒唯）、八重（赤崎千夏）、スゥシィ（山下七海）、リーン（上坂すみれ）、ルーシア（高木美佑）、ヒルデガルド（芹澤優）、桜（久保田未夢） | 「イセカイジュエリー（ユミナ、リンゼ、エルゼ、八重、スゥ、リーン、ルーシア、ヒルデガルド、桜ver.）」 | テレビアニメ『異世界はスマートフォンとともに。2』エンディングテーマ                                 |
| 5月10日  | KYOUKAI METRO MUSIC - No.2                                                                                      | リンネ（内田真礼） | 「誰かと似ている彼氏」 | 音楽プロジェクト『響界メトロ』関連曲                                                                |
| 6月5日   | イセカイジュエリー（エルゼver.）                                                                                | エルゼ・シルエスカ（内田真礼） | 「イセカイジュエリー（エルゼver.）」 | テレビアニメ『異世界はスマートフォンとともに。2』関連曲                                             |
| 7月26日  | Tik[Q]et -解-                                                                                                   | リンネ（内田真礼）、セツナ（konoco）、イツカ（秋奈）、カナタ（わかばやし） | 「Tik[Q]et -解-」 | 音楽プロジェクト『響界メトロ』関連曲                                                                |
| 8月9日   | 轍 | リンネ（内田真礼）、セツナ（konoco）、イツカ（秋奈）、カナタ（わかばやし） | 「轍」 | 音楽プロジェクト『響界メトロ』関連曲                                                                |
| 8月12日  | C102 百科 文嘉＆兼志谷 シタラ キャラクターソングCD                                                              | 百科文嘉（石川由依）、兼志谷シタラ（内田真礼） | 「PENETRATE」 | ゲーム『アリス・ギア・アイギス』関連曲                                                              |
| 8月12日  | C102 百科 文嘉＆兼志谷 シタラ キャラクターソングCD                                                              | ぞーさん（内田真礼） | 「Long for…」 | ゲーム『アリス・ギア・アイギス』関連曲                                                              |
| 11月22日 | THE IDOLM@STER CINDERELLA GIRLS STARLIGHT MASTER HEART TICKER! 01 無限L∞PだLOVE♡                                | 辻野あかり（梅澤めぐ）、佐久間まゆ（牧野由依）、多田李衣菜（青木瑠璃子）、神崎蘭子（内田真礼）、木村夏樹（安野希世乃）、二宮飛鳥（青木志貴）、ナターリア（生田輝）、黒埼ちとせ（佐倉薫） | 「無限L∞PだLOVE♡（M@STER VERSION）」 | ゲーム『アイドルマスター シンデレラガールズ スターライトステージ』関連曲                            |
| 11月22日 | THE IDOLM@STER CINDERELLA GIRLS STARLIGHT MASTER HEART TICKER! 01 無限L∞PだLOVE♡                                | 神崎蘭子（内田真礼） | 「無限L∞PだLOVE♡（M@STER VERSION）」 | ゲーム『アイドルマスター シンデレラガールズ スターライトステージ』関連曲                            |
| 11月29日 | 「青春ブタ野郎はおでかけシスターの夢を見ない」Blu-ray＆DVD 特典Original Soundtrack                              | スイートバレット | 「ミューズになっちゃう」 「オトメノート」 | 劇場アニメ『青春ブタ野郎はおでかけシスターの夢を見ない』劇中歌                                      |
| 11月29日 | 愛じゃなくちゃ / ココロふわり                                                                                   | 比良坂夜露（沼倉愛美）、兼志谷シタラ（内田真礼）、百科文嘉（石川由依） | 「ココロふわり」 | OVA『アリス・ギア・アイギス 〜ドキッ！アクトレスだらけのマーメイドグランプリ♡〜』エンディングテーマ |
| 2024年   | | | | |
| 2月28日  | THE IDOLM@STER CINDERELLA MASTER パジャマジャマ ＆ この恋の解を答えなさい                                       | THE IDOLM@STER CINDERELLA GIRLS Stage for Cinderella groupD BEST5! | 「この恋の解を答えなさい」 | ゲーム『アイドルマスター シンデレラガールズ スターライトステージ』関連曲                            |
| 3月6日   | 『魔都精兵のスレイブ』キャラクターソングミニアルバム 02 「六番組COLLECTION」                                    | 魔防隊六番組 | 「六番組COLLECTION」 | テレビアニメ『魔都精兵のスレイブ』関連曲                                                            |
| 3月6日   | 『魔都精兵のスレイブ』キャラクターソングミニアルバム 02 「六番組COLLECTION」                                    | 出雲天花（内田真礼） | 「退屈ESCAPE」 | テレビアニメ『魔都精兵のスレイブ』関連曲                                                            |
| 6月12日  | TVアニメ「うる星やつら」BD＆DVD BOX Vol.3 特典CD                                                                | あたる（神谷浩史）、ラム（上坂すみれ）、しのぶ（内田真礼）、面堂（宮野真守）、チェリー（高木渉）、サクラ（沢城みゆき） | 「宇宙は大ヘンだ！」 | テレビアニメ『うる星やつら』関連曲                                                                  |
| 6月19日  | TVアニメ「アストロノオト」全曲集                                                                                | 豪徳寺ミラ（内田真礼）、宮坂拓己（斉藤壮馬） | 「ココロのカギ」 | テレビアニメ『アストロノオト』エンディングテーマ                                                    |
| 6月21日  | カンカン姫姫 | 一姫（内田真礼）、二階堂美樹（斎藤千和）、かぐや姫（伊瀬茉莉也）、八木唯（小清水亜美） | 「カンカン姫姫」 | テレビアニメ『じゃんたま カン！！』エンディングテーマ                                               |
| 8月8日   | あなたと空を見上げたら                                                                                          | 毛倡妓（内田真礼） | 「あなたと空を見上げたら」 | ゲーム『ラグナドール』関連曲                                                                        |
| 9月4日   | 劇場版『乙女ゲームの破滅フラグしかない悪役令嬢に転生してしまった…』Blu-ray                                      | カタリナ・クラエス（内田真礼） | 「乙女のルートはひとつじゃない！」 「アンダンテに恋をして！」 「Change the days!」 | 劇場アニメ『劇場版 乙女ゲームの破滅フラグしかない悪役令嬢に転生してしまった…』関連曲                |
| 9月25日  | TVアニメ『恋は双子で割り切れない』音楽集「J(un)-pod」                                                           | 神宮寺琉実（後本萌葉）、神宮寺那織（内田真礼） | 「ハニーシトロン」 「ハニーシトロン -Strings Arrange-」 | テレビアニメ『恋は双子で割り切れない』エンディングテーマ                                            |
| 9月25日  | TVアニメ「魔法科高校の劣等生 」Blu-ray&DVD第3巻 特典CD                                                          | 黒羽亜夜子（内田真礼）、黒羽文弥（加藤英美里） | 「Dark Night Passage」 | テレビアニメ『魔法科高校の劣等生』関連曲                                                            |
| 10月12日 | Polaris in the Night                                                                                            | ラムダ（長谷川育美）、ニュー（内田真礼）、カイ（南真由）、オメガ（前川涼子） | 「Polaris in the Night」 | テレビアニメ『陰の実力者になりたくて！2nd season』エンディングテーマ                                |
| 10月18日 | Polaris in the Night ニューVer.                                                                                 | ニュー（内田真礼） | 「Polaris in the Night ニューVer.」 | テレビアニメ『陰の実力者になりたくて！2nd season』エンディングテーマ                                |
| 12月25日 | Daydream café and dream!                                                                                        | Petit Rabbit's | 「Daydream café and dream!」 | テレビアニメ『ご注文はうさぎですか？』関連曲                                                        |
| 2025年   | | | | |
| 3月30日  | 美しい世界へ | 香奈美（内田真礼） | 「美しい世界へ」 | ゲーム『ストリノヴァ』関連曲                                                                        |
| 4月2日   | ボールパークでShake！Don't Shake！                                                                              | ルリコ（ファイルーズあい）、アオナ（長谷川育美）、こひなた（内田真礼）、サラ（相良茉優）、こころ（瀬戸桃子） | 「ボールパークでShake！Don't Shake！」 | テレビアニメ『ボールパークでつかまえて!』エンディングテーマ                                         |
| 4月23日  | リーチヒマヒママヨヤキソバ                                                                                      | 一姫（内田真礼） | 「リーチヒマヒママヨヤキソバ」 | ゲーム『雀魂-じゃんたま-』関連曲                                                                    |
| 4月26日  | THE IDOLM@STER CINDERELLA GIRLS STARLIGHT STAGE 10th ANNIVERSARY TOUR Let's AMUSEMENT!!! 会場オリジナルCD TOKYO | 神崎蘭子（内田真礼） | 「この恋の解を答えなさい ソロ・リミックス」 | ゲーム『アイドルマスター シンデレラガールズ』関連曲                                                 |
| 7月20日  | 超音波のメロディ Short Ver.                                                                                     | スイートバレット | 「超音波のメロディ Short Ver. 」 | テレビアニメ『青春ブタ野郎はサンタクロースの夢を見ない』挿入歌                                      |
| 9月17日  | 青春ブタ野郎はサンタクロースの夢を見ない Blu-ray&DVD 第1巻 特典CD                                               | スイートバレット | 「超音波のメロディ Full Ver. 」 | テレビアニメ『青春ブタ野郎はサンタクロースの夢を見ない』挿入歌                                      |

### その他参加作品
| 発売日        | 商品名                                                     | 歌                                               | 楽曲                                        | 備考                               |
| ------------- | ---------------------------------------------------------- | ------------------------------------------------ | ------------------------------------------- | ---------------------------------- |
| 2020年2月5日  | 映画「ヲタクに恋は難しい」The Songs Collection by 鷺巣詩郎 | 内田真礼                                         | 「恋の発熱」                                | 映画『ヲタクに恋は難しい』劇中歌   |
| 2020年12月9日 | VOICE〜声優たちが歌う松田聖子ソング〜 Female Edition       | 内田真礼                                         | 「風立ちぬ」 「渚のバルコニー」             |                                    |
| 2020年12月9日 | VOICE〜声優たちが歌う松田聖子ソング〜 Female Edition       | 豊崎愛生、内田真礼、佐倉綾音、麻倉もも、伊藤美来 | 「赤いスイートピー」                        |                                    |
| 2022年6月29日 | KOHTA YAMAMOTO「Rearrangement Reaction」                   | 内田真礼                                         | 「ストロボメモリー - KOHTA YAMAMOTO Remix」 |                                    |
| 2022年9月21日 | CrosSing Collection vol.1                                  | 内田真礼                                         | 「ブルーバード」                            | 『CrosSing - Music＆Voice-』関連曲 |
| 2025年2月26日 | CrosSing Collection vol.5                                  | 内田真礼                                         | 「世界は恋に落ちている」                    | 『CrosSing - Music＆Voice-』関連曲 |

## ライブ・イベント

### ワンマンパーティー・イベント
| 出演日                       | タイトル                                                       | 会場                                                                       |
| ---------------------------- | -------------------------------------------------------------- | -------------------------------------------------------------------------- |
| 2014年5月3日・10日・11日     | Maaya Party! Vol.1（1stSG発売記念）                            | サイエンスホール（東京都） 中村文化小劇場（愛知県） クレオ大阪北（大阪府） |
| 2014年11月1日・2日・8日      | Maaya Party! Vol.2（2ndSG発売記念）                            | 都内某所（東京都） 名古屋市内某所（愛知県） 大阪市内某所（大阪府）         |
| 2014年12月27日               | Maaya Happy Birthday Party!!                                   | 山野ホール（東京都）                                                       |
| 2015年4月11日・12日・18日    | Maaya Party! Vol.3（3rdSG発売記念）                            | 都内某所（東京都） 名古屋市内某所（愛知県） 大阪市内某所（大阪府）         |
| 2015年12月5日・6日・12日     | Maaya Party! Vol.4（1stAL発売記念）                            | 都内某所（東京都） 名古屋市内某所（愛知県） 大阪市内某所（大阪府）         |
| 2016年5月21日・22日・29日    | Maaya Party! Vol.5（4thSG発売記念）                            | 都内某所（東京都） 名古屋市内某所（愛知県） 大阪市内某所（大阪府）         |
| 2016年12月25日               | Maaya Happy Birthday & Xmas Party!! 2016                       | 相模女子大学グリーンホール（神奈川県）                                     |
| 2017年12月24日               | Maaya Happy Birthday & Xmas Party!! 2017                       | カルッツかわさき（神奈川県）                                               |
| 2018年2月24日・25日、3月11日 | Maaya Party! 7（7thSG発売記念）                                | 都内某所（東京都） 名古屋市内某所（愛知県） 大阪市内某所（大阪府）         |
| 2018年10月27日               | FC限定ライブイベント「LIVE IS LIKE A SUNNY DAY ♫」vol.1        | TSUTAYA O-EAST（東京都）                                                   |
| 2018年11月3日・4日・24日     | Maaya Party! 8（8thSG発売記念）                                | 大阪某所（大阪府） 名古屋某所（愛知県） 都内某所（東京都）                 |
| 2019年4月27日・28日          | FC限定ライブイベント「LIVE IS LIKE A SUNNY DAY ♫」vol.2        | 中野サンプラザ（東京都） IMPホール（大阪府）                               |
| 2019年7月20日・21日・28日    | Maaya Party! 9（9thSG発売記念）                                | 大阪某所（大阪府） 名古屋某所（愛知県） 都内某所（東京都）                 |
| 2019年12月28日               | Maaya Happy Birthday Party!! 2019                              | 新宿区立新宿文化センター 大ホール（東京都）                                |
| 2020年4月18日・26日          | FC限定ライブイベント「LIVE IS LIKE A SUNNY DAY ♫」vol.3 (中止) | 大宮ソニックシティ 大ホール（埼玉県） Zepp Namba（大阪府）                 |
| 2020年12月19日・20日・26日   | Maaya Party! 11（11thSG発売記念）                              | オンライン                                                                 |
| 2020年12月27日               | Maaya Heart Beat Party!!                                       | 松戸市文化会館森のホール21（千葉県）                                       |
| 2021年5月3日                 | FC限定ライブイベント「LIVE IS LIKE A SUNNY DAY ♫」vol.3 (中止) | 新宿区立新宿文化センター 大ホール（東京都）                                |
| 2021年5月22日・23日          | Maaya Party! 12（12thSG発売記念）                              | オンライン                                                                 |
| 2021年12月5日                | FC限定ライブイベント「LIVE IS LIKE A SUNNY DAY ♫」vol.3        | 新宿区立新宿文化センター 大ホール（東京都）                                |
| 2021年12月11日・18日         | Maaya Party! 13（3rdAL発売記念）                               | オンライン                                                                 |
| 2022年4月23日                | FC限定ライブイベント「LIVE IS LIKE A SUNNY DAY ♫」vol.4        | J:COMホール八王子（東京都）                                                |
| 2022年5月21日・22日・28日    | Maaya Party! 14（13thSG発売記念）                              | 大阪某所（大阪府） 名古屋某所（愛知県） 都内某所（東京都）                 |
| 2022年12月25日               | Maaya XmasParty!! 2022                                         | 川口リリアホール メインホール（埼玉県）                                    |
| 2023年3月5日・11日           | Maaya Party! 15（14thSG発売記念）                              | 大阪某所（大阪府） 都内某所（東京都）                                      |
| 2023年4月30日                | FC限定ライブイベント「LIVE IS LIKE A SUNNY DAY ♫」vol.5        | なかのZERO 大ホール（東京都）                                              |
| 2023年11月25日・26日         | Maaya Party! 16（15thSG発売記念）                              | 大阪市内某所（大阪府） 都内某所（東京都）                                  |
| 2023年12月24日               | Maaya XmasParty!!2023                                          | パシフィコ横浜 会議センター メインホール（神奈川県）                       |
| 2024年3月2日・3日            | Maaya Party! 17（16thSG発売記念）                              | 大阪市内某所（大阪府） 都内某所（東京都）                                  |
| 2024年4月20日                | FC限定ライブイベント「LIVE IS LIKE A SUNNY DAY ♫」vol.6        | なかのZERO 大ホール（東京都）                                              |
| 2024年8月10日・17日          | Maaya Party! 18（17thSG発売記念）                              | アニメイト秋葉原1号館（東京都） アニメイト池袋本店（東京都） オンライン    |

### 現在のライブサポートメンバー
（出典：）
- ギター：山本陽介（ex.OLDCODEX / ex.ROSARYHILL）
- ベース・バンドマスター：黒須克彦（Q-MHz）
- ドラムス：村田一弘（ex.Raphael / rice）
- ドラムス：鈴木浩之（QUADRANGLE / THE KEBABS）
- キーボード：今井隼（Antique Toy）
- マニピュレーター・パーカッション：大串友紀

### 合同ライブ
| 出演日              | タイトル                                                          | 会場                                                        |
| ------------------- | ----------------------------------------------------------------- | ----------------------------------------------------------- |
| 2014年6月1日        | @JAM2014                                                          | Zepp Divercity（東京都）                                    |
| 2014年6月21日       | P's Live! 01                                                      | ゆうぽうとホール（東京都）                                  |
| 2014年11月22日      | ANIMAX MUSIX 2014 YOKOHAMA                                        | 横浜アリーナ（神奈川県）                                    |
| 2015年3月28日       | P's Live! 02                                                      | 横浜アリーナ（神奈川県）                                    |
| 2015年8月30日       | Animelo Summer Live 2015 -THE GATE-                               | さいたまスーパーアリーナ（埼玉県）                          |
| 2015年11月21日      | ANIMAX MUSIX 2015 YOKOHAMA                                        | 横浜アリーナ（神奈川県）                                    |
| 2015年11月28日      | P'S LIVE! AFA(03)                                                 | サンテック・シンガポール国際会議展示場（シンガポール）      |
| 2016年1月24日       | リスアニ!LIVE 2016 SUNDAY STAGE                                   | 日本武道館（東京都）                                        |
| 2016年3月26日       | AJ Night 2016                                                     | ディファ有明（東京都）                                      |
| 2016年8月27日       | Animelo Summer Live 2016 刻-TOKI-                                 | さいたまスーパーアリーナ（埼玉県）                          |
| 2016年10月9日       | P's LIVE TORANOMON SP 〜50th Anniversary〜                        | ニッショーホール（東京都）                                  |
| 2016年11月23日      | ANIMAX MUSIX 2016 YOKOHAMA                                        | 横浜アリーナ（神奈川県）                                    |
| 2017年8月19日       | コカ･コーラ SUMMER STATION 音楽LIVE                               | 六本木ヒルズアリーナ（東京都）                              |
| 2017年8月27日       | Animelo Summer Live 2017 -THE CARD-                               | さいたまスーパーアリーナ（埼玉県）                          |
| 2017年11月26日      | P's LIVE! 05 Go! Love&Passion!!                                   | 横浜アリーナ（神奈川県）                                    |
| 2018年1月28日       | リスアニ!LIVE 2018 SUNDAY STAGE                                   | 日本武道館（東京都）                                        |
| 2018年3月3日        | ANIMAX MUSIX 2018 OSAKA                                           | 大阪城ホール（大阪府）                                      |
| 2018年4月14日       | musicる FES 2018 - Spring Edition -                               | マイナビBLITZ赤坂（東京都）                                 |
| 2018年5月13日       | アニュータライブ2018『あにゅパ!!』                                | 幕張メッセ（千葉県）                                        |
| 2018年8月25日       | Animelo Summer Live 2018 “OK!”                                    | さいたまスーパーアリーナ（埼玉県）                          |
| 2018年10月12日      | NHK WORLD-JAPAN presents SONGS OF TOKYO                           | NHKホール（東京都）                                         |
| 2019年3月22日       | AJ Night 2019                                                     | Zepp Divercity（東京都）                                    |
| 2019年9月1日        | Animelo Summer Live 2019 -STORY-                                  | さいたまスーパーアリーナ（埼玉県）                          |
| 2019年10月19日      | リスアニ!LIVE TAIWAN 2019                                         | TICC（台湾）                                                |
| 2019年11月29日      | AFA 2019 – Anime Festival Asia 2019                               | サンテック・シンガポール国際会議展示場（シンガポール）      |
| 2020年7月5日        | Anime Expo Lite×リスアニ！LIVE L.A.                               | オンライン（Twitch・uP!!!）                                 |
| 2020年10月18日      | EJ ANIME MUSIC FESTIVAL 2020                                      | ところざわサクラタウンジャパンパビリオン・ホールA（埼玉県） |
| 2021年2月27日       | リスアニ!LIVE 2021                                                | 日本武道館（東京都）                                        |
| 2021年6月20日       | EJ My Girl Festival 2021                                          | 舞浜アンフィシアター（千葉県）                              |
| 2021年8月29日       | Animelo Summer Live 2021 -COLORS-                                 | さいたまスーパーアリーナ（埼玉県）                          |
| 2022年7月17日       | BILIBILI MACRO LINK - STAR PHASE 2022                             | 幕張メッセ（千葉県）                                        |
| 2022年8月28日       | Animelo Summer Live 2022 -Sparkle-                                | さいたまスーパーアリーナ（埼玉県）                          |
| 2023年1月29日       | リスアニ!LIVE 2023                                                | 日本武道館（東京都）                                        |
| 2023年2月12日       | オダイバ!!超次元音楽祭 ヨコハマからハッピーバレンタインフェス2023 | ぴあアリーナMM（神奈川県）                                  |
| 2023年8月27日       | Animelo Summer Live 2023 -AXEL-                                   | さいたまスーパーアリーナ（埼玉県）                          |
| 2023年11月18日      | ANIMAX MUSIX 2023                                                 | 横浜アリーナ（神奈川県）                                    |
| 2024年8月31日       | Animelo Summer Live 2024 -Stargazer-                              | さいたまスーパーアリーナ（埼玉県）                          |
| 2024年9月28日・29日 | YUMA UCHIDA LIVE ”VS YUMA 001- 内田真礼”                          | パシフィコ横浜 国立大ホール（神奈川県）                     |
| 2025年1月25日       | リスアニ!LIVE 2025                                                | 日本武道館（東京都）                                        |
| 2025年3月8日        | P's LIVE! 08 〜P's GR∞VE〜                                        | LINE CUBE SHIBUYA（東京都）                                 |
| 2025年8月31日予定   | Animelo Summer Live 2025 "ThanXX!"                                | さいたまスーパーアリーナ（埼玉県）                          |

## 書籍

### 写真集
- まあや（2014年12月24日、ポニーキャニオン、撮影：中山雅文）ISBN 978-4-86529-114-8
- 内田真礼のまぁやってみるか！（2016年2月19日、秋田書店、編集：声優パラダイスR編集部）ISBN 978-4-253-01092-4
- étoile（2019年3月25日、東京ニュース通信社、撮影：今城純）ISBN 978-4-86336-902-3

### フォトブック
- まあやドキ（2023年2月8日、集英社、撮影：田村与）ISBN 978-4-08-790078-1

### ビジュアルブック
- 内田真礼ビジュアルブック さくらんぼぼん（2025年2月14日、イマジカインフォス）ISBN 978-4074613274[944]